# Úsek H-33 lehkého opevnění vz. 37

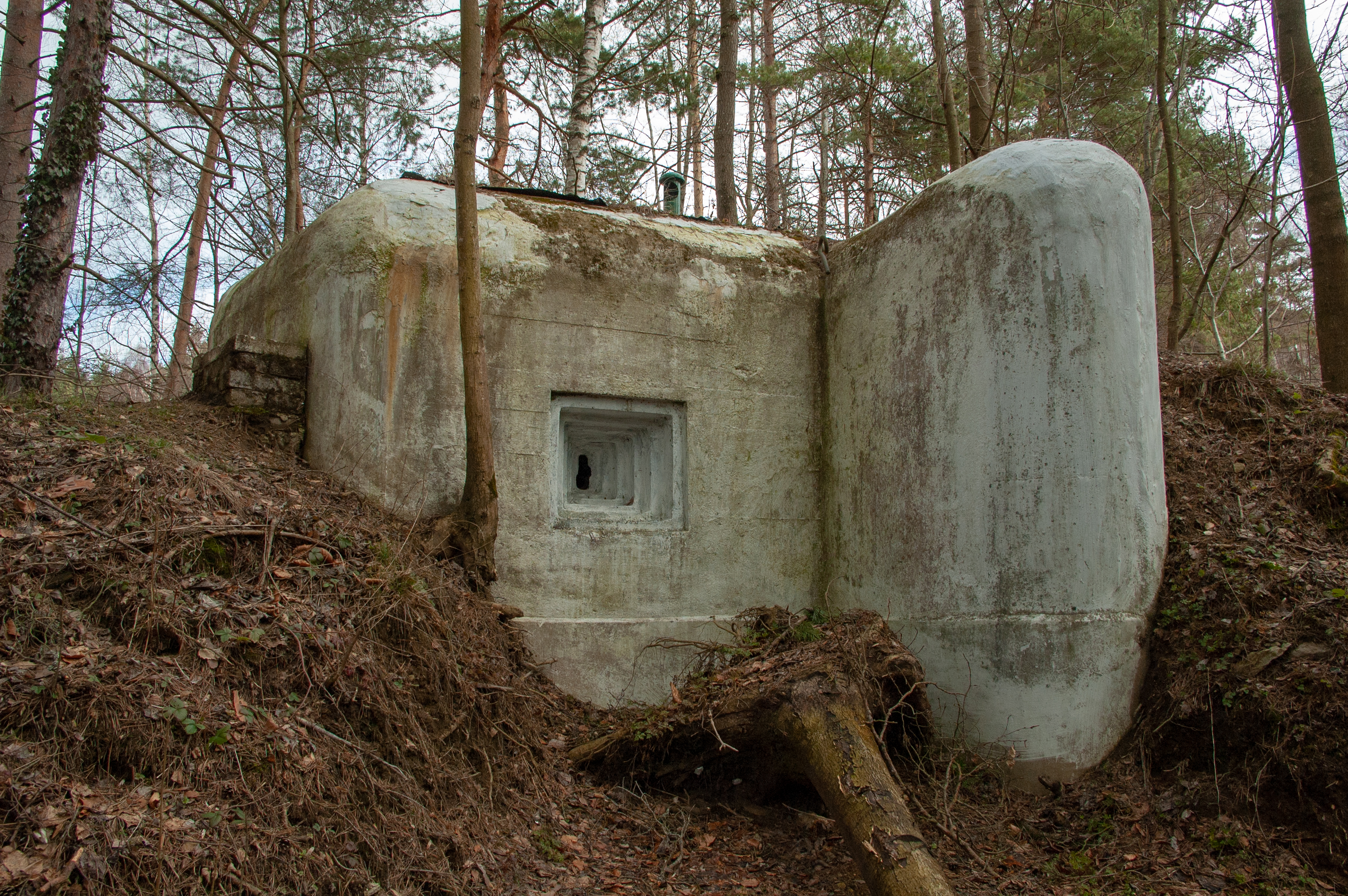
Pohled na očistěný H-33/23/A-180 s prvky poválečné reaktivace

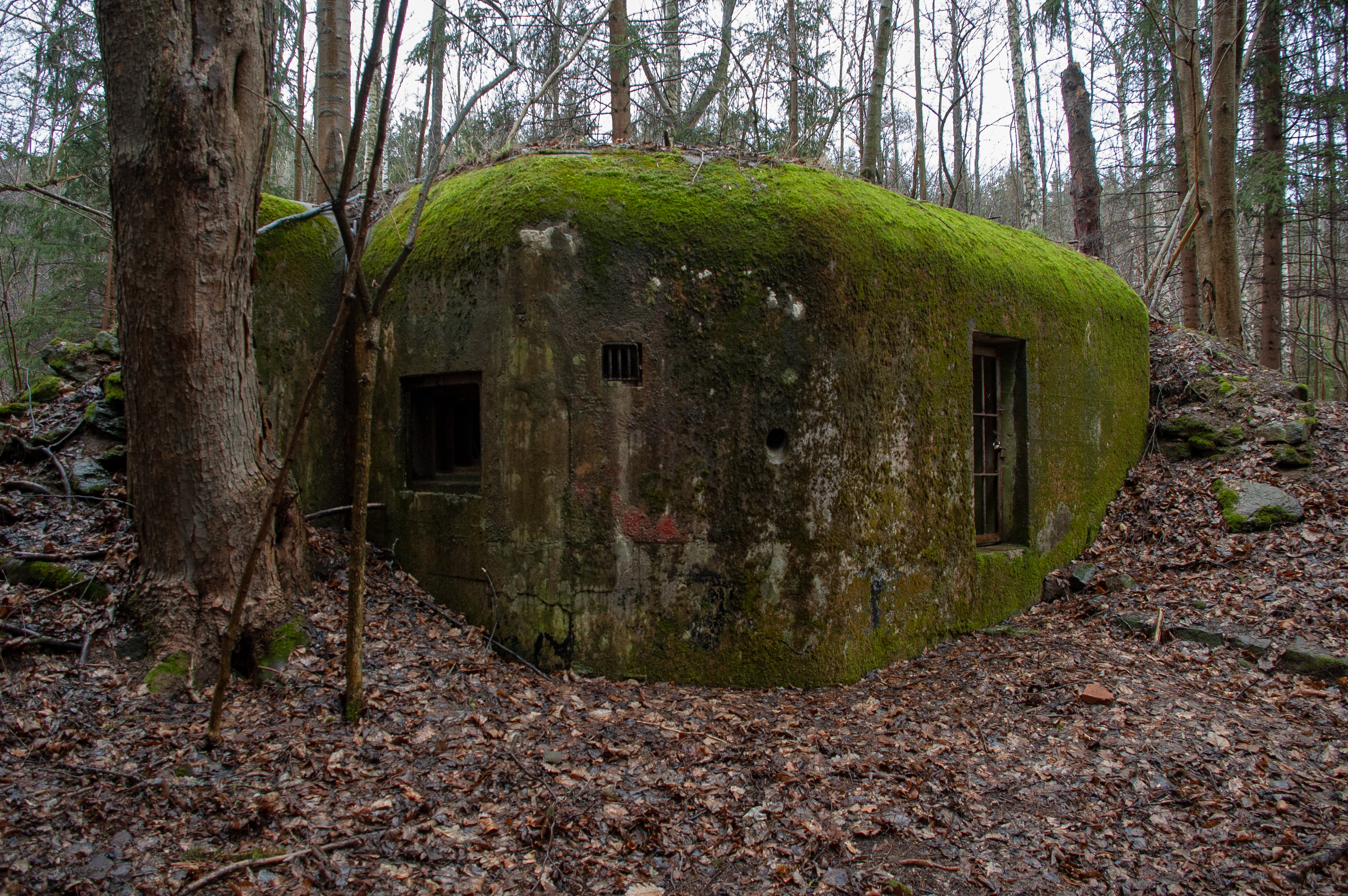
Pohled zpředu na čelní stěnu s rovnaninou, záhozem a levou střílnu H-33/14/B2-100

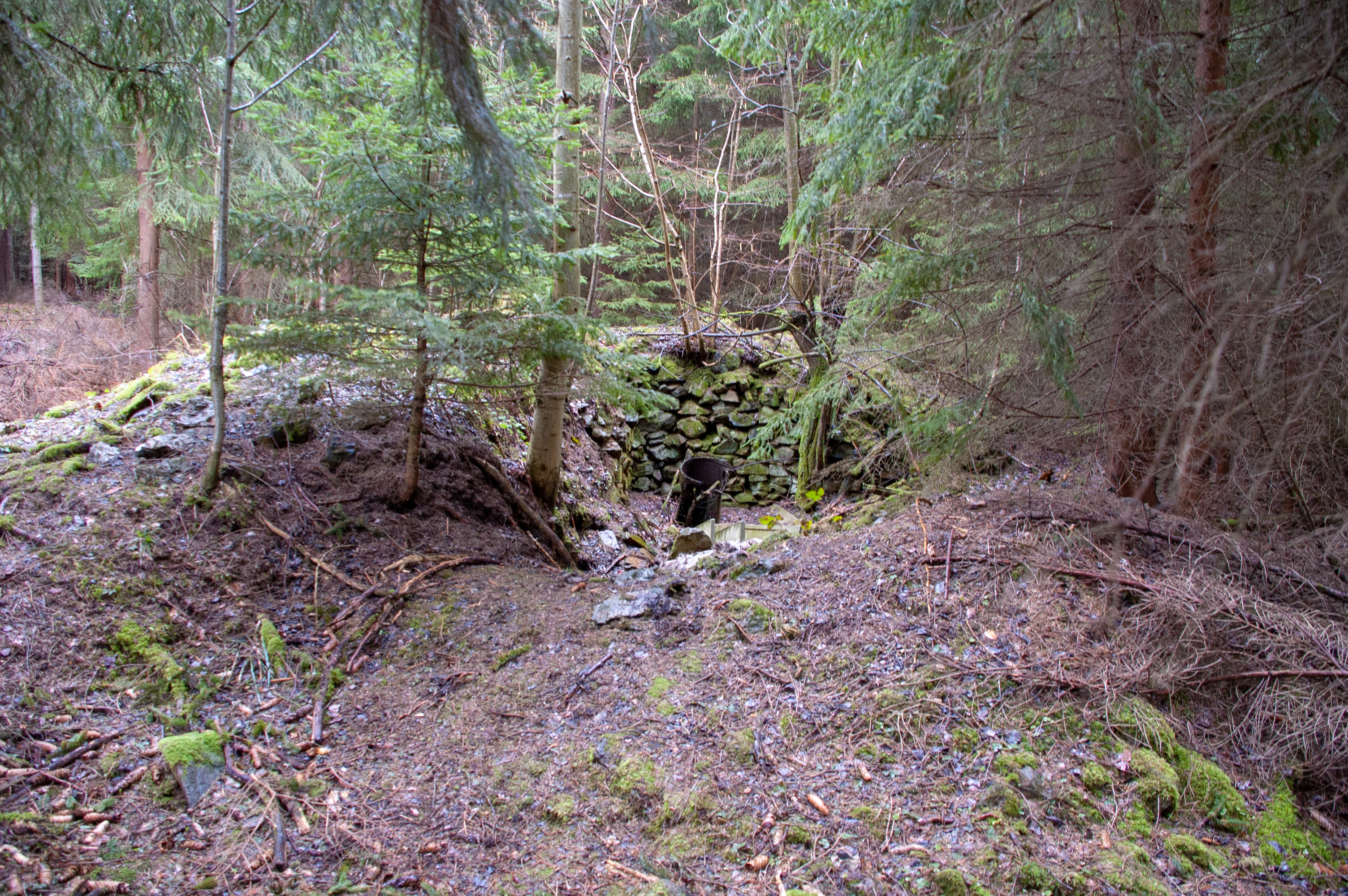
Pohled na původní stanoviště H-33/7/D2 - rovnanina

Úsek H-33  je úsek čs. lehkého opevnění vzor 37 vybudovaný od 20. 9. 1937 do 17. 12. 1937 (objekty č. 17-24 byly postaveny v blíže nezjištěných dnech do uvedeného termínu) jihozápadně od Prachatic jako součást Prachatických uzávěr na kótě Libín.

## Poloha a popis úseku

### Původní záměr na vybudování 39 (40) stanovišť úseku H-42

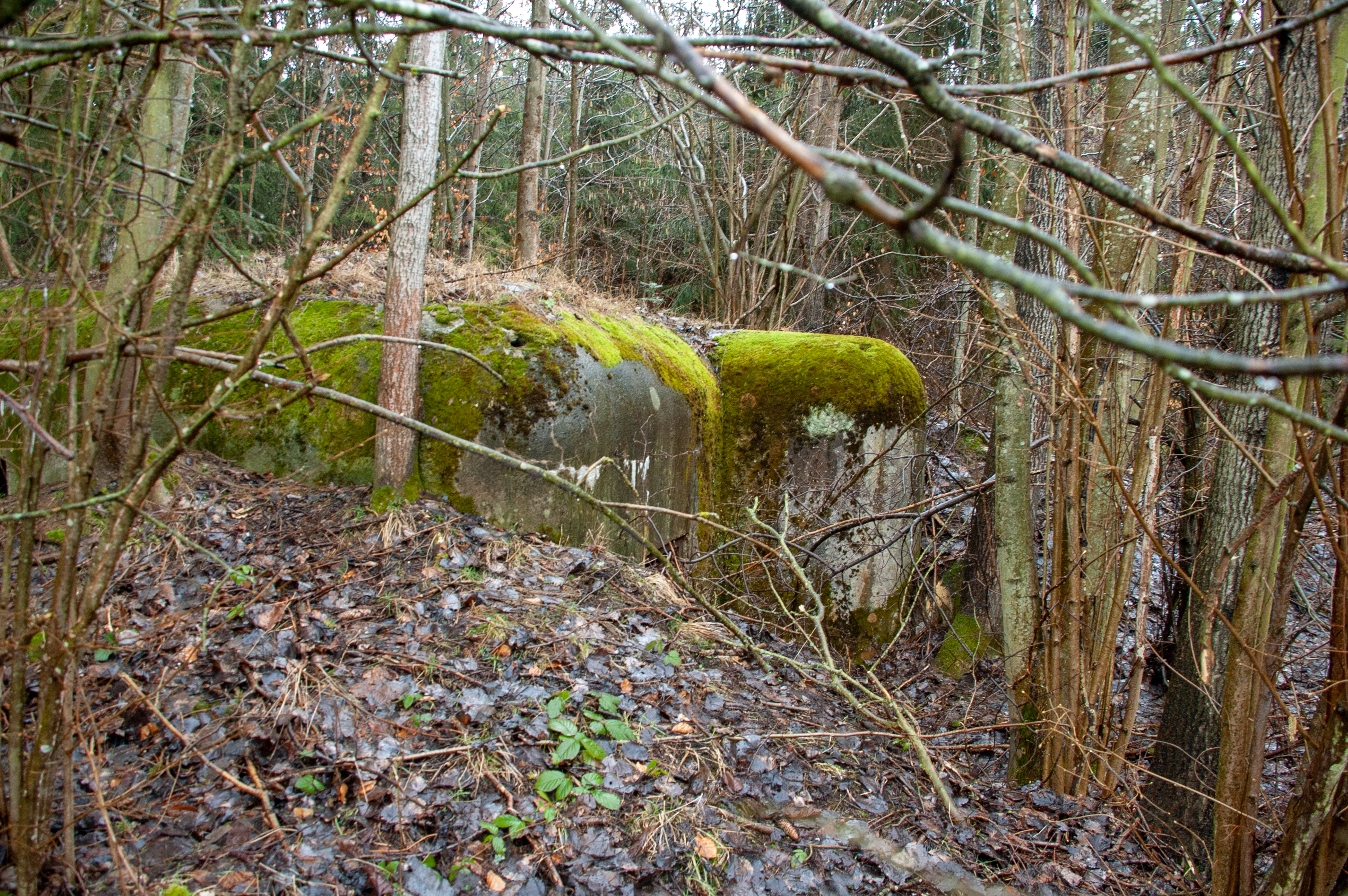
Pohled na H-33/12/A-140 - zezadu na zadní stěnu, pravou střílnu a čelní stěnu

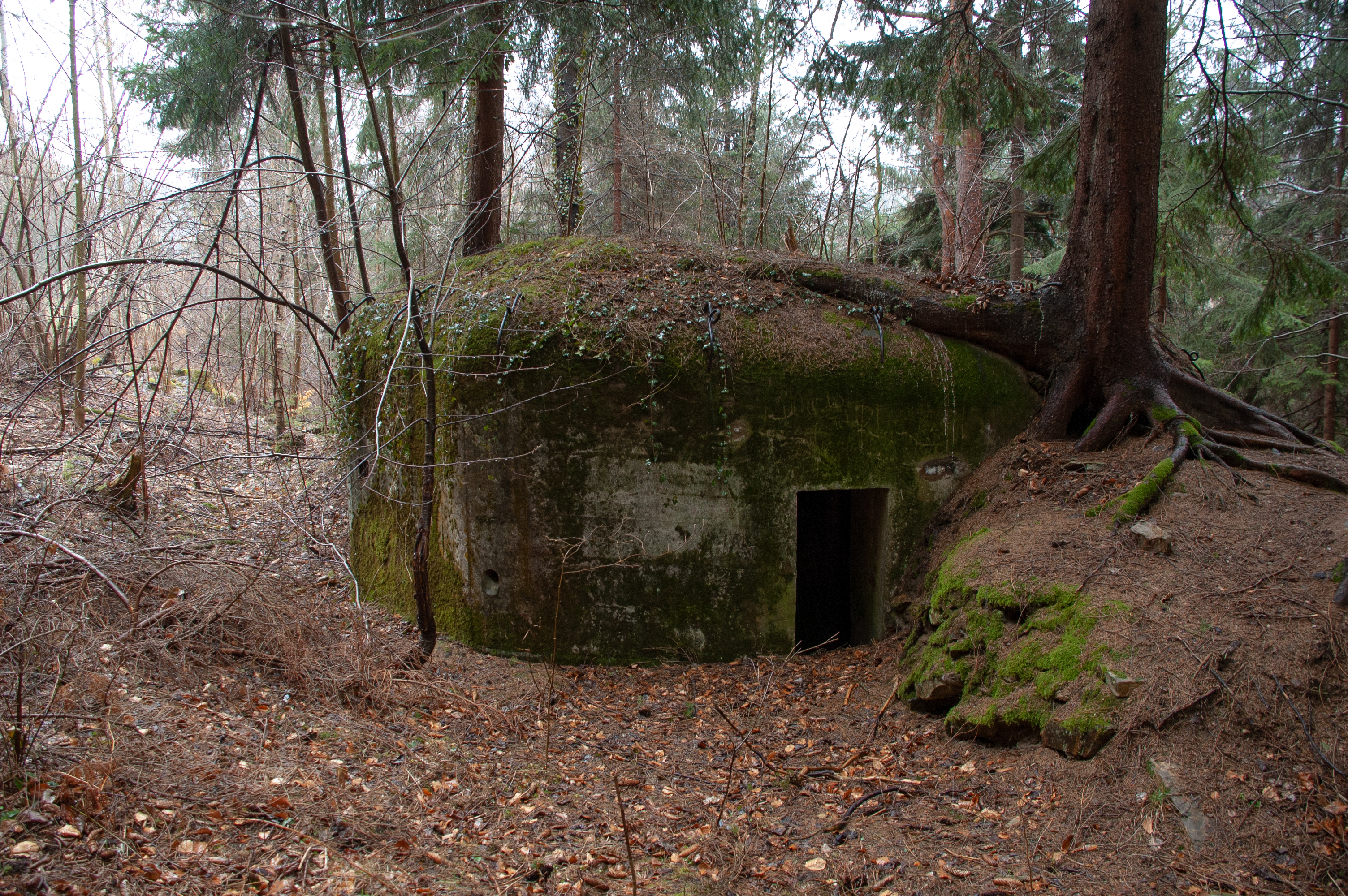
Pohled na H-33/11/A-120 Z - zadní stěna a vrostlý strom

Úsek lehkého opevnění H-33 Prachatice je situován jihozápadně od Prachatic ve směru na Albrechtovice. Podle původního záměru měly být objekty úseku H-33 součástí později rozděleného (po 12. září 1937) úseku H-42, který měl tvořit uzávěru silnice z Libínského Sedla do Prachatic. Celkem byla v tomto úseku naplánována výstavba 40 objektů. Poloha objektů úseku H-33 (stejně jako H-42) využívá nadmořské výšky terénu Šumavského podhůří, zejména okolí Albrechtovického kopce (839,4 m n. m.) a Libína (1093 m n. m.). Objekty jsou situovány v nadmořské výšce od 651 do 930 m n. m.. Ve výsledném a dochovaném stavu úsek H-33 tvoří 16 objektů nového typu vz. 37, z toho:
- 1 objekt A-120[8],
- 4 objekty A-140[9],
- 6 objektů A-160[9],
- 1 objekt A-160
- 2 objekty A-220
- 2 objekty B2-80
- 1 objekt B2-90
- 2 objekty B2-100
- 1 objekt E
- 3 objekty A-180[9],
- 0 objekt C-2[10] a
- 2 objekty D-1
- 4 objekty D-2[9][11]

Podnikatel, kterému byla stavba zadána postupoval podle schválené výkresové dokumentace nazývané Polírní plán, kterou uvádíme na příkladu z úseku II. sboru:A120N. V rámci ověření kvality materiálu byla v průběhu výstavby úseku na pořízených kontrolních kostkách objektů úseku H-33 destruktivními zkouškami prováděnými v Kloknerově ústavu v Praze (Výzkumný a zkušební ústav hmot a konstrukcí stavebních (při ČVUT)) zjištěna krychelná pevnost použitého betonu od 280 do 486 kg/cm2 (45 MPa) podle ČSN 1039:1935. Na úseku H-33 však jsou doloženy výsledky měření pouze u 15 objektů (č. 2 – 16). Vojenská správa požadovala krychelnou pevnost 450 kg/cm2 a za nedodržení snižovala cenu za provedení stavby. Všechny objekty byly podle následně upraveného plánu postaveny a s výjimkou zničených se dochovaly do současnosti. Vzhledem k poloze objektů 1 – 8 v katastru obce Jelemek na území pozdějšího Protektorátu Čechy a Morava, byly tyto objekty po okupaci ČSR 15. březnu 1939 v červnu 1939 německou okupační správou zcela zničeny s použitím velkého množství trhavin.

### Přehled objektů úseku H-33[3]
| č. | Objekt č. | Typ    | Odolnost | Souřadnice                       | Betonáž      | M.n.m. | Pevnost | Stav     | Sklon | Kategorie                                                      |
| -- | --------- | ------ | -------- | -------------------------------- | ------------ | ------ | ------- | -------- | ----- | -------------------------------------------------------------- |
| 1  | 1         | B2-90  | N        | 48°59′32″ s. š., 14°3′ v. d.     | 20. 9. 1937  | 761    | ?       | zničen   |       | Kategorie „H-33/1/B2-90 light pillbox“ na Wikimedia Commons    |
| 2  | 2         | D2     | N        | 48°59′19″ s. š., 14°2′43″ v. d.  | 29. 9. 1937  | 782    | 336     | zničen   |       | Kategorie „H-33/2/D2 light pillbox“ na Wikimedia Commons       |
| 3  | 3         | D1     | N        | 48°59′18″ s. š., 14°2′42″ v. d.  | 7. 10. 1937  | 782    | 451     | zničen   |       | Kategorie „H-33/3/D1 light pillbox“ na Wikimedia Commons       |
| 4  | 4         | A-140  | N        | 48°59′38″ s. š., 14°3′2″ v. d.   | 20. 10. 1937 | 800    | 280     | zničen   |       | Kategorie „H-33/1/B2-90 light pillbox“ na Wikimedia Commons    |
| 5  | 5         | A-140  | N        | 48°59′39″ s. š., 14°2′45″ v. d.  | 22. 10. 1937 | 813    | ?       | zničen   |       | Kategorie „H-33/5/A-140 light pillbox“ na Wikimedia Commons    |
| 6  | 6         | A-180  | N        | 48°59′38″ s. š., 14°2′36″ v. d.  | 25. 10. 1937 | 818    | 379     | zničen   |       | Kategorie „H-33/6/A-180 light pillbox“ na Wikimedia Commons    |
| 7  | 7         | D2     | N        | 48°59′45″ s. š., 14°2′10″ v. d.  | 26. 10. 1937 | 815    | 383     | zničen   |       | Kategorie „H-33/7/D2 light pillbox“ na Wikimedia Commons       |
| 8  | 8         | A-160  | N        | 48°59′16″ s. š., 14°2′32″ v. d.  | 29. 10. 1937 | 774    | 316     | zničen   |       | Kategorie „H-33/8/A-160 light pillbox“ na Wikimedia Commons    |
| 9  | 9         | A-180  | N        | 48°59′15″ s. š., 14°2′28″ v. d.  | 15. 11. 1937 | 759    | 310     | dochován |       | Kategorie „H-33/9/A-180 light pillbox“ na Wikimedia Commons    |
| 10 | 10        | A-140  | N        | 48°59′15″ s. š., 14°2′18″ v. d.  | 18. 11. 1937 | 727    | 284     | dochován |       | Kategorie „H-33/10/A-140 light pillbox“ na Wikimedia Commons   |
| 11 | 11        | A-120  | Z        | 48°59′13″ s. š., 14°2′7″ v. d.   | 19. 11. 1937 | 678    | 415     | dochován |       | Kategorie „H-33/11/A-120 Z light pillbox“ na Wikimedia Commons |
| 12 | 12        | A-140  | N        | 48°59′9″ s. š., 14°1′52″ v. d.   | 22. 11. 1937 | 656    | 444     | dochován |       | Kategorie „H-33/12/A-140 light pillbox“ na Wikimedia Commons   |
| 13 | 13        | D2     | N        | 48°59′3″ s. š., 14°1′42″ v. d.   | 25. 11. 1937 | 699    | 486     | dochován |       | Kategorie „H-33/13/D2 light pillbox“ na Wikimedia Commons      |
| 14 | 14        | B2-100 | N        | 48°59′13″ s. š., 14°1′50″ v. d.  | 30. 11. 1937 | 651    | 379     | dochován |       | Kategorie „H-33/14/B2-100 light pillbox“ na Wikimedia Commons  |
| 15 | 15        | B1-100 | N        | 48°58′44″ s. š., 13°59′45″ v. d. | 1. 12. 1937  | 930    | 452     | dochován |       | Kategorie „H-33/15/B1-100 light pillbox“ na Wikimedia Commons  |
| 16 | 16        | B2-80  | N        | 48°58′54″ s. š., 13°59′36″ v. d. | 4. 12. 1937  | 898    | 474     | dochován |       | Kategorie „H-33/16/B2-80 light pillbox“ na Wikimedia Commons   |
| 17 | 17        | A-220  | N        | 48°58′51″ s. š., 13°59′19″ v. d. | 1937         | 854    | ?       | dochován |       | Kategorie „H-33/17/A-220 light pillbox“ na Wikimedia Commons   |
| 18 | 18        | B2-80  | N        | 48°58′59″ s. š., 13°58′56″ v. d. | 1937         | 843    | ?       | dochován |       | Kategorie „H-33/18/B2-80 light pillbox“ na Wikimedia Commons   |
| 19 | 29        | E      | N        | 48°58′57″ s. š., 13°58′50″ v. d. | 1937         | 856    | ?       | dochován |       | Kategorie „H-33/19/E light pillbox“ na Wikimedia Commons       |
| 20 | 20        | D1     | Z        | 48°58′54″ s. š., 13°58′42″ v. d. | 1937         | 839    | ?       | dochován |       | Kategorie „H-33/20/D1 Z light pillbox“ na Wikimedia Commons    |
| 21 | 21        | B2-100 | N        | 48°58′51″ s. š., 13°58′35″ v. d. | 1937         | 819    | ?       | dochován |       | Kategorie „H-33/21/B2-100 light pillbox“ na Wikimedia Commons  |
| 22 | 21a       | D2     | Z        | 48°58′48″ s. š., 13°58′25″ v. d. | 1937         | 808    | ?       | dochován |       | Kategorie „H-33/21a/D2 Z light pillbox“ na Wikimedia Commons   |
| 23 | 22        | A-220  | N        | 48°58′41″ s. š., 13°58′30″ v. d. | 1937         | 798    | ?       | dochován |       | Kategorie „H-33/22/A-220 light pillbox“ na Wikimedia Commons   |
| 24 | 23        | A-180  | N        | 48°58′38″ s. š., 13°58′13″ v. d. | 1937         | 733    | ?       | dochován |       | Kategorie „H-33/23/A-180 light pillbox“ na Wikimedia Commons   |

## Historie úseku H-33

### Poloha a taktické určení úseku

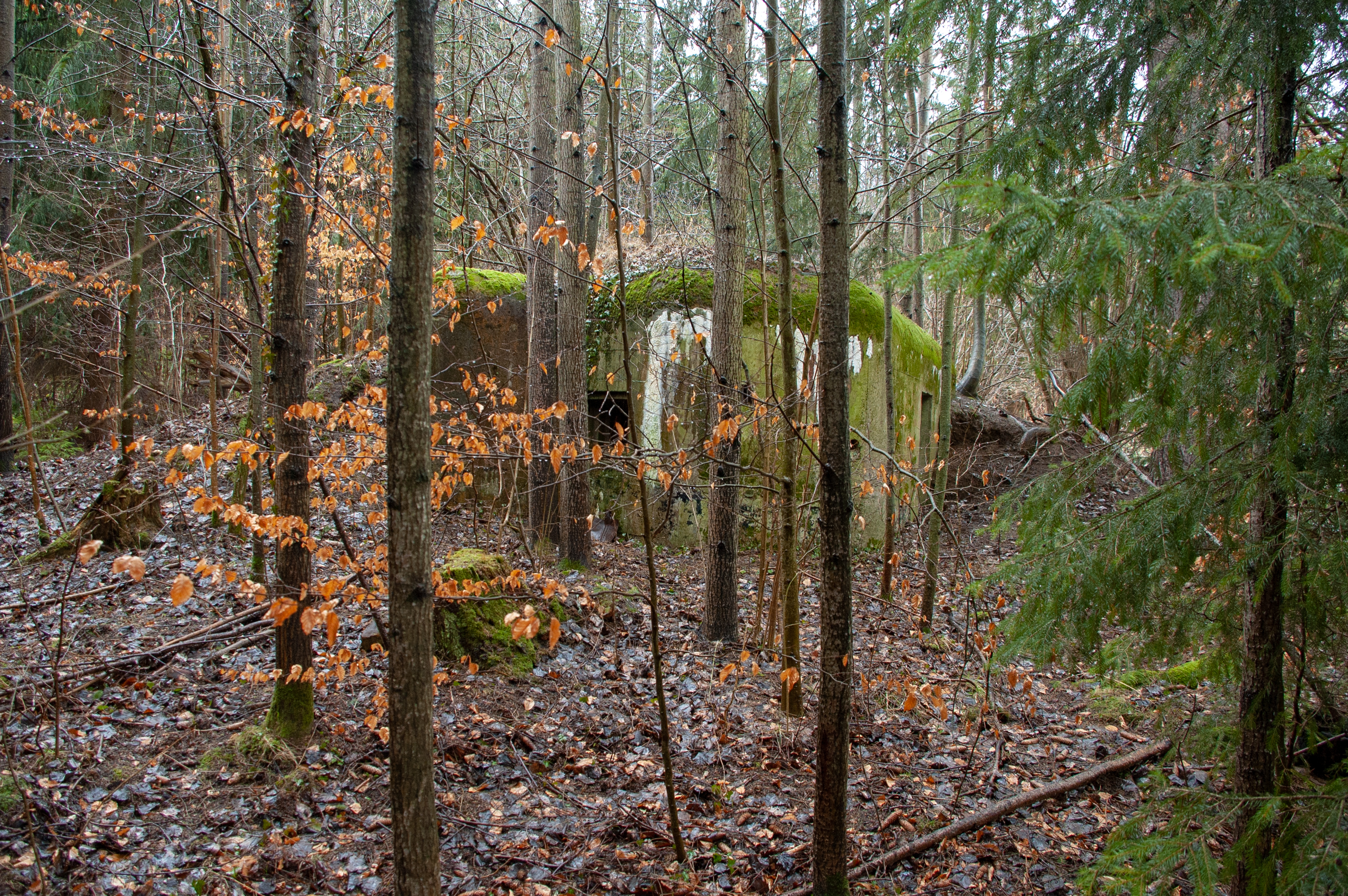
Pohled na H-33/12/A-140 - zezadu na zadní stěnu, levou střílnu a čelní stěnu

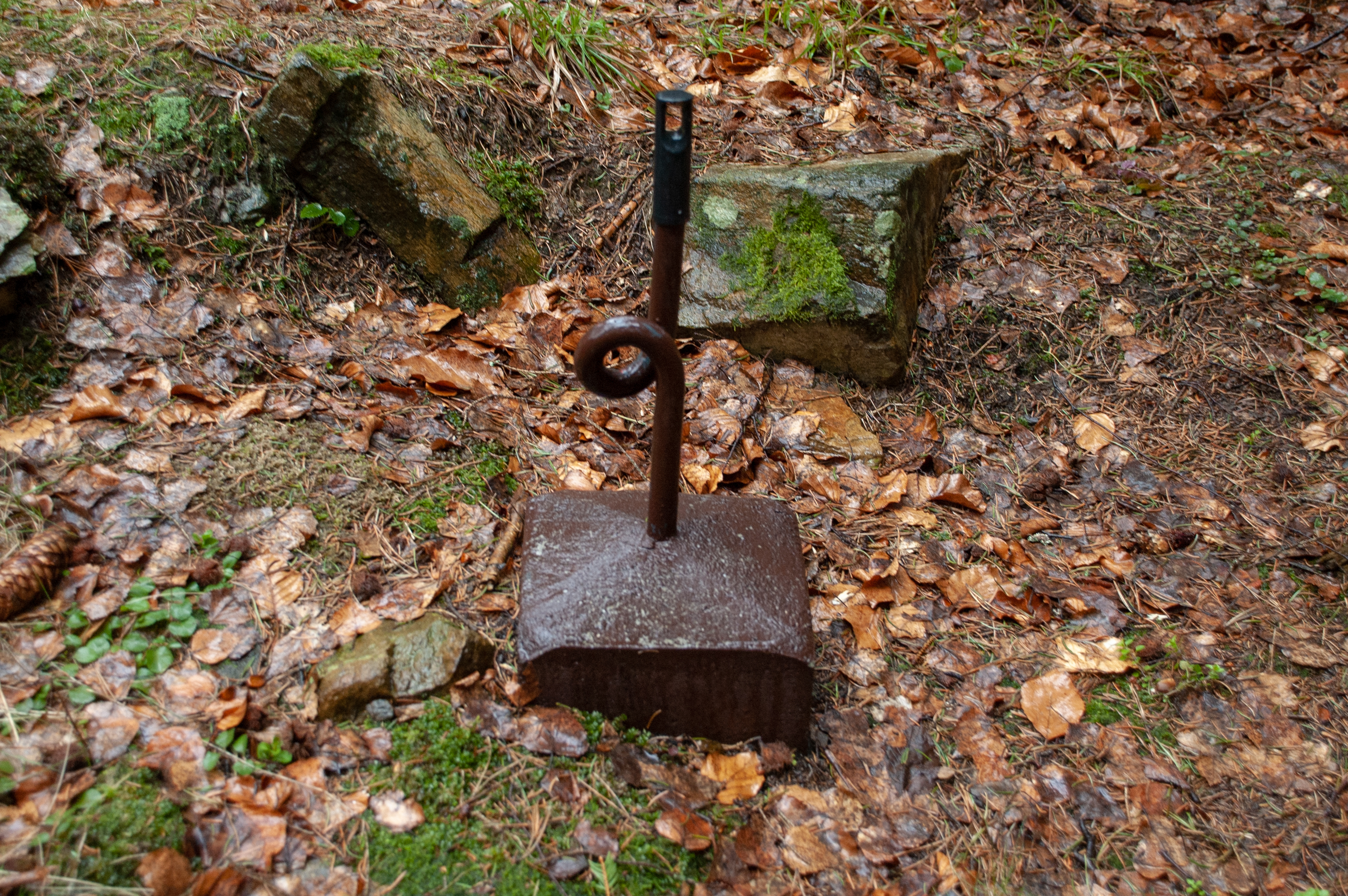
"Prasečí ocásek"

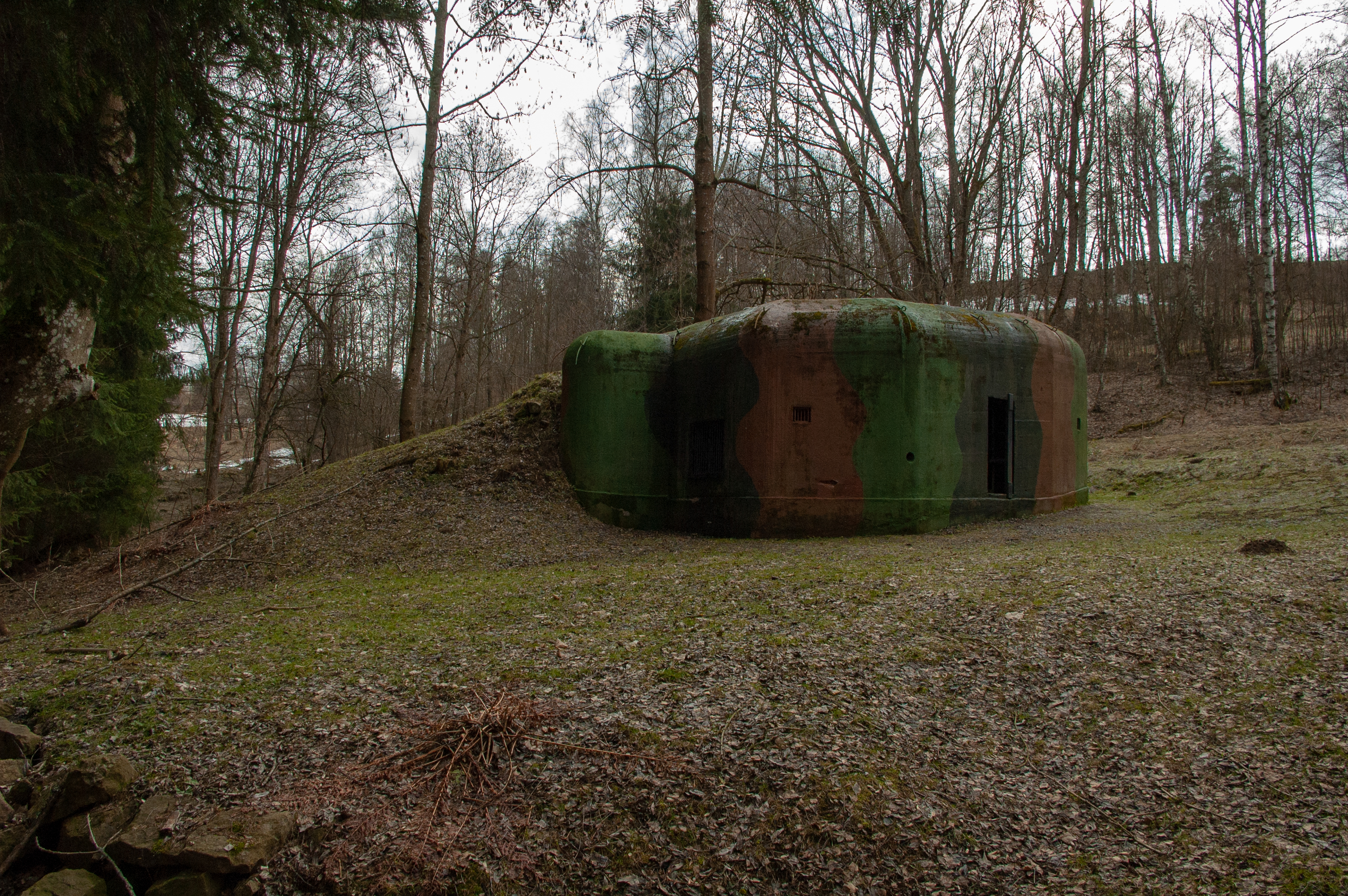
Pohled na opravený objekt

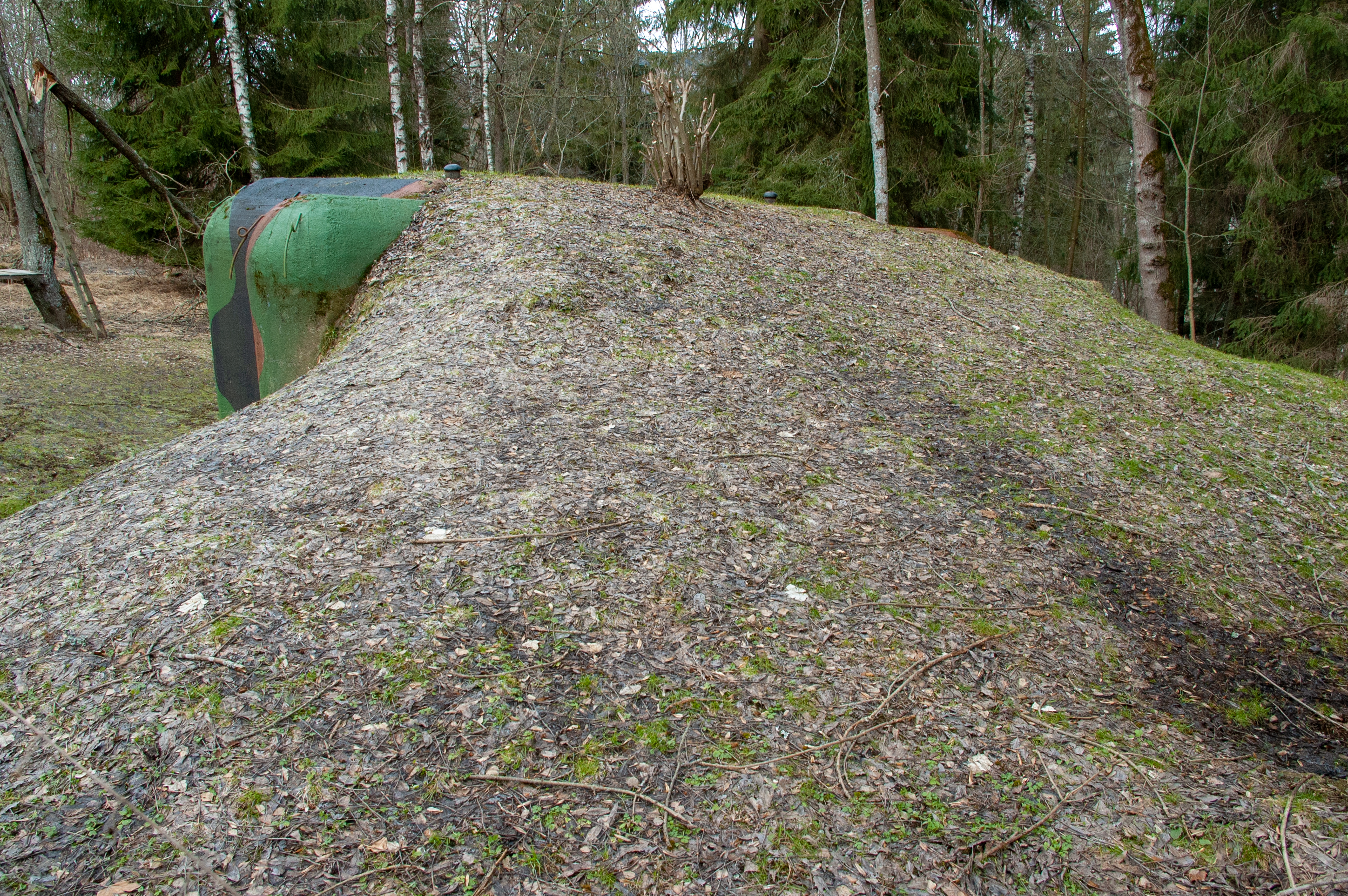
Pohled na zához opraveného objektu

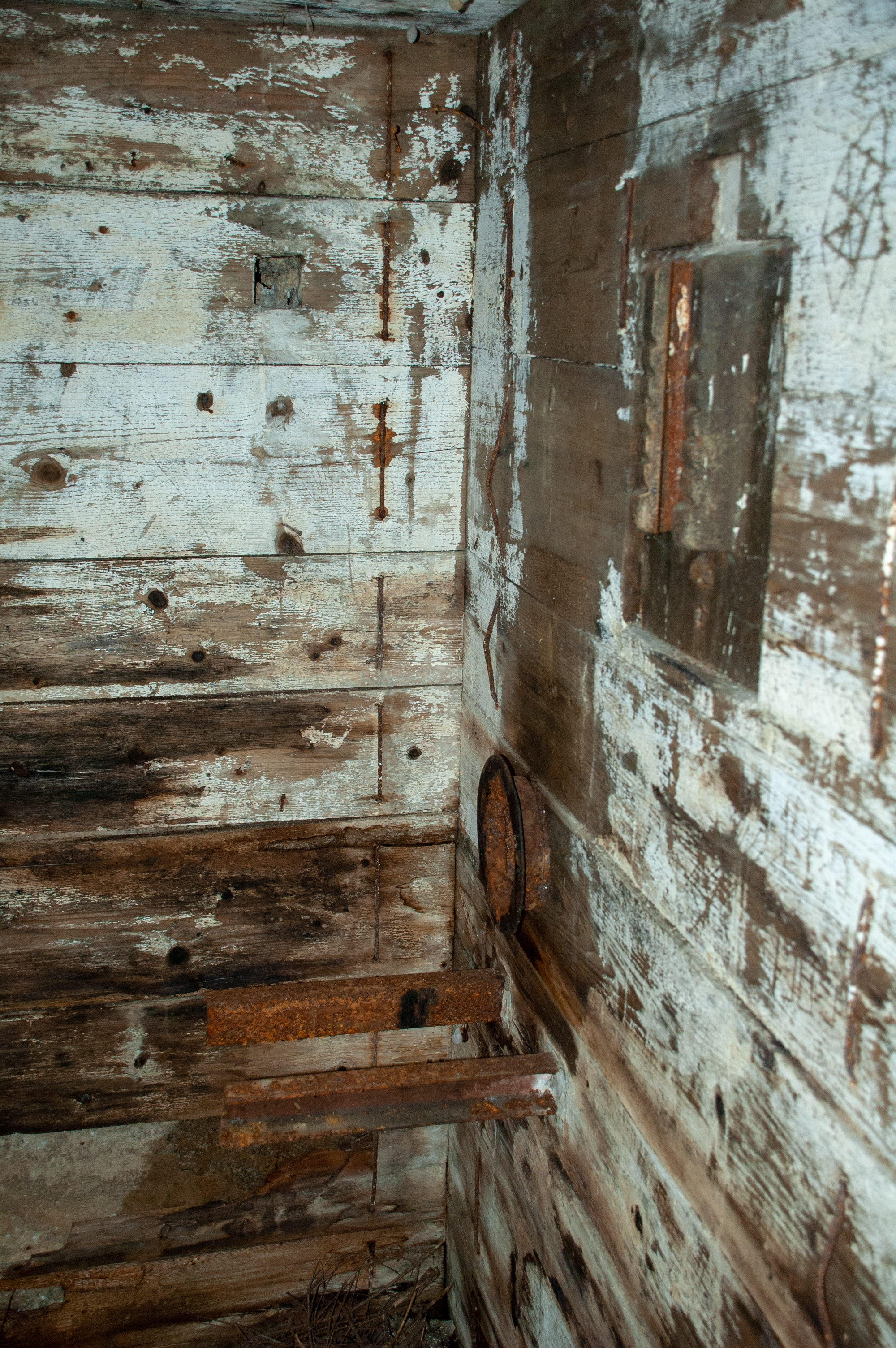
Pohled do interiéru H-33/13/D2, střílnu a výdřevu

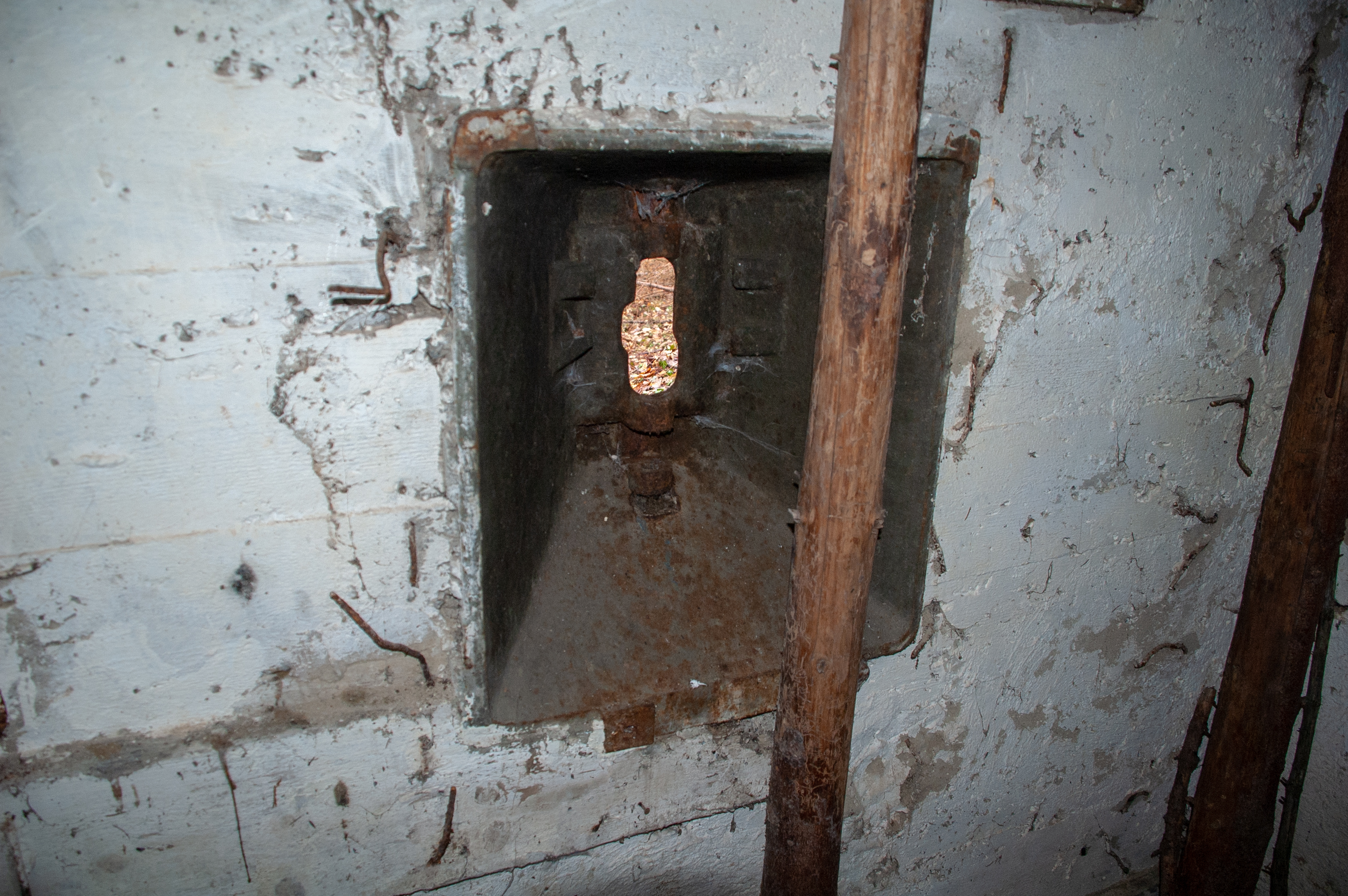
Pohled do interiéru H-33/13/D2 - střílnu

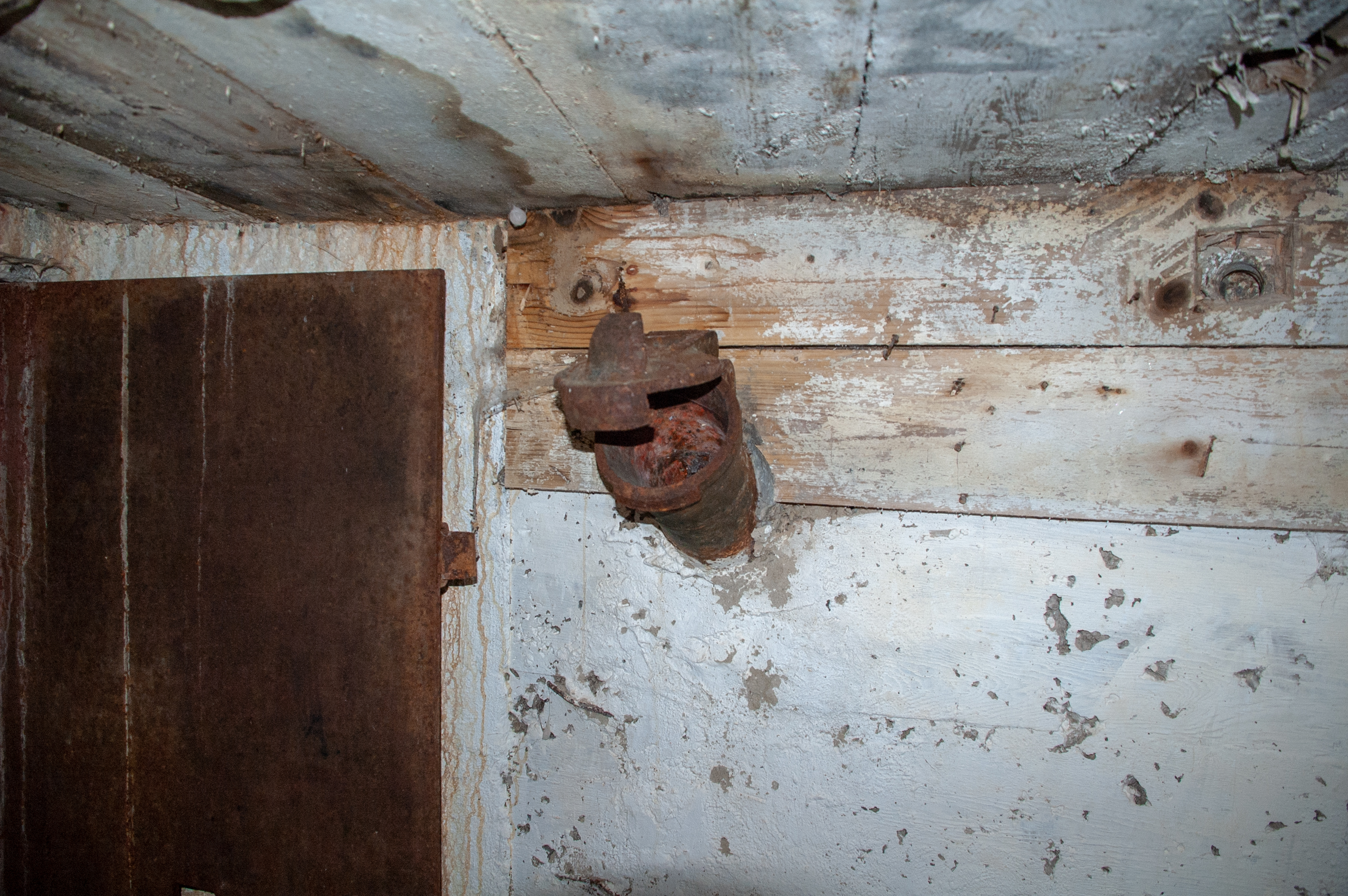
Pohled do interiéru H-33/13/D2, výdřevu a kovové dveře

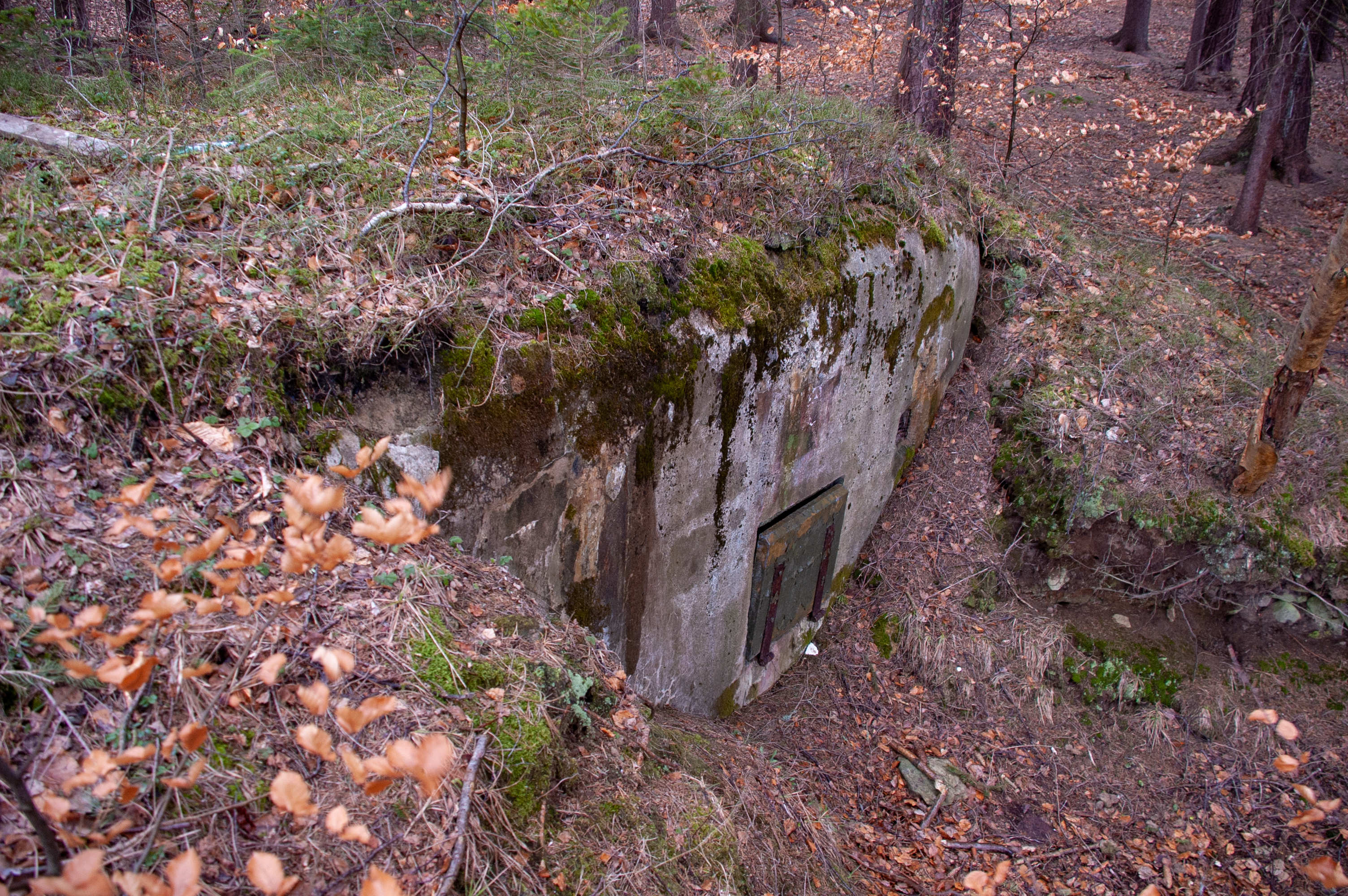
Pohled na H-33/15/B1-100 - pohled shora z čelní stěny - detail zakrytá pravá střílna

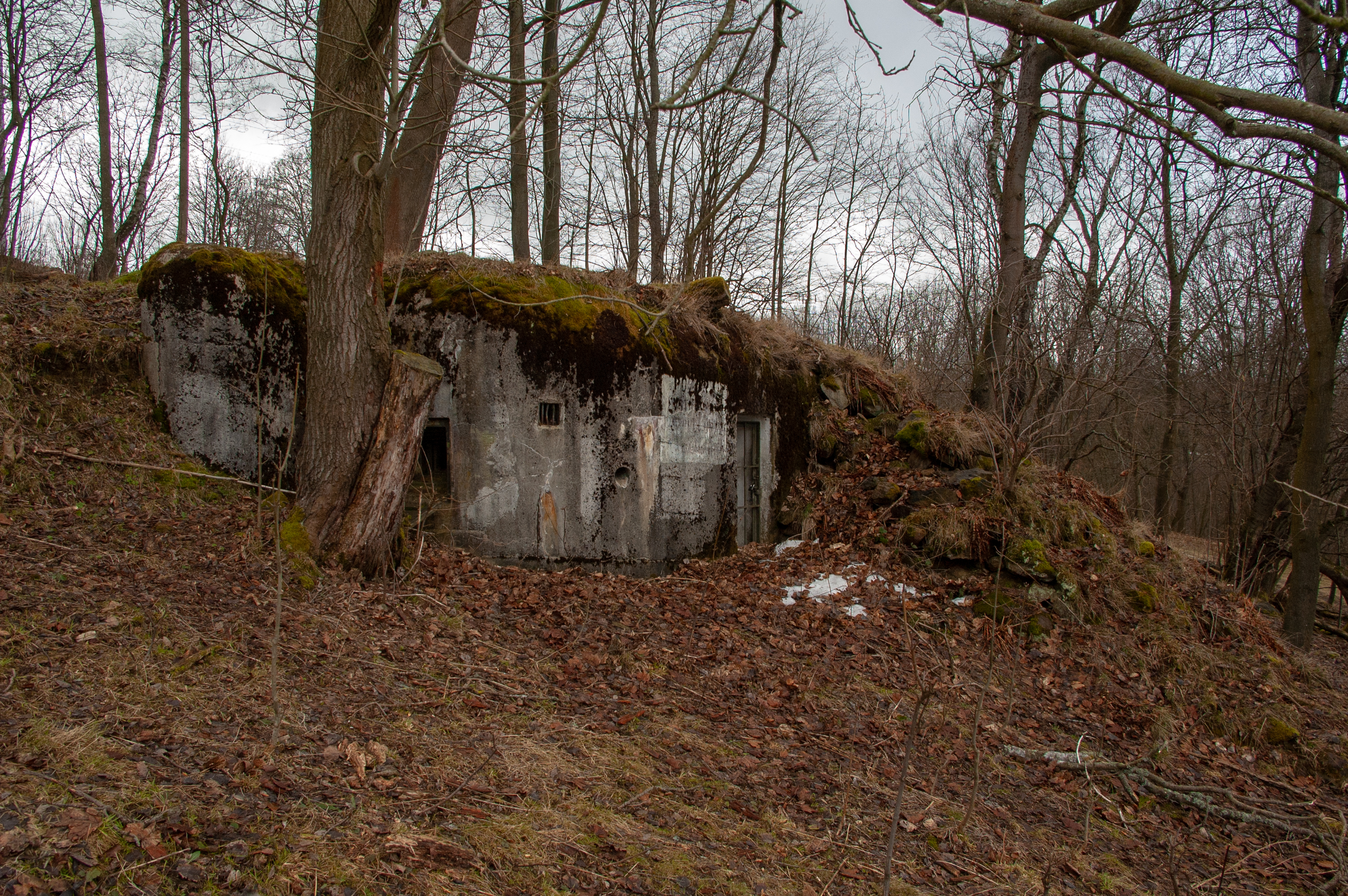
Pohled na levou odkrytou střílnu, čelní stěnu a zához, granátový skluz, zadní stěnu s dveřmi a záhozem H-33/17/A-220

Úsek byl plánován a realizován jako součást obrany jihozápadní hranice Československa s Německou říší zajišťované I. armádním sborem Československé armády. V terénu byl vytyčen v květnu 1937 velitelem 9. pěší brigády plk. gšt. Františkem Lančem a jako stavební úsek H-42 měl původně zahrnovat 40 lehkých objektů postavených v délce 12 km. Takticky byl určen pro zachycení útoku Wehrmachtu na Prachatice a dále na Strakonice a Písek. Vzhledem k předpokládanému směru úderu Wehrmacht z jihozápadu měla tedy prachatická uzávěra přispívat ke zdržení útoku a na pražskou čáru na Prahu. Výstavba byla naplánována po obou stranách kóty 1096 Libín, kde měl úsek palbou přetínat silnici z Volar do Prachatic. V době plánování a výstavby tvořil první linii lehkého opevnění ve směru od Volar na Prachatice.

### Změna taktického určení po dokončení úseku v průběhu roku 1938
Po dokončení výstavby úseku H-33 (stejně jako úseku H-42) na konci roku 1937 bylo rozhodnuto o výstavbě dalších úseků v bezprostřední blízkosti státní hranice. Byly vyměřeny a zadány k výstavbě
- úsek 199 (Loučová), termín zadání 30. 7. 1938, zadáno 72 objektů, vybetonováno 9[44][45]
- úsek 194 (Stachy), termín zadání 26. 7. 1938, zadáno 47 objektů, vybetonováno 11 objektů[46][47]
- úsek 194a (Stachy), termín zadání 26. 7. 1938, zadáno 46 objektů, vybetonováno 9[48]
- úsek 191 (Horní Vltavice) (Lenora?),termín zadání 30. 5. 1938, zadáno 70 objektů, vybetonováno 46[49][50]
- úsek 195 (Volary),termín zadání 30. 5. 1938, zadáno 70 objektů, vybetonováno 63[51]
- úsek 196 (Jablonec), termín zadání 2. 6. 1938, zadáno 71 objektů, vybetonováno 27[52][53]
- úsek 197 (Křenov),termín zadání 2. 7. 1938, zadáno 89 objektů, vybetonováno 34[54][55]

Na úseku Volary - Křenov tedy bylo zadáno 465 (!) objektů. S ohledem na překotný politický vývoj v roce 1938 se podařilo do termínu odstoupení pohraničí, ve kterém všechny byly všechny nově plánované objekty postaveny, dokončit jen 199 z plánovaného počtu. V případě reálného konfliktu by se včleněním těchto úseků při čs.-německé hranici úseky H-42 a H-33 staly druhou linií (sledem) lehkého opevnění a změnilo se tak i taktické určení obou úseků v kontextu zamýšlené strategie a taktiky čsl. armády po mobilizaci v prostoru Prachatic.

### Zajištění dokončených objektů armádou v době míru před mobilizací
V době výstavby úseku H-33 byla nejbližší vojenská posádka v Prachaticích v Žižkových kasárnách, kde byla dislokována část (rota) hraničářského praporu 4 z Vimperka. Tyto jednotky zajišťovaly v rámci výstavby pouze pochozí hlídky a logistiku (činnost vojenského stavebního dozoru) a při mobilizaci nebyly včleňovány do obrany hranice. Vlastní ochranu hranice v míru zajišťovala v politickém okrese Prachatice (Strakonice a Vimperk) v době míru družstva stráže obrany státu (SOS) z praporu 10 se sídlem ve Strakonicích, jehož velitelem byl pplk. Jaroslav Rejžek z velitelství 10. pěší brigády.

### Výstavba úseku
Velitelství ženijního vojska I. sboru vyzvalo k účasti na soutěži o výstavbu původního úseku H-42 v červenci 1937 šest prověřených stavebních firem, z nichž jedna účast odmítla. Podmínkou bylo provedení stavby 39 lehkých objektů ve lhůtě 90 dnů, maximálně do 31. 10. 1937 (40. objekt byl do projektu zahrnut až po zadání prací). Jako vojenský stavební dozor (VSD) byl určen kpt. pěch. Soběslav Koblic z pěš. pluku 11 a technikem dozoru byl určen čet.asp. Ing. František Svoboda (od podzimu 1937 ppor. prez. služby) z ženijního pluku 5. Ze soutěže o zadání výstavby úseku vyšla vítězně firma Arch. František Fína v Plzni, která nabídla nejnižší cenu 836 749,34 Kč. Po schválení výběru ŘOP byla stavba vítězné firmě zadána dne 29. 7. 1937 a 2. 8. 1937 jí bylo předáno staveniště. Před zahájením prací ještě došlo k upřesnění podmínek a navýšení počtu objektů na 40. V průběhu výstavby došlo k souhře technických a organizačních obtíží. Vybraná firma sice nabídla nejnižší cenu za zhotovení úseku v původním rozsahu (tedy včetně dosud neplánovaného úseku H-33), ale neměla dostatečné manažerské schopnosti a zkušenosti. Nedokázala zajistit potřebný počet dělníků české národnosti (nebo německých odpovídajících bezpečnostním požadavkům), protože poměry na jihozápadní hranici se dramatizovaly sílícími provokacemi henleinovských bojůvek a Sudetoněmeckého Freikorpsu. Kromě toho zadržovala dělníkům příplatky za přesčasy, které byly vzhledem k termínu zhotovení díla a technologickému požadavku na kontinuální betonáž nezbytné. Vznikl konfliktní vztah majitele firmy k vojenskému stavebnímu dozoru i k vlastním zaměstnancům. Dalším faktorem průtahů ve výstavbě objektů byly velmi nepříznivé geografické a dopravní podmínky, protože staveniště bylo dostupné pouze nezpevněnými komunikacemi vedoucími z Prachatic do strmého kopce (nadmořská výška Prachatic je 561 m n. m.). Deštivý podzim roku 1938 tyto problémy ještě umocnil. Postupně též narůstaly neshody mezi důstojníky stavebního dozoru – kpt. Koblicem a ppor. prez. služby Ing. Svobodou. Konflikt vyvrcholil na konci října 1937, kdy si na kpt. Koblice stěžovala stavební firma, technik Svoboda i mužstvo vojenského stavebního dozoru. Šetření zpravodajských orgánů I. armádního sboru prokázalo, že se kpt. Koblic dopustil řady přečinů, např. že se stravoval v kuchyni mužstva, aniž za stravu platil. 15. 11. 1937 byl proto odvelen nazpět k pěšímu pluku 11 a nahrazen por. žen. Ing. Otakarem Gráfem, který byl zároveň vojenským stavebním dozorem úseku H-33. Technikem obou úseků zůstal ppor. Ing. Fr. Svoboda.

## Dodatečné vyčlenění úseku H-33
Vzhledem k narůstajícím průtahům ve výstavbě objektů H-42 velitel ženijního vojska I. sboru rozhodl 12. září 1937 o odejmutí části objektů firmě Fína: nejprve 10, následně 14 a nakonec 24 objektů. Z odejmutých objektů na východním křídle původního úseku H-42 byl vytvořen nový úsek H-33 lehkého opevnění vz. 37. Výstavba úseku H-33 byla svěřena firmě Jenč, Hladeček a Kroft, která úspěšně realizovala výstavbu 19 objektů úseku E-21 Čerňovice a 47 objektů úseku E-22 Stříbro. Ta nasadila na stavbu vyčleněného úseku zhruba 100 dělníků, což stavbu urychlilo. Naproti tomu na zbytku úseku H-42 i za této redukce počtu objektů se podařilo staviteli Fínovi dokončit konečný počet 16 objektů (původně číslovaných jako č. 24 – 39) až 4. 12. 1937 a část objektů byla betonováno po sjednané mezní lhůtě předání do konce října.

### Úsek H-33 v době mobilizace 23. září 1938
Po mobilizaci byly k dislokaci do úseků Prachatické uzávěry určeny jednotky 5. divize, jejímž velitelem byl brigádní generál Bedřich Neumann. Původně Hraniční oblast 31. Obranu zajišťoval pěší pluk 11. Úkolem 5 divize byla obrana hlavního obranného postavení na západ od toku Vltavy u Zlaté Koruny po Stachy o celkové délce 98 km. Druhé obranné postavení v úseku Netolice-Hluboká zajišťoval pěší pluk 51. Druhé obranné postavení v úseku Lhenice - Libínské Sedlo zajišťoval záložní pěší pluk 61 pěšího pluku 11 z Písku. V Prachaticích bylo také velitelské stanoviště pěšího pluku 61.

### Úsek H-33 po roce 1938
Po Mnichovské dohodě byly Prachatice přičleněny k Německé říši. Úsek H-33 je názorným příkladem toho, jak německá vojenská a politická správa prosazovala po 1. říjnu 1938 korigování území původně stanoveného k odstoupení Německé říši podle místních politických, dopravních, vojenských a geografických podmínek. Objekty úseku H-33 s výjimkou 9 objektů č. 1 – 9 byly zahrnuty do území, které ČSR byla nucena odstoupit podle Mnichovské dohody. Z mapy opevnění je zřejmé, že zcela osamocené objekty východního křídla Prachatické uzávěry se staly z vojenského hlediska zcela bezcennými. Toto řešení vedlo k úplnému zachování řopíků, které připadly na území Německé říše. 9 objektů u obce Jelemek bylo po 15. březnu 1939, kdy jejich území přešlo do Protektorátu německou vojenskou správou zničeno. Do historie obou úseků spadá i vyúčtování nákladů obou stavebních firem, ke kterému došlo paradoxně až v květnu 1939, tedy po vytvoření Protektorátu Čechy a Morava a po okupaci bývalé ČSR nacistickým Německem, které tyto objekty měly zabránit. Firmě Fína byl zaplacen doplatek za úsek H-42 389 109,50 Kč a firmě F. Jenč, F. Hladeček a F. Kroft za úsek H-33 1 553 239,71 Kč. Celkové náklady na výstavbu úseku H-33 a H-42 činily 1.576.401,91 Kč.

## Úsek H-33 po roce 1948

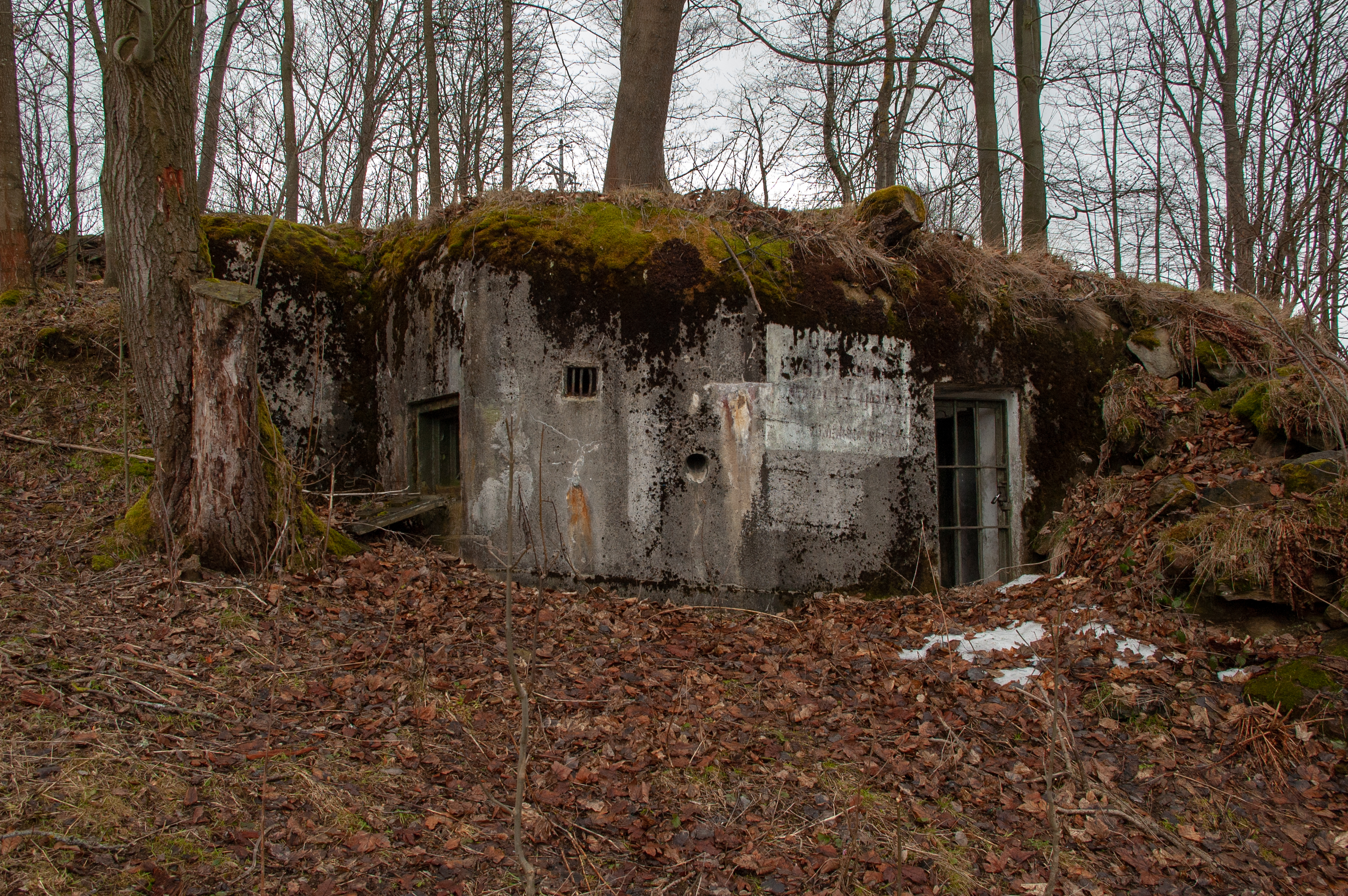
Pohled na levou odkrytou střílnu, čelní stěnu a zához, granátový skluz, zadní stěnu s dveřmi a záhozem H-33/17/A-220

Vzhledem k poloze směrem k hranici se Spolkovou republikou Německo byl úsek H-33 (stejně jako úsek H-42) po roce 1948 zahrnut do československého opevnění během studené války jako součást obrany státní hranice. V rámci reaktivace řopíků na nich byly provedeny úpravy pro boj v podmínkách jaderné války. Úsek H-33 (stejně jako H-42 a úseky v okolí Volar) se stal součástí obranné linie zajišťované 62. motostřeleckým plukem dislokovaným od 1.10.1958 do 1. 11. 1991 v Prachaticích (jeho předchůdcem byl 62. střelecký pluk dislokovaný tamtéž), který byl součástí 15. motostřelecké divize v Českých Budějovicích.

### Protiatomové úpravy (PAO)
Objekty H-33, které nebyly likvidovány v průběhu II. světové války prošly v letech 1958 - 1962 tzv. protiatomovými opatřeními (PAO) zajišťujícími pasivní ochranu před tlakovou vlnou a pronikavou radiací. Úprava spočívala v čistění a bílení vnitřních stěn objektu. Týlová (vchodová) stěna byla obložena rovnaninou a záhozem zeminou po úroveň stropu. Vchod do objektu byl opatřen tlakovými dveřmi. Pro instalované filtroventilační zařízení byl vyzděn cihlový komínek. Zemina na týlové straně si vyžádala vložení vchodové chodbičky z betonových prefabrikátů. Opatření omezila palebnou sílu objektu, protože byla zrušena vchodová střílna a granátový skluz. Tyto úpravy spolu s původní homogenizací záhozu z doby výstavby objektů, maskovací nátěr a eroze viditelných betonových stěn splnily požadavek na dokonalé splynutí objektu s terénem.

### Výzbroj reaktivovaných objektů
Československá lidová armáda k reaktivaci objektů nejprve v padesátých letech využívala původní předválečnou výzbroj a vybavení, zejména těžký kulomet vz. 37. Postupné zavádění sovětských kulometů vz. 43 Gorjunov, čs. lehkého kulometu vz. 52/57 od roku 1952 a zejména plošné zavádění nového čs. univerzálního kulometu UK vz. 59 od roku 1961 vedlo od roku 1952 k vývoji a osazování nové lafety označované UL1, která zbraň vyvažovala pružinou.

### Další ženijní práce
Kromě úpravy LO 37 byla v okolí Prachatic budována stálá ženijní opevnění, zejména úkryt ženijní ÚŽ-6. Tyto práce zajišťovala (spolu s údržbou reaktivovaných lehkých objektů) zejména ženijní rota 62. motostřeleckého pluku v jeho záložních prostorech ve Zbytinách a ve VVP Boletice. Až do roku 1990 byla reaktivovaným objektům věnována 62. motostřeleckým plukem pravidelná péče, byly osazeny lafetami, ventilátory a periskopy. Vnitřní nátěry byly obnovovány, kovové části byly konzervovány, takže objekty byly plně bojeschopné a po nástupu osádky s výzbrojí připraveny k boji.

## Úsek H-33 po roce 1989
Dokumentace a prezentace objektů lehkého opevnění je zejména po roce 1989 předmětem zájmu dobrovolníků, amatérských badatelů a výzkumníků, jejichž přínos pro výzkum čs. lehkého opevnění v kontextu historie pohraničí je značný. Oba prachatické úseky jsou důležitým dokladem o historii města Prachatic a jeho okolí od roku 1918. V širším kontextu patří k hmotným dokladům o proměnách česko-německého pohraničí v době historických mezníků do roku 1938, v letech 1938 – 1945 a v letech 1948 – 1989.

### Úsek H-33 v literatuře
Budování a problematice čs. opevnění v letech 1935 – 38 je věnována rozsáhlá odborná literatura. Komunita sdružená kolem portálu ropiky.net zajišťuje fotografickou dokumentaci dochovaných objektů, jejich lokalizaci, akvizici vojenských dokumentů z doby plánování a výstavby objektů, zveřejňuje mapy, technické a taktické detaily. Významným tématem je výzkum opevnění na Šumavě před rokem 1938 i po roce 1945, jehož výsledky jsou publikované v renomovaných nakladatelstvích a jehož autory jsou vojenští ("pevnostní") historici zaměřující se na čs. pohraniční fortifikaci. Vzrůstá i zájem veřejnosti o historii opevňování Šumavy v době studené války.

### Úsek H-33 v turistice
Po roce 1989 se lehké objekty staly předmětem profesionálního i amatérského zájmu, na který navazuje "pevnostní turistika" a pořádání prezentací opevnění a významných událostí spojených s opevňovacími pracemi a zářijovou mobilizací v roce 1938. S ohledem na politické souvislosti se oba úseky lehkého opevnění u Prachatic dochovaly bez destrukce v době německé okupace (jako tomu bylo u úseků tvořících ústupové příčky a vojenské opevnění Prahy). Zatím zde vzniklo jedno muzeum v objektu H-33/10/A-140N Nezajištěné a nevyužívané "řopíky" jsou i bezpečnostním a hygienickým rizikem, které se snaží Město Prachatice a další obce řešit.

## Galerie

### Pohledy na dochované objekty

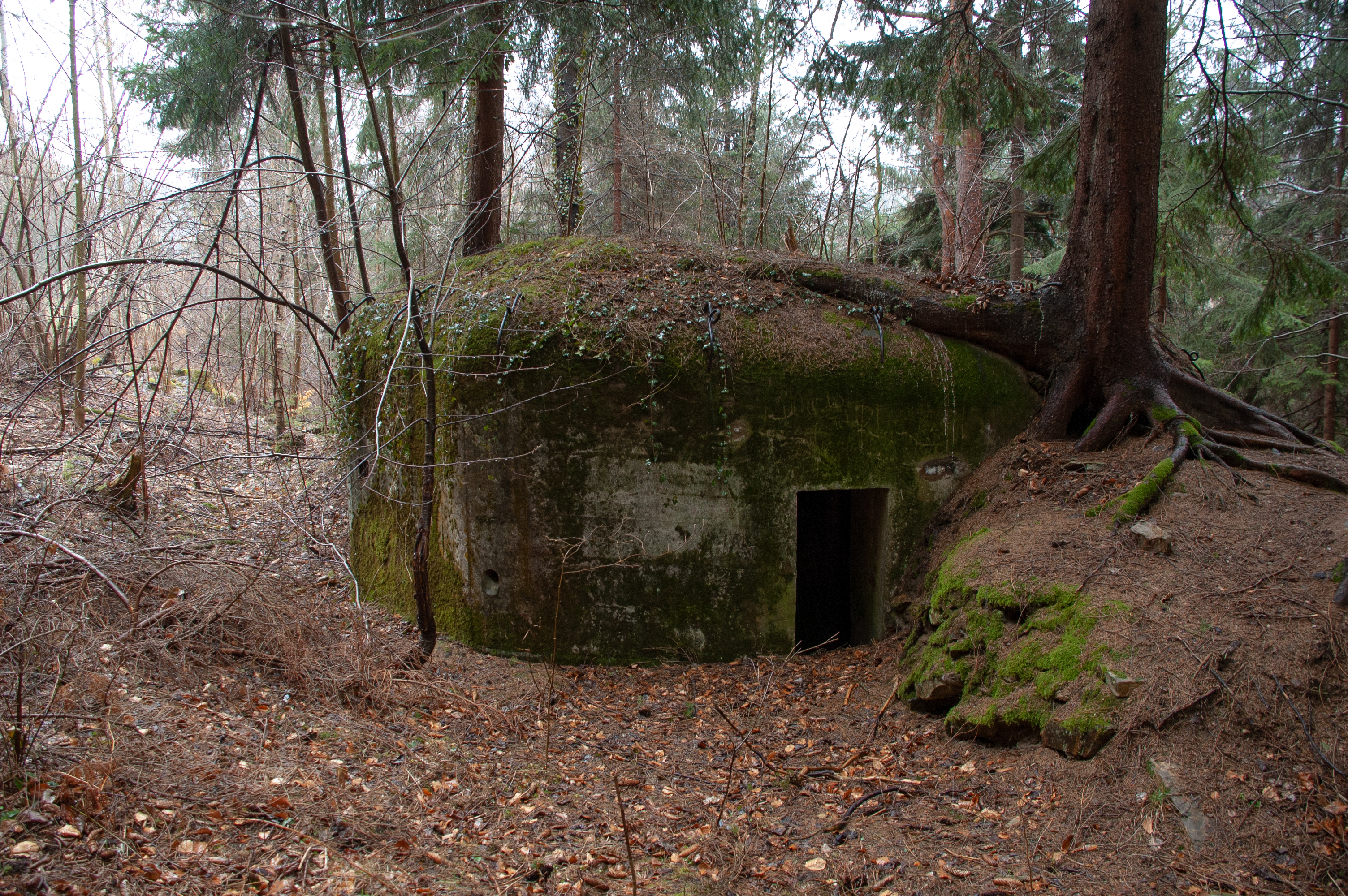
Pohled na H-33/11/A-120 Z – zadní stěna a vrostlý strom
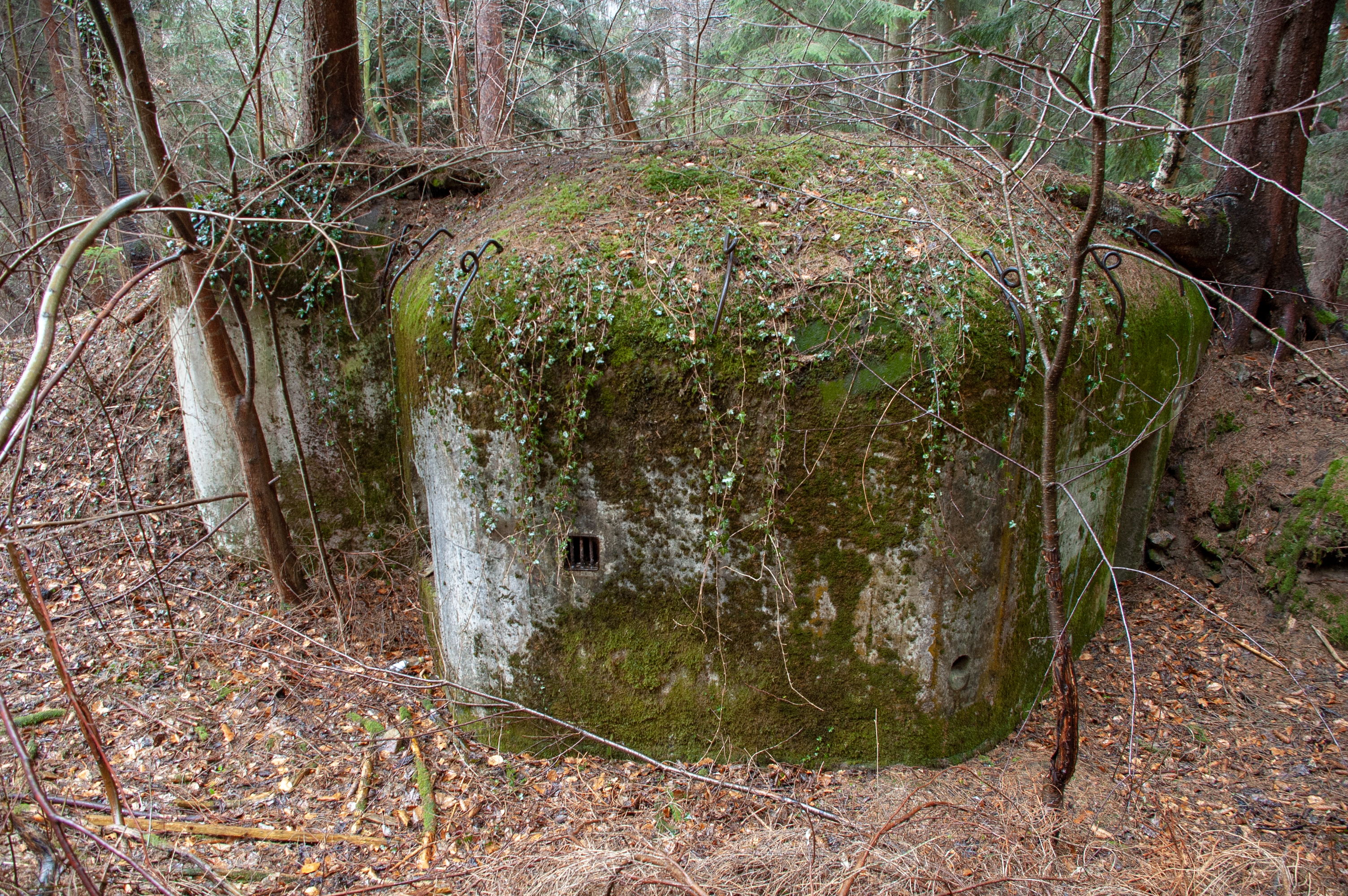
Pohled na H-33/11/A-120 Z – zadní stěna, levá střílna, čelní stěna a vrostlý strom
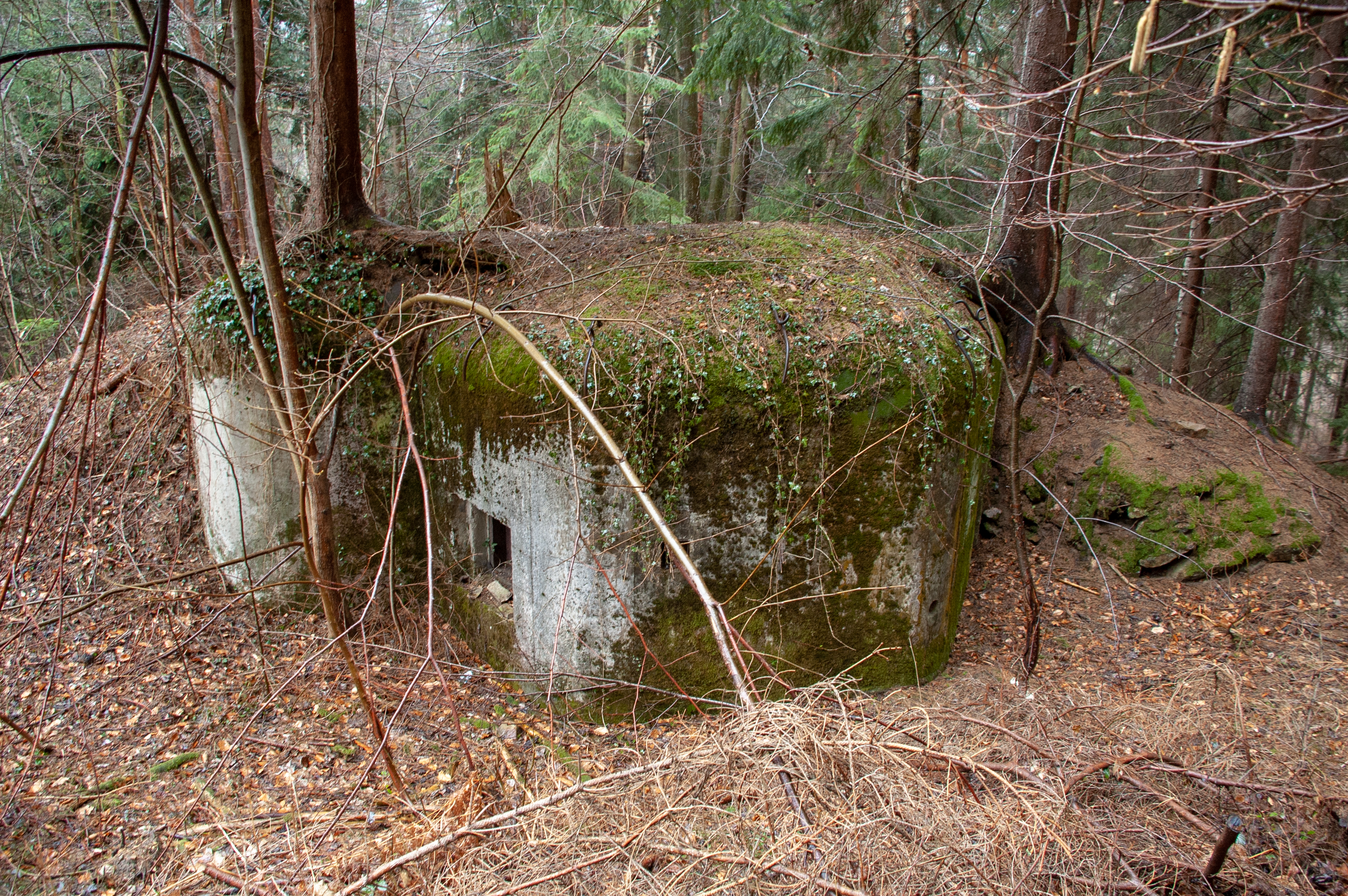
Pohled na H-33/11/A-120 Z (z nadhledu) – zadní stěna, levá střílna, čelní stěna a vrostlý strom
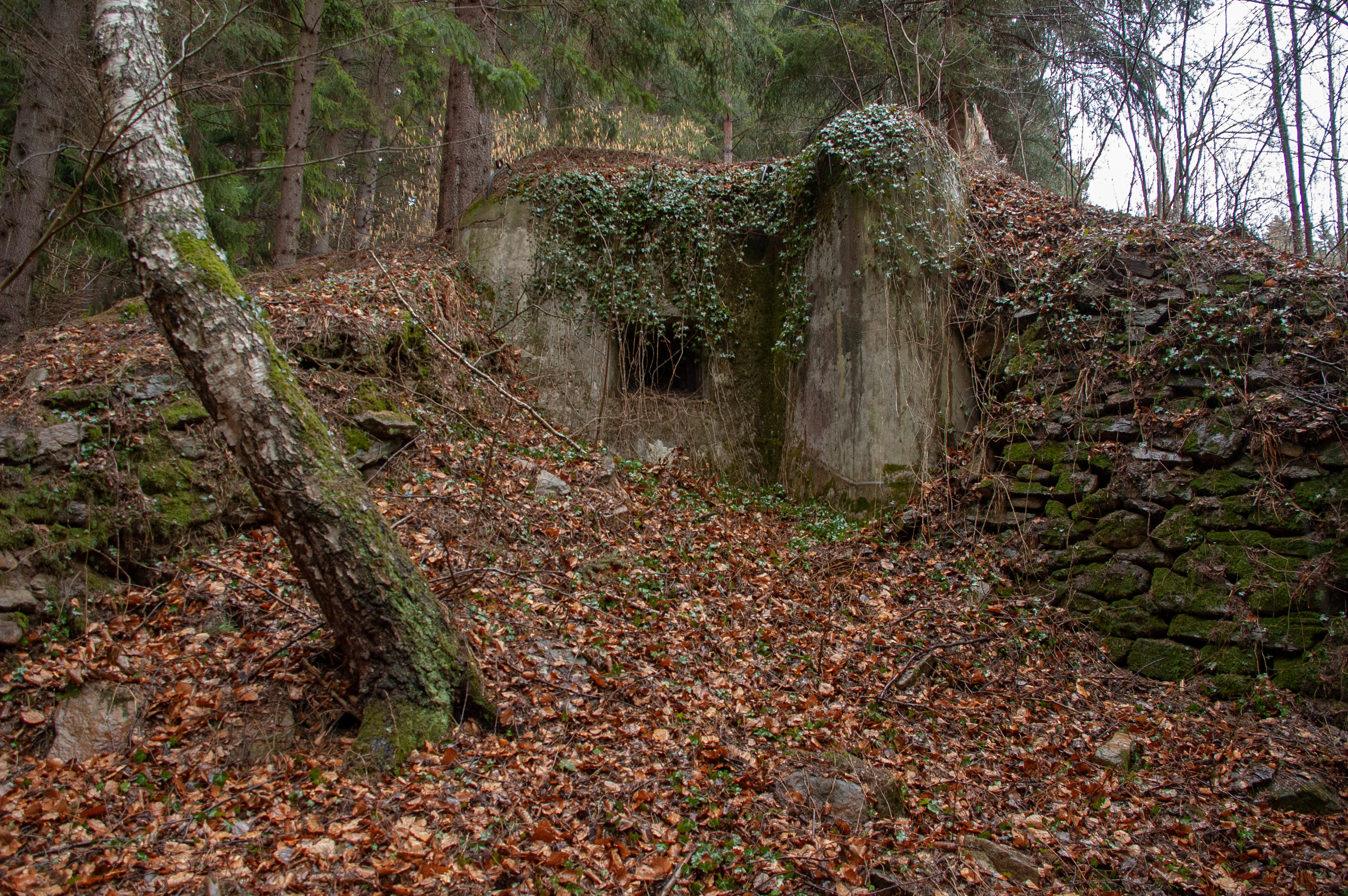
Pohled na H-33/11/A-120 Z – čelní stěna, pravá střílna, čelní stěna a rovnanina, vzadu zához vchodu
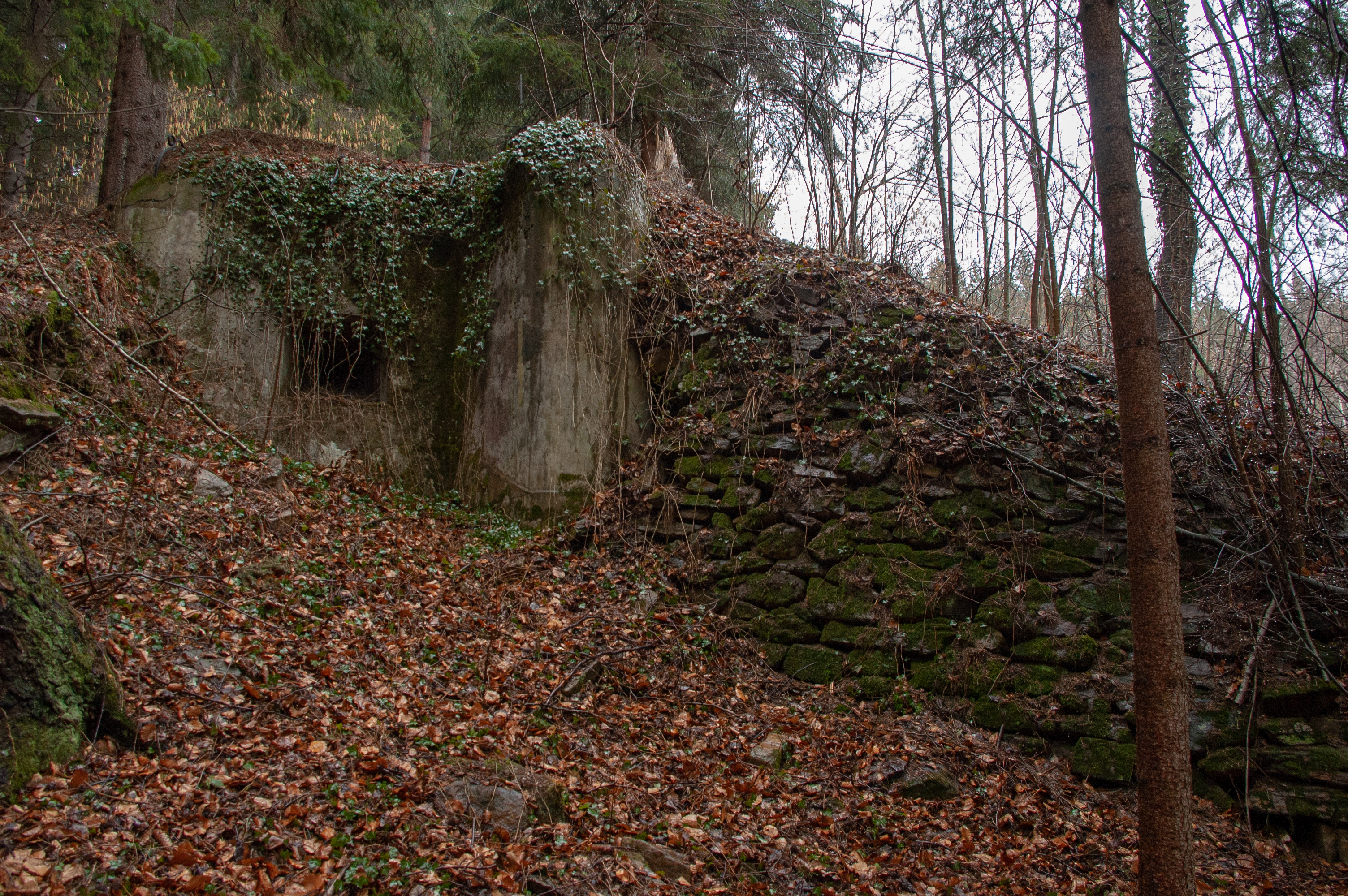
Pohled na H-33/11/A-120 Z – čelní stěna, pravá střílna, rovnanina, vzadu zához vchodu
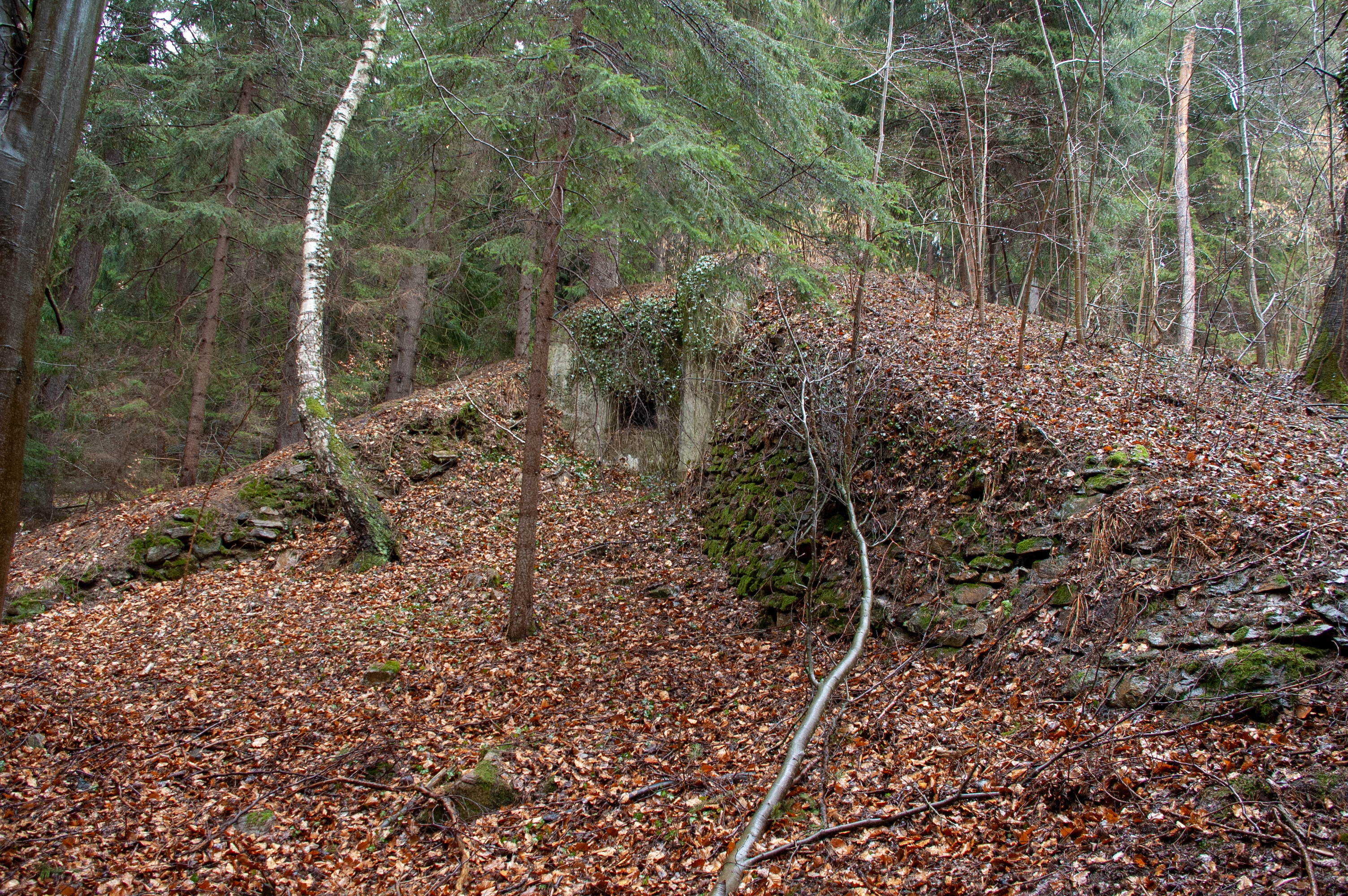
Pohled na H-33/11/A-120 Z – čelní stěna, pravá střílna, rovnanina pohled zpředu
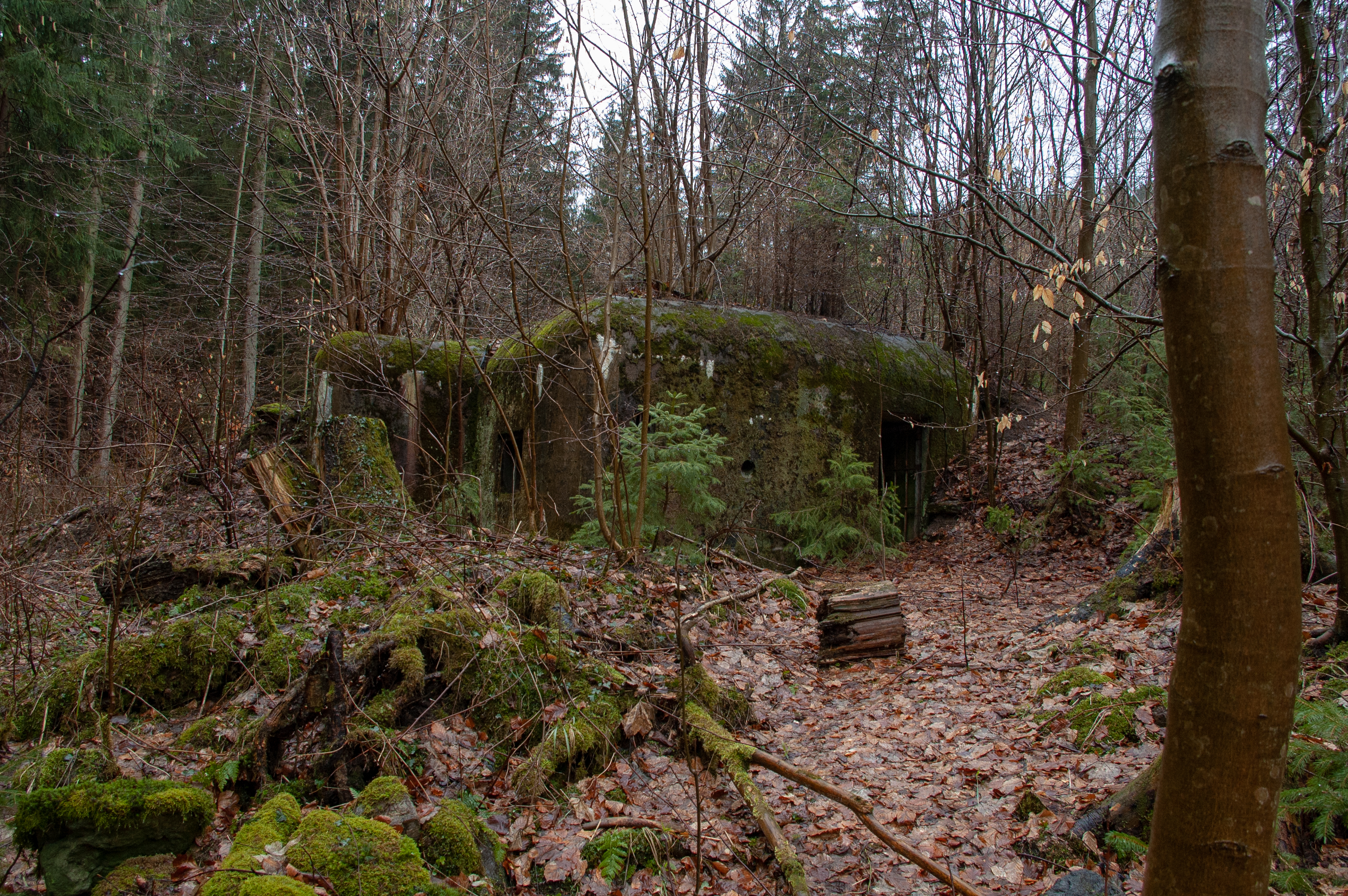
Pohled na H-33/13/D2 zezadu na zadní stranu s vchodem levou střílnu a čelní stěnu
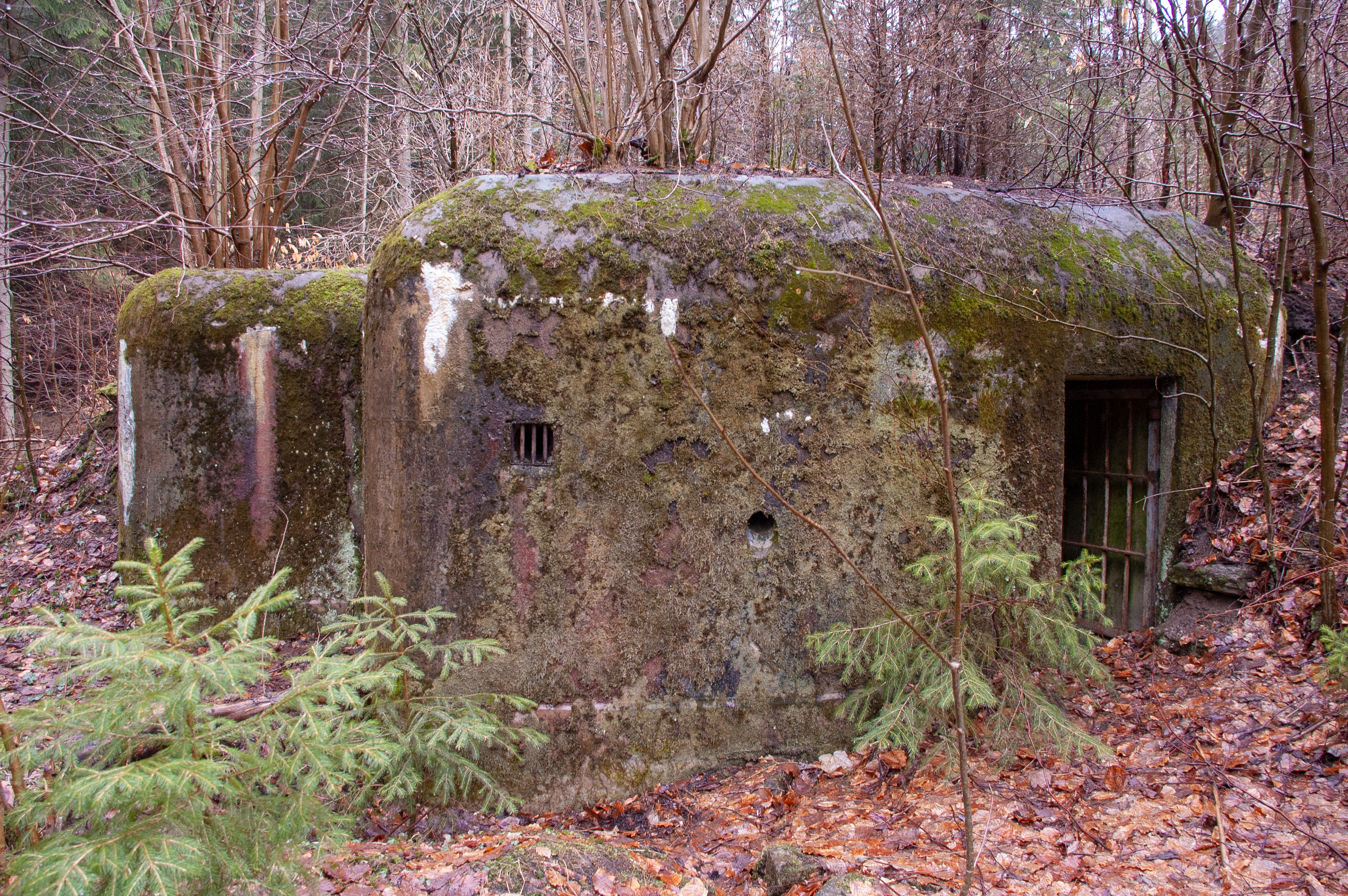
Pohled na H-33/13/D2 zezadu na zadní stranu s vchodem levou střílnu a čelní stěnu
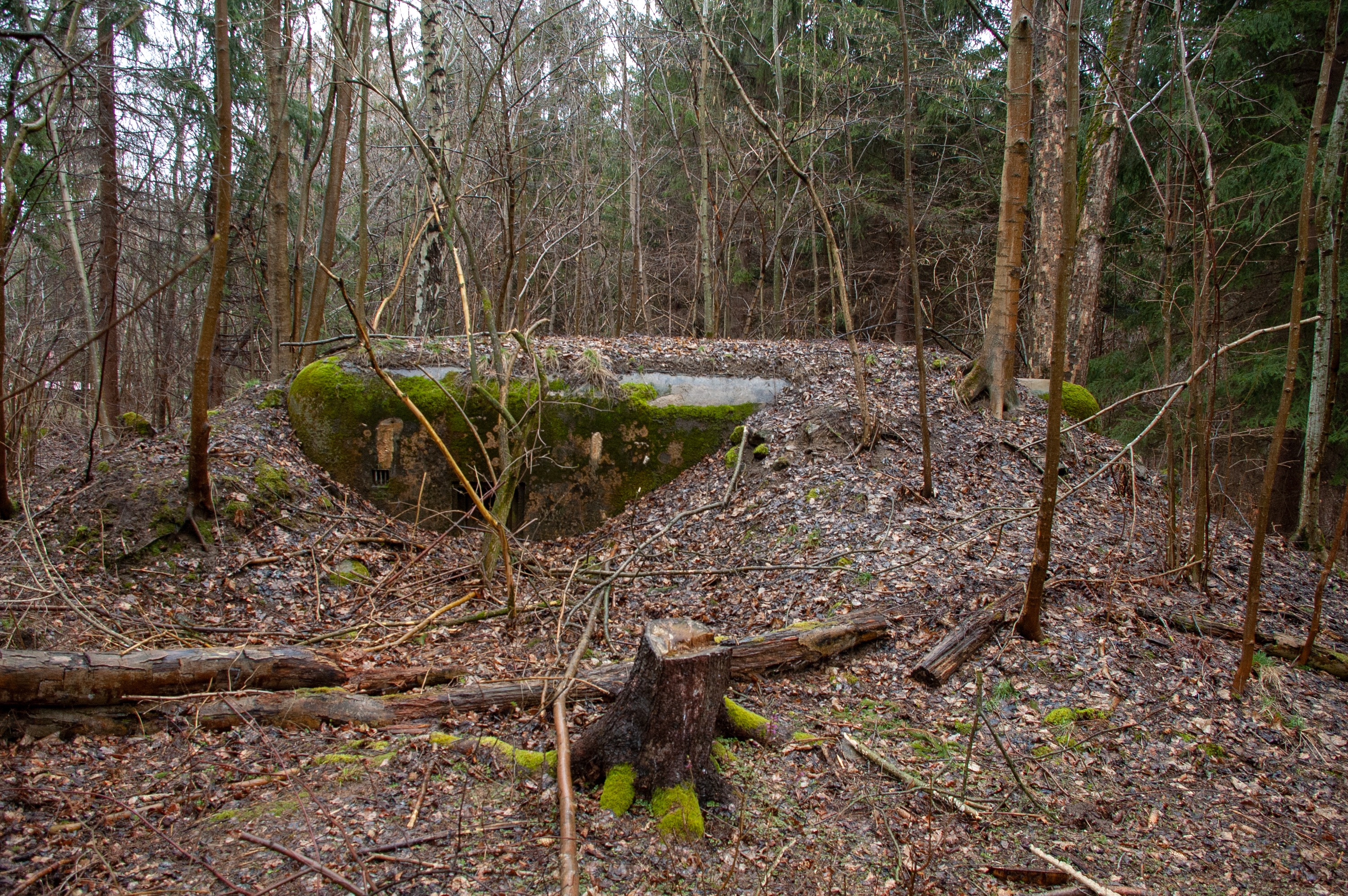
Pohled na strop H-33/14/B2-100
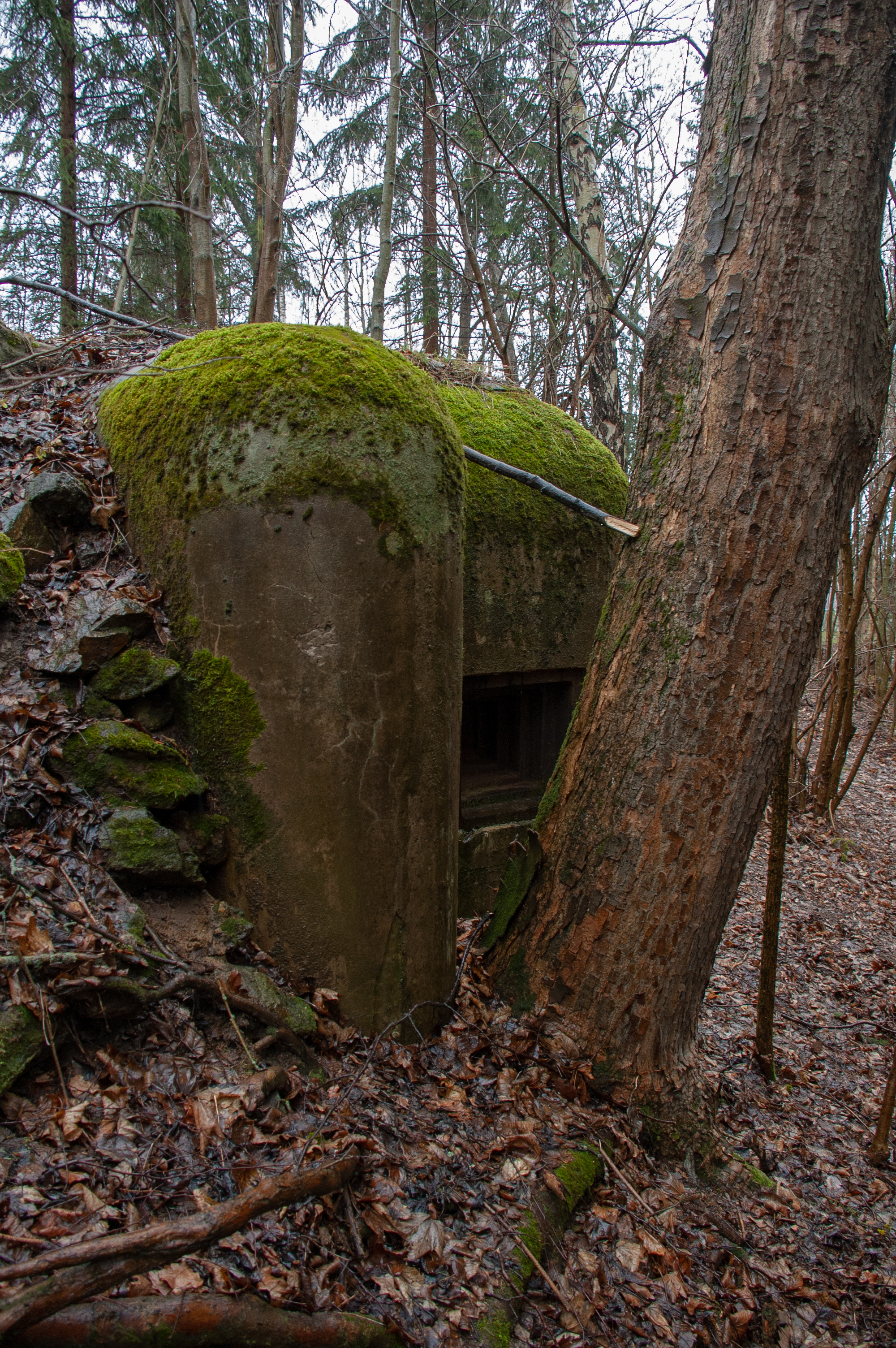
Pohled zpředu na čelní stěnu s rovnaninou, záhozem a levou střílnu H-33/14/B2-100
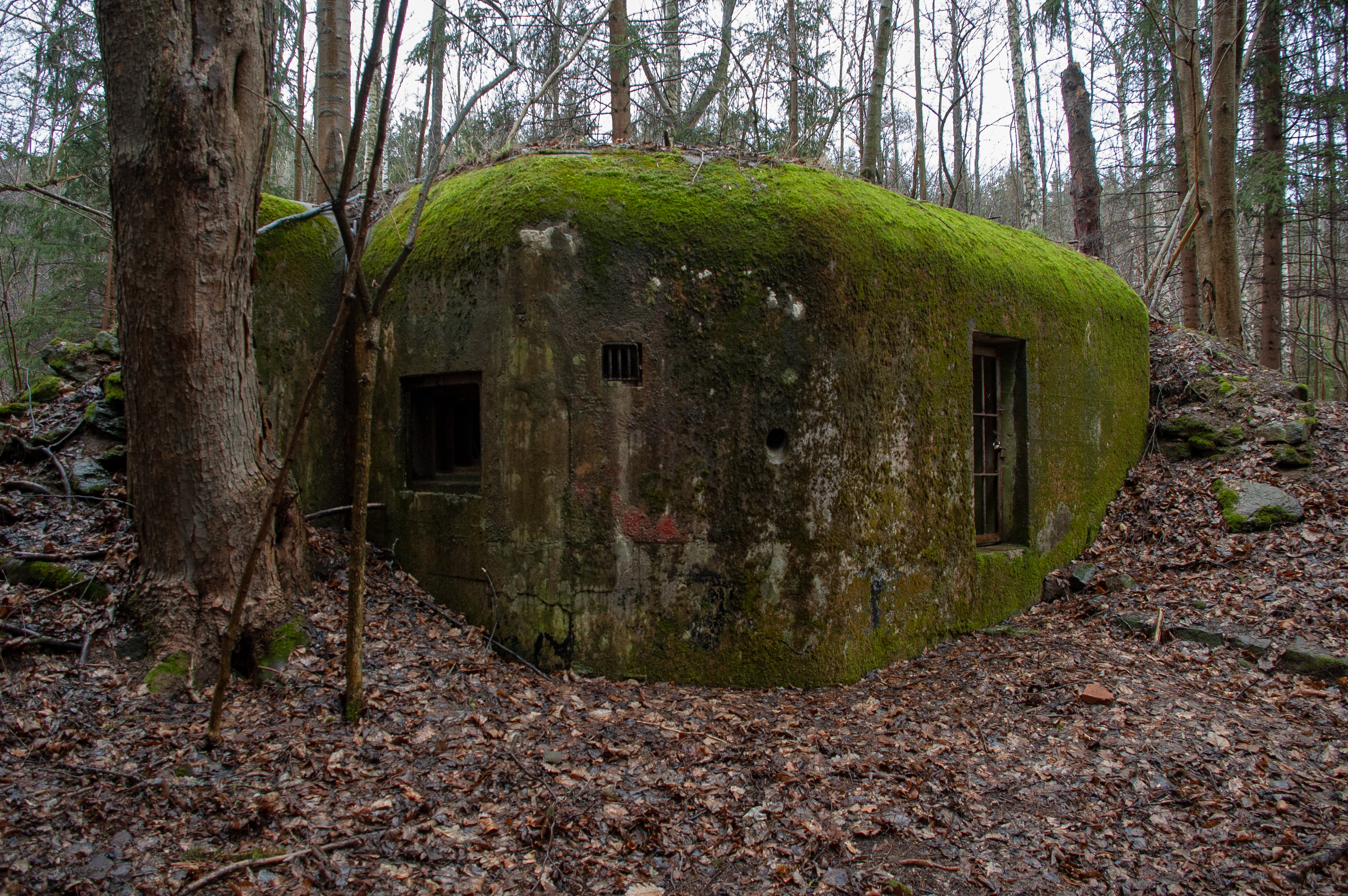
Pohled zpředu na čelní stěnu s rovnaninou, záhozem a levou střílnu H-33/14/B2-100
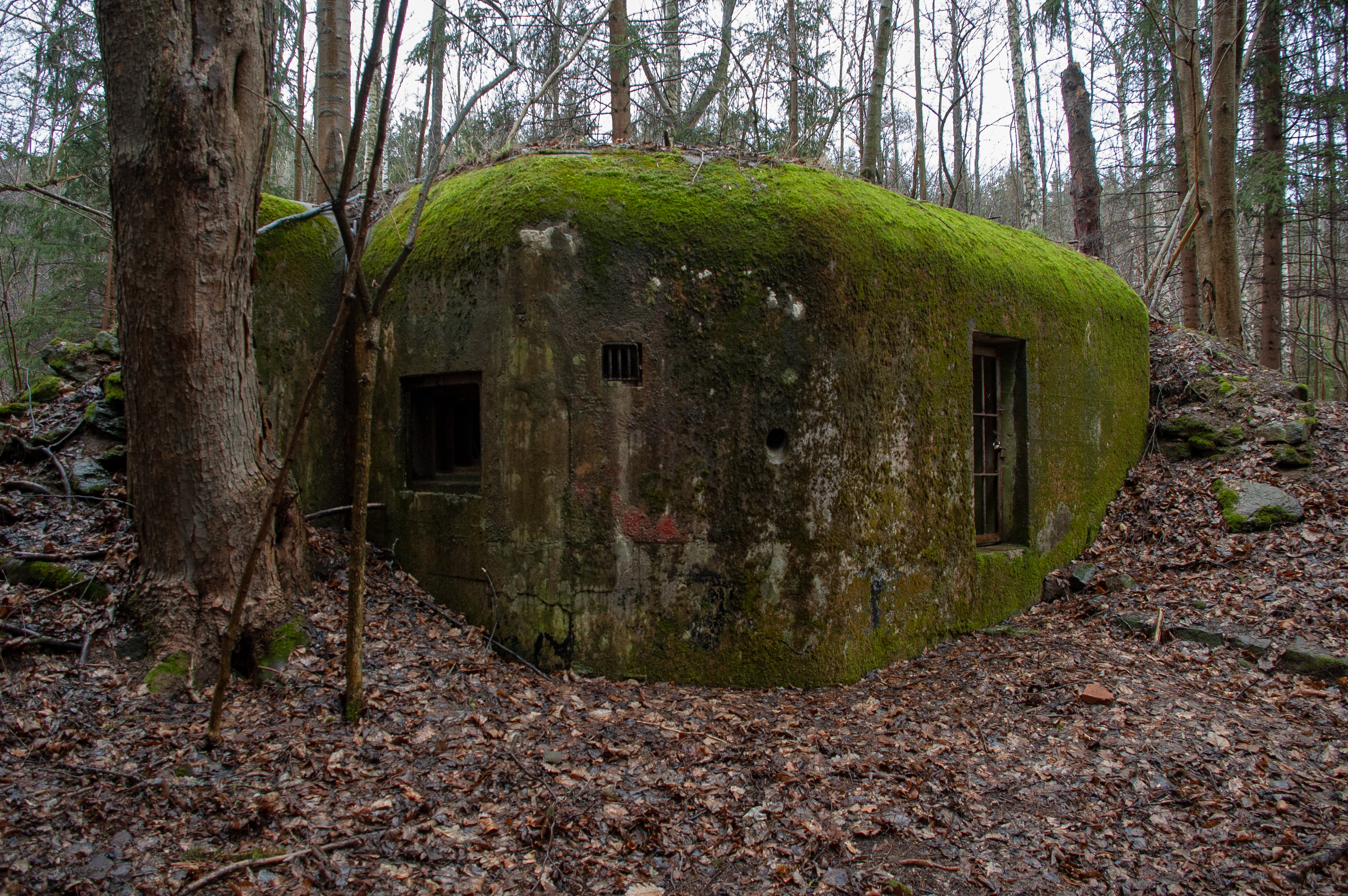
Pohled zezadu na čelní stěnu s rovnaninou, záhozem a levou střílnu a zadní stěnu s vchodem a rovnaninou H-33/14/B2-100
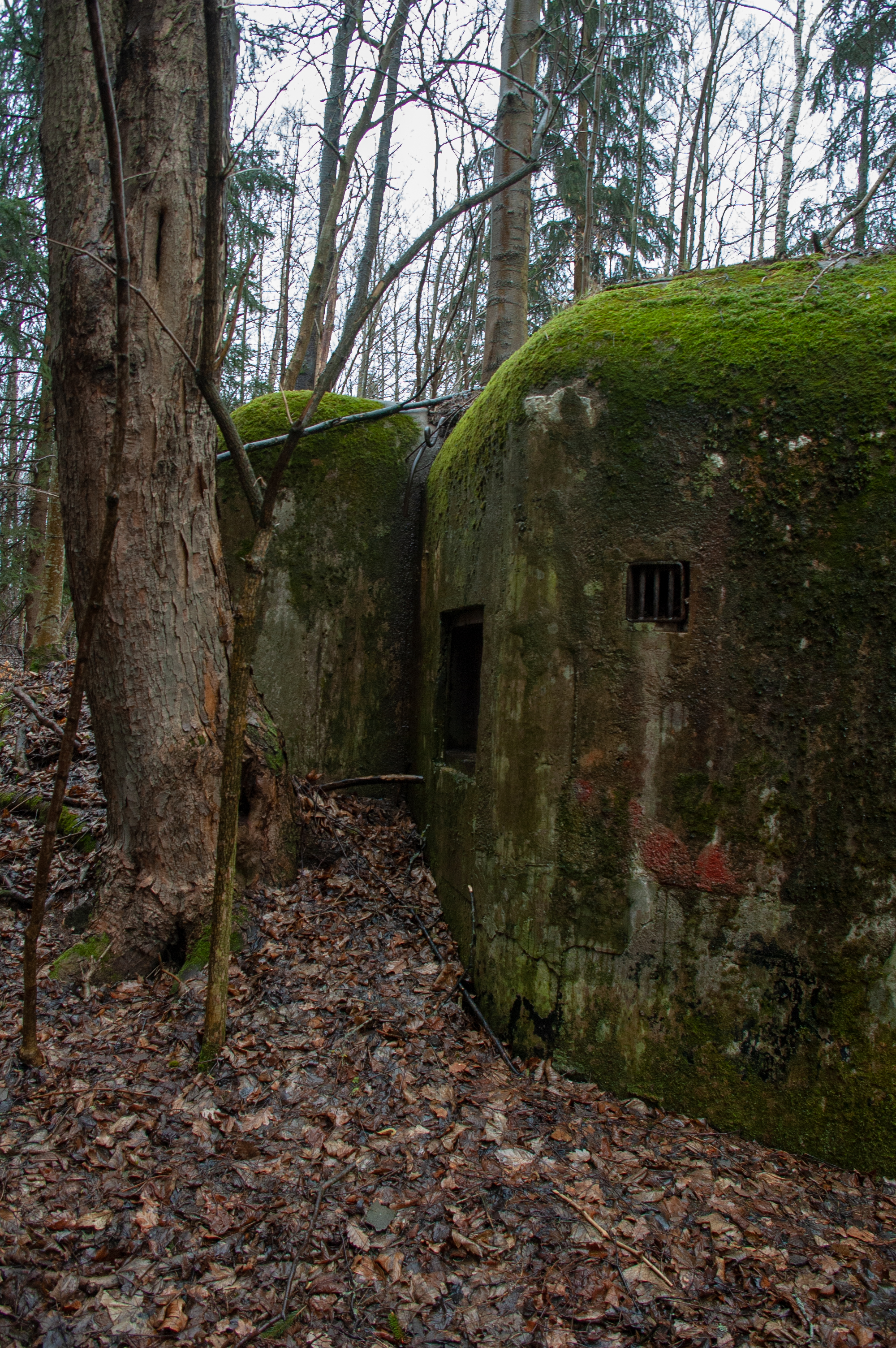
Pohled zezadu na čelní stěnu s rovnaninou, záhozem a levou střílnu H-33/14/B2-100
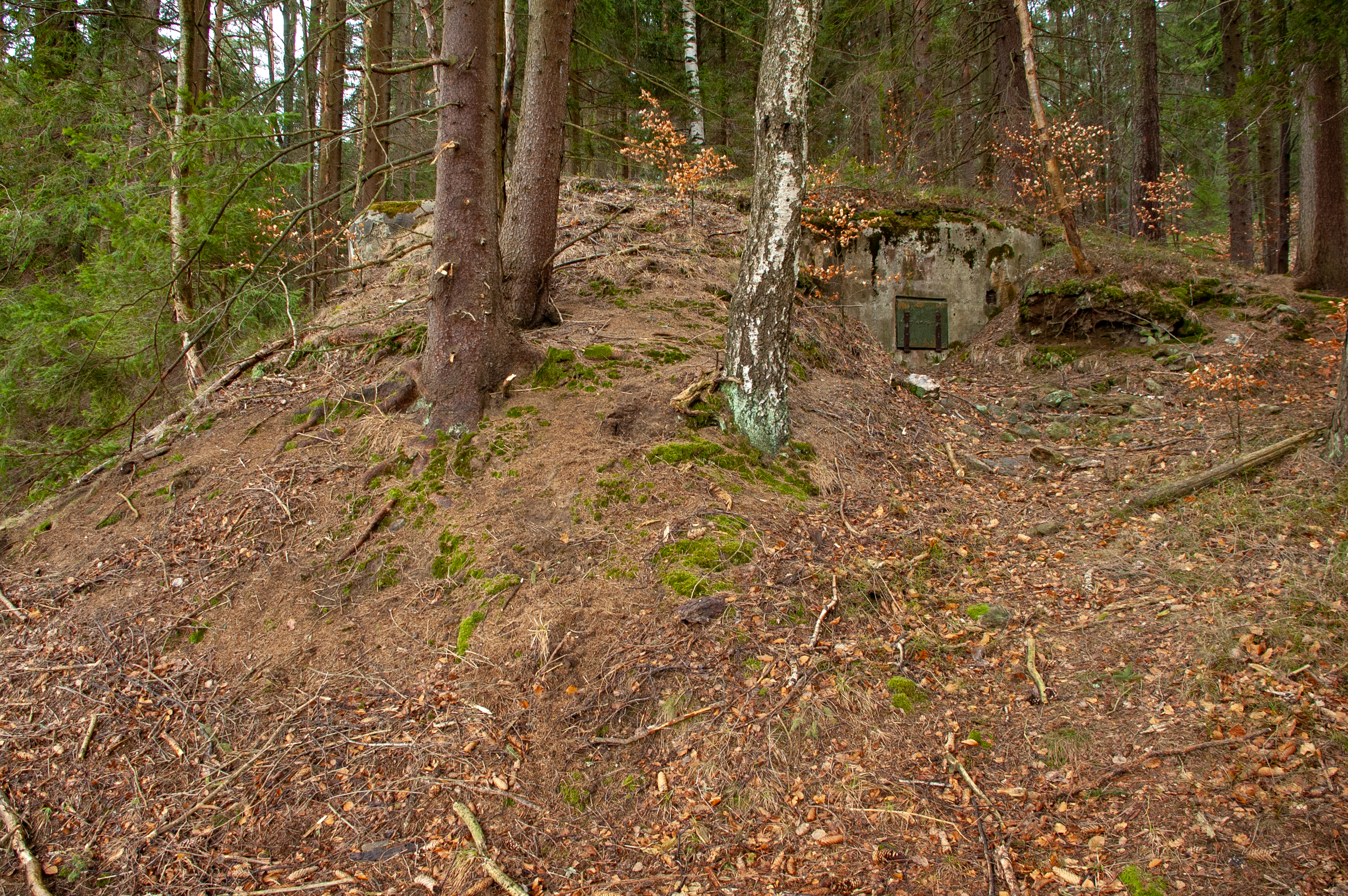
Pohled na H-33/15/B1-100 – zakrytá střílna
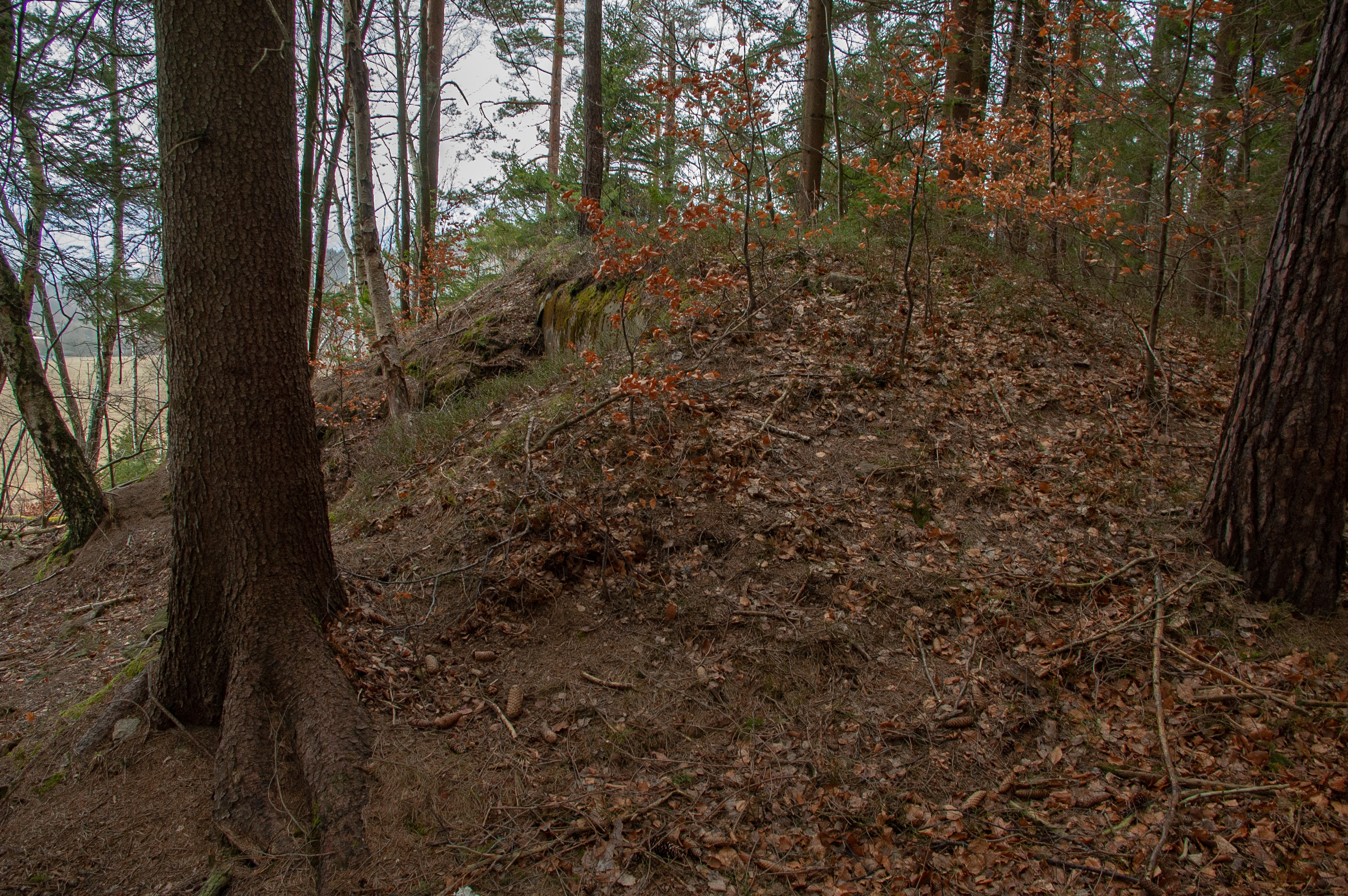
Pohled na H-33/15/B1-100
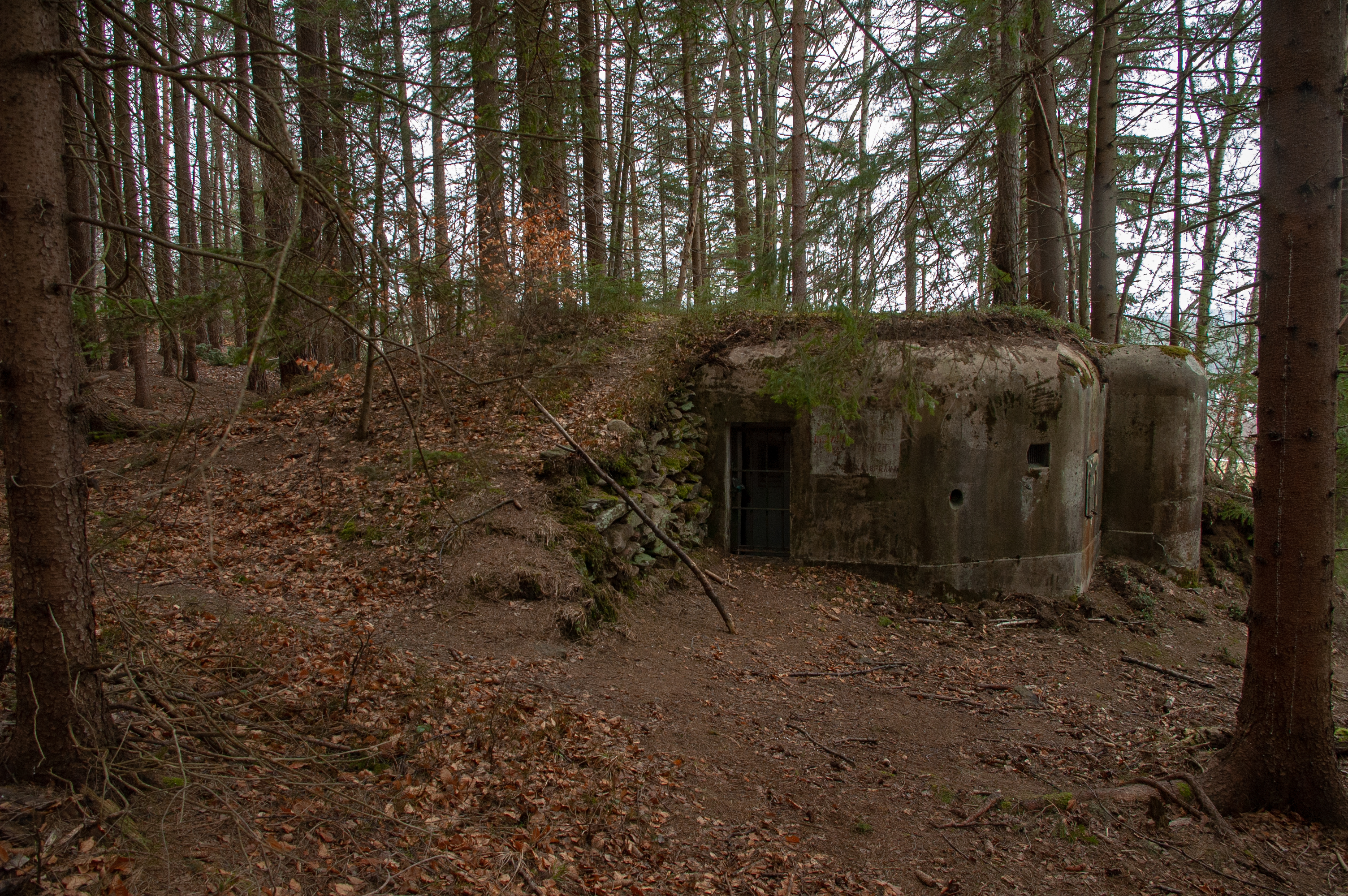
Pohled zezadu na H-33/15/B1-100 – vchodové dveře s rovnaninou, pravá střílna a čelní stěna
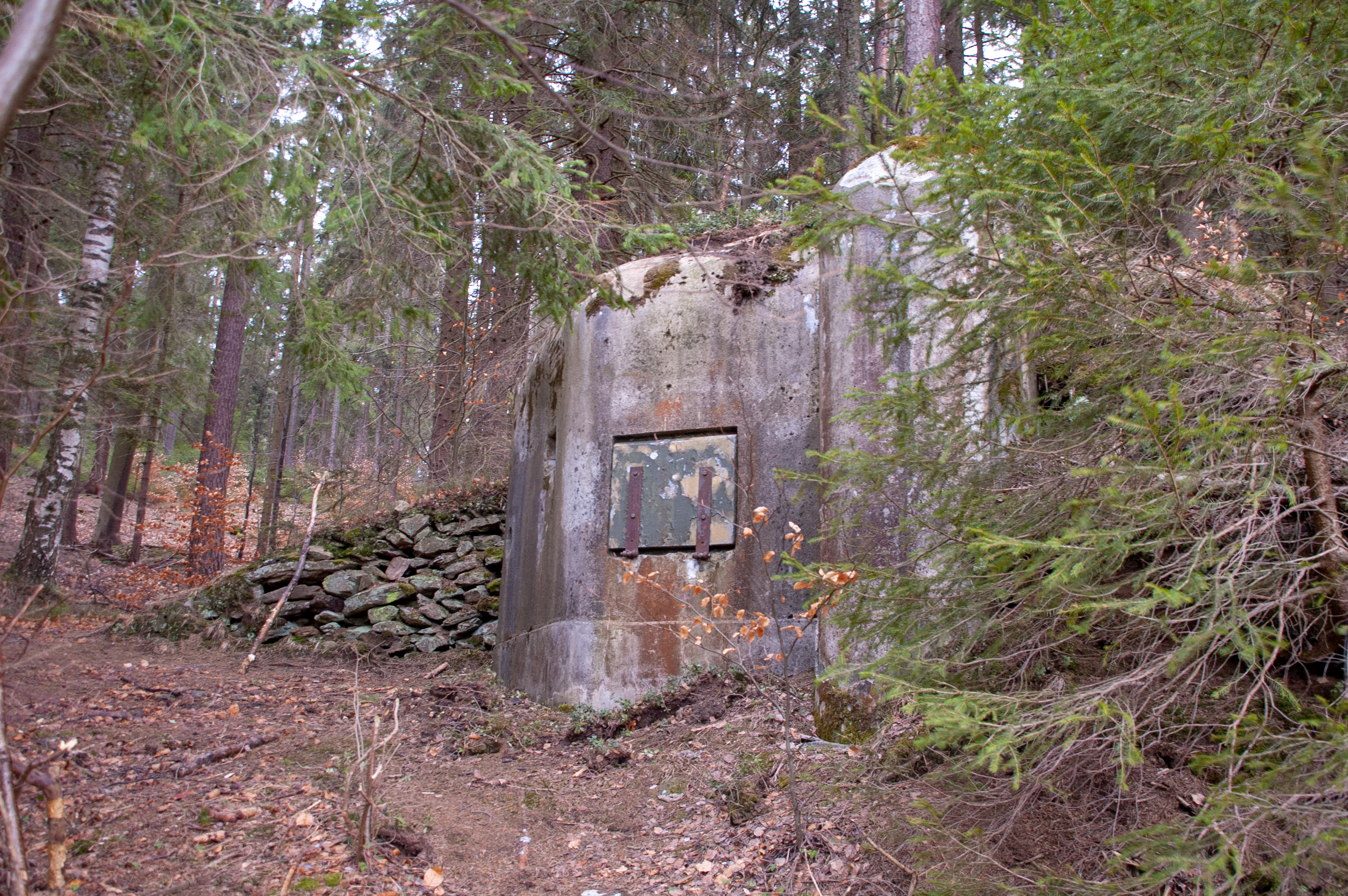
Pohled zprava na H-33/15/B1-100 – rovnanina u vchodových dveří, pravá střílna
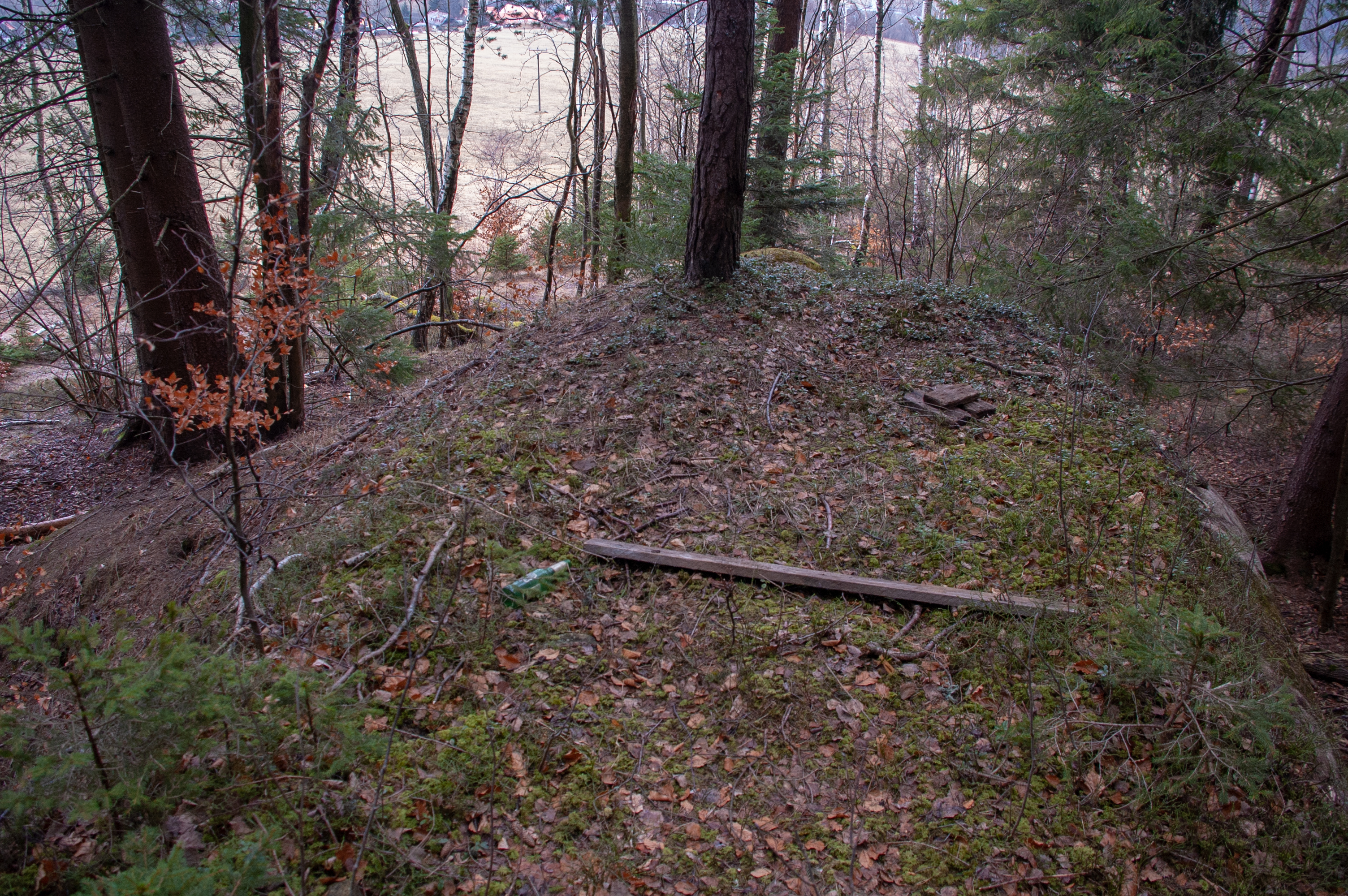
Pohled shora na strop objektu H-33/15/B1-100

### Pohledy na původní stanoviště objektů 1–9 zničených Wehrmachtem po 15. 3. 1939

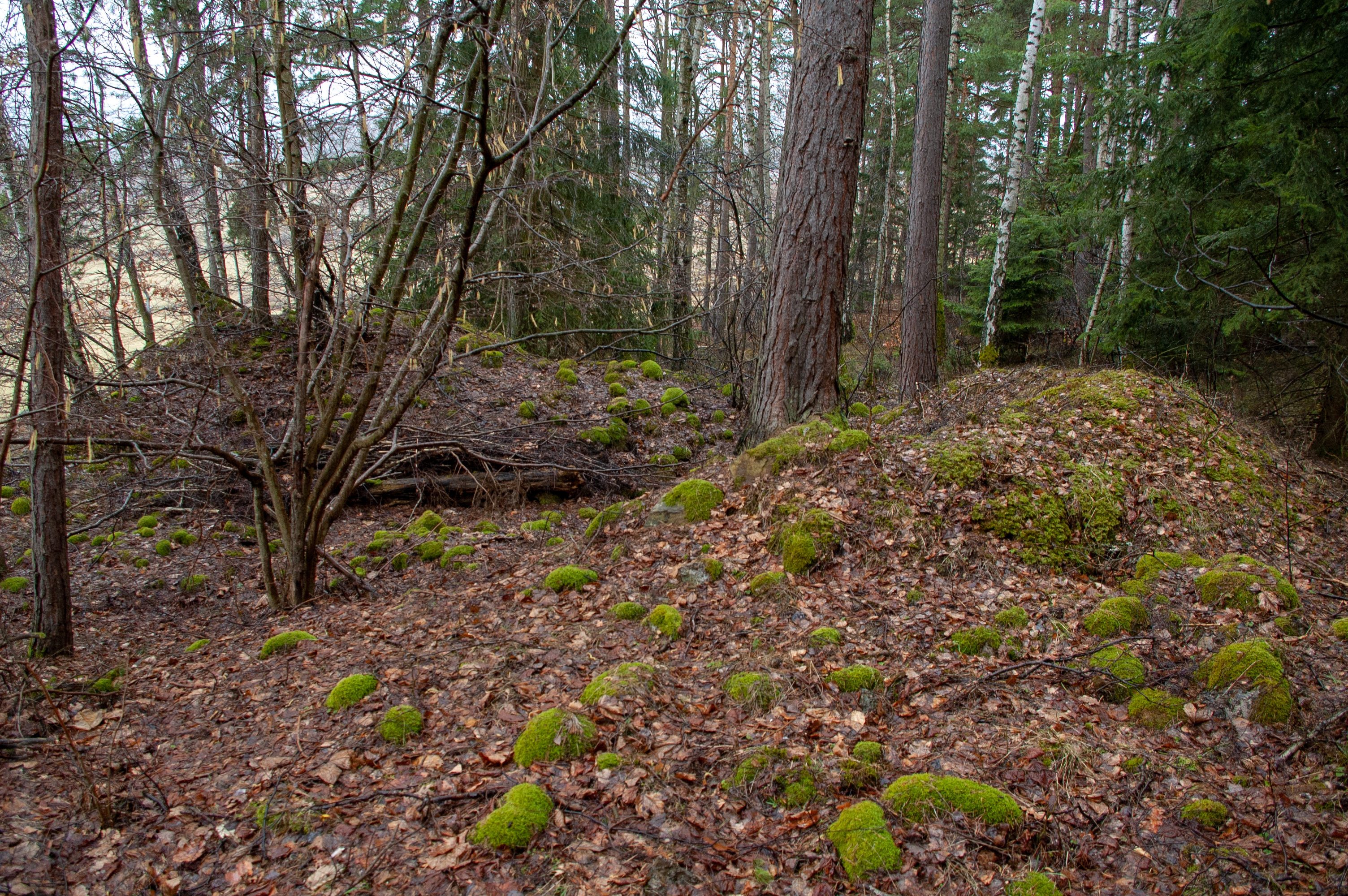
Stopy po zničeném H-33/1/B2-90, původní stanoviště
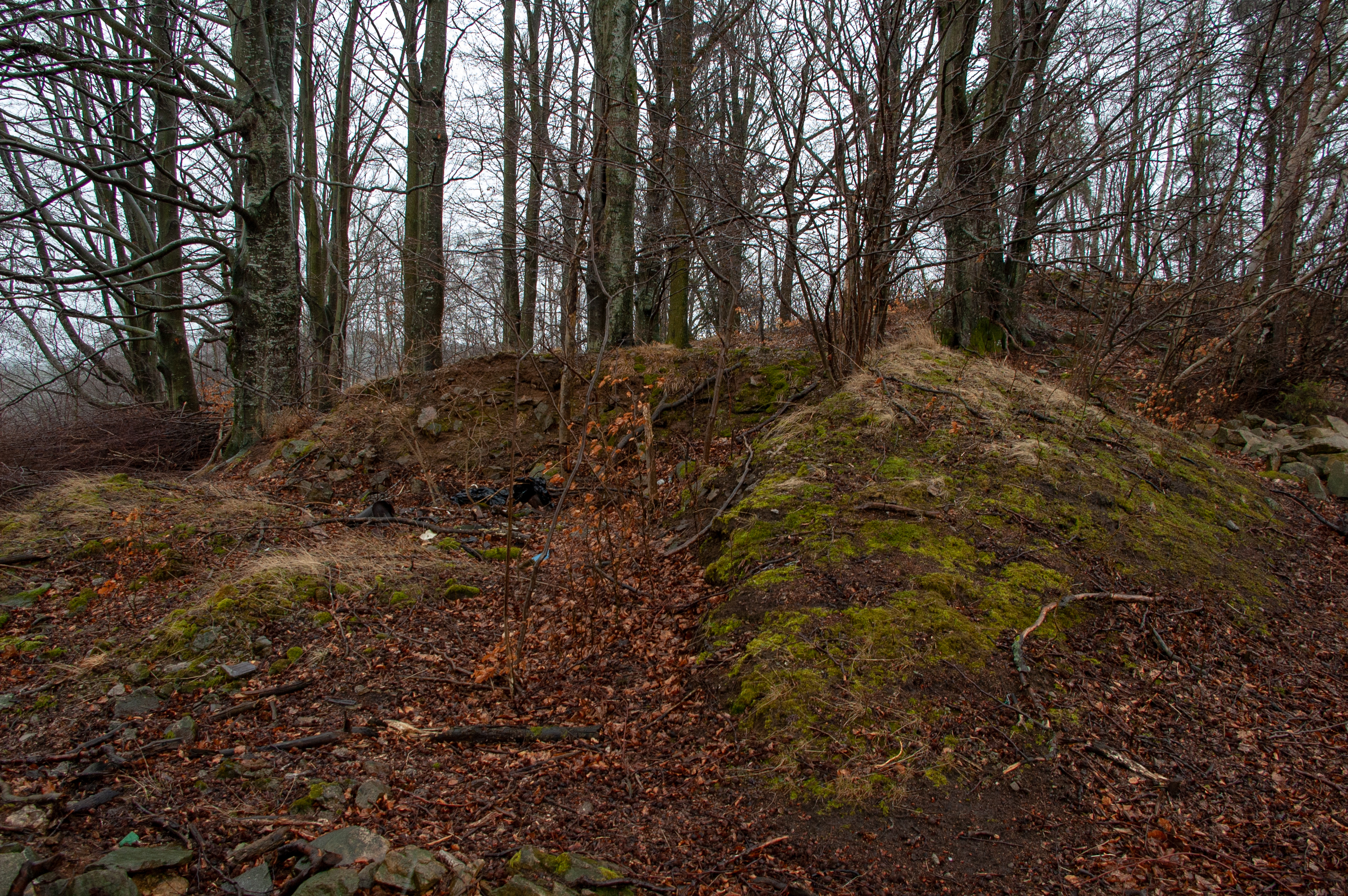
Pohled na původní stanoviště zničeného H-33/2/D2
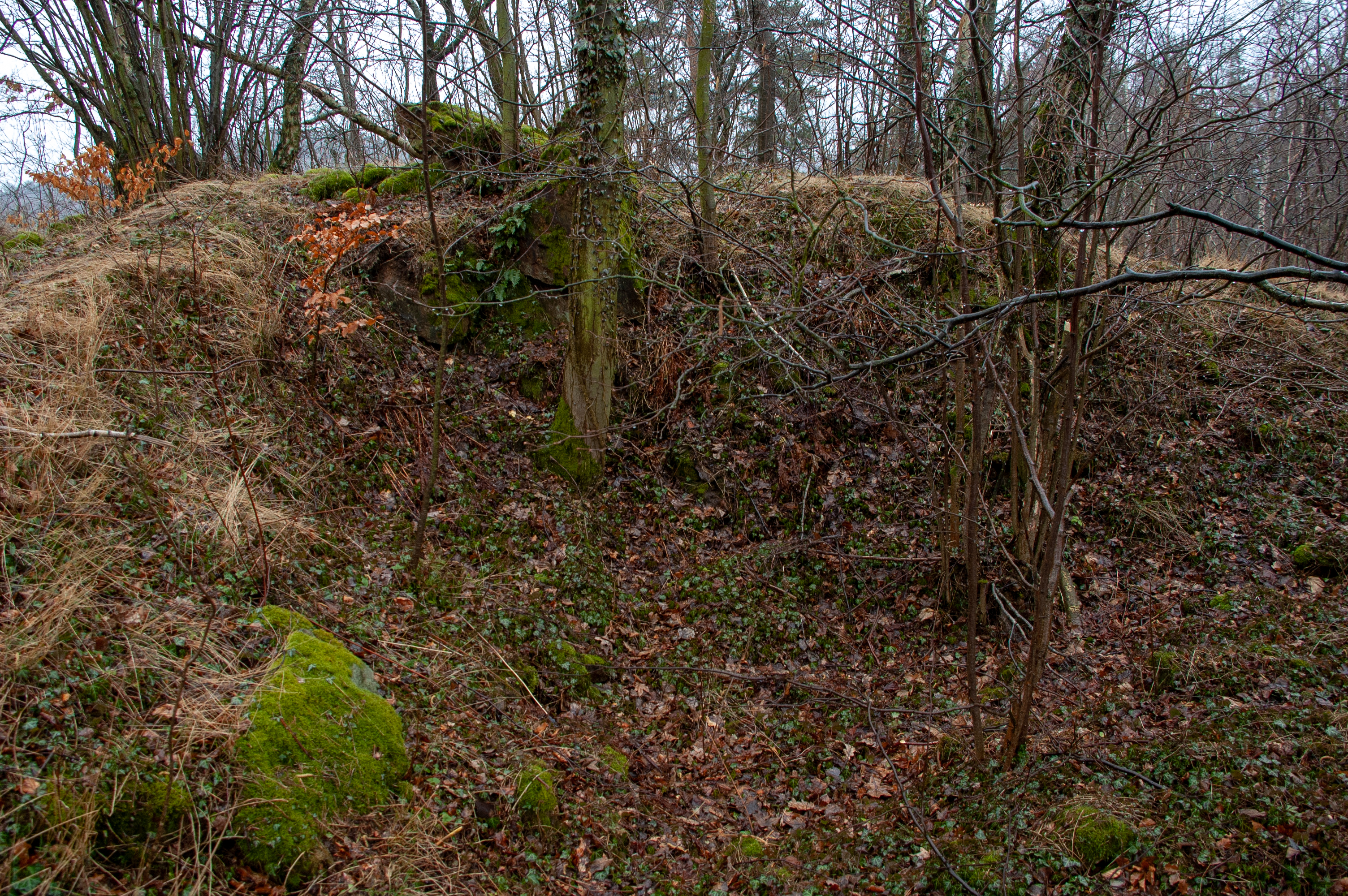
Pohled na původní stanoviště zničeného H-33/3/D1
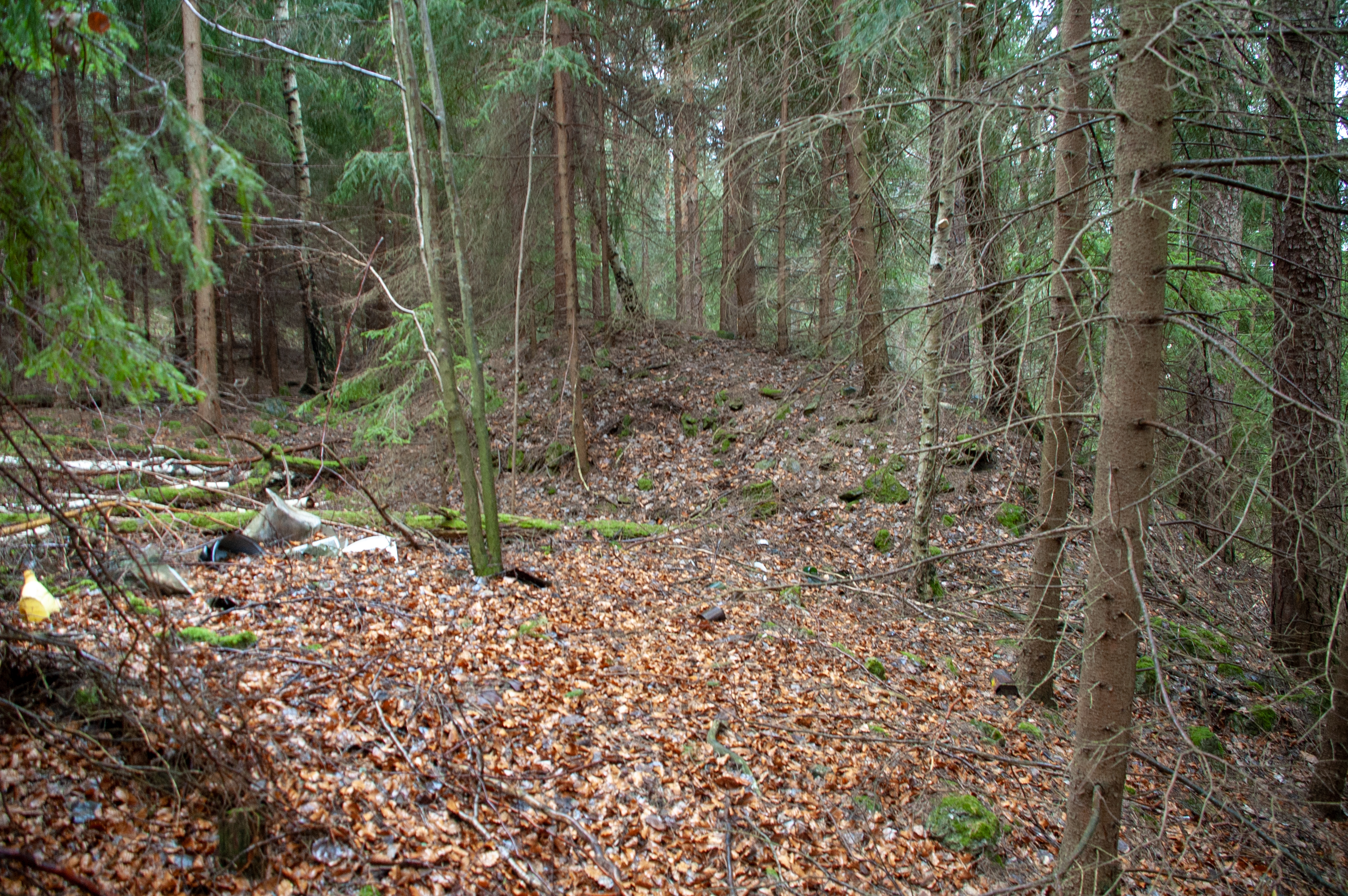
Pohled na původní stanoviště zničeného H-33/4/A-140
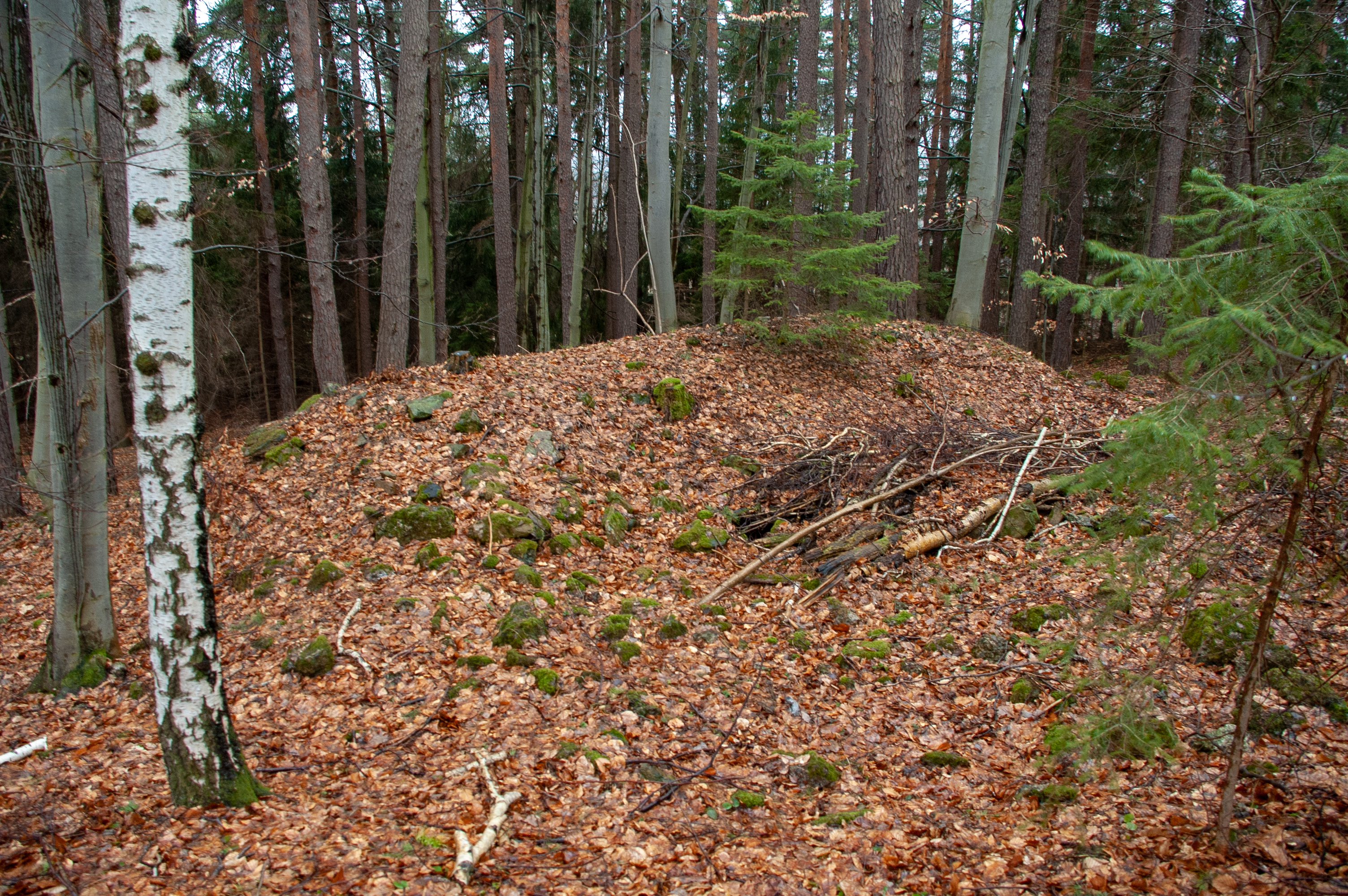
Pohled na původní stanoviště zničeného H-33/5/A-140
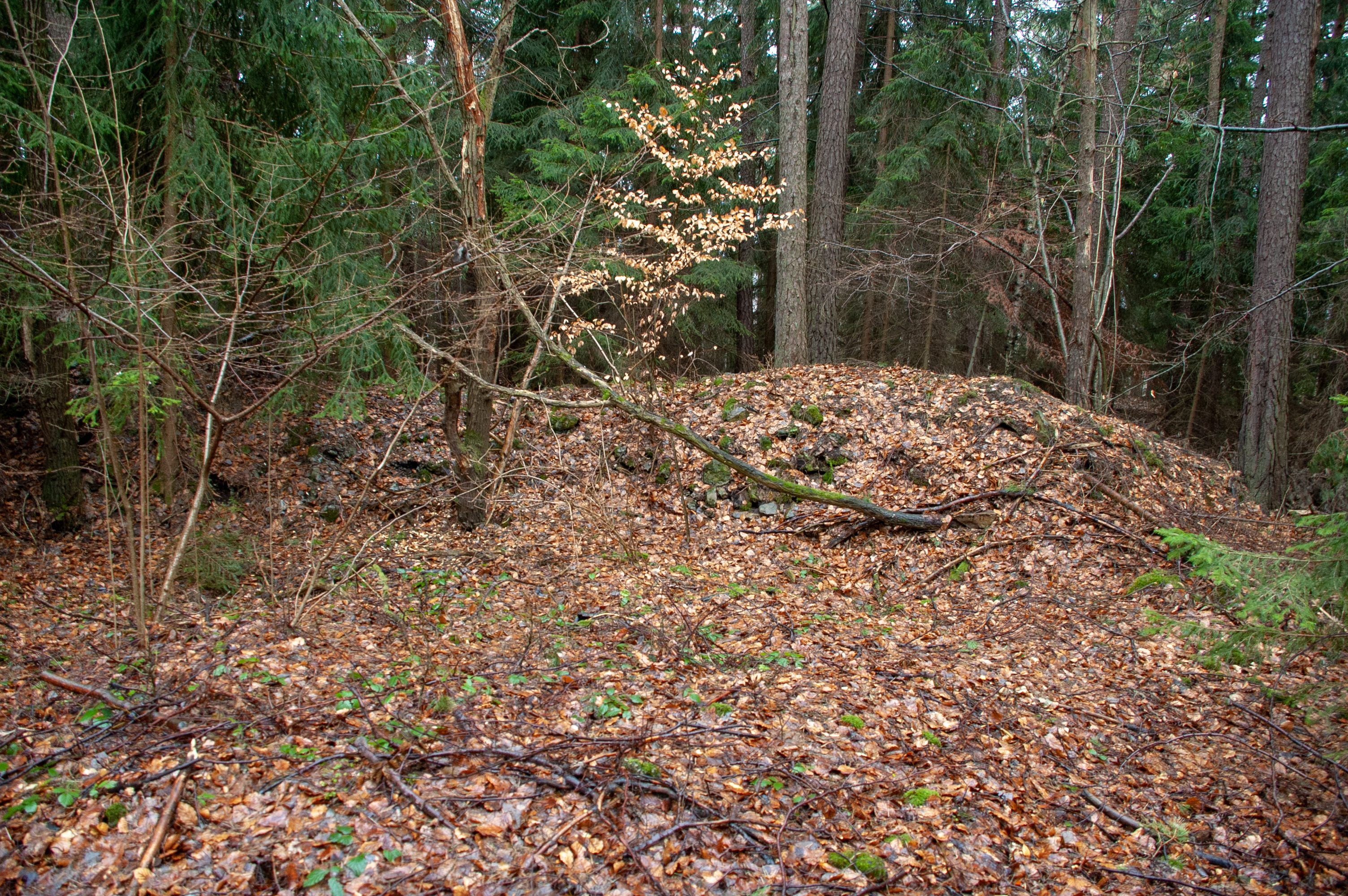
Pohled na původní stanoviště zničeného H-33/6/A-180
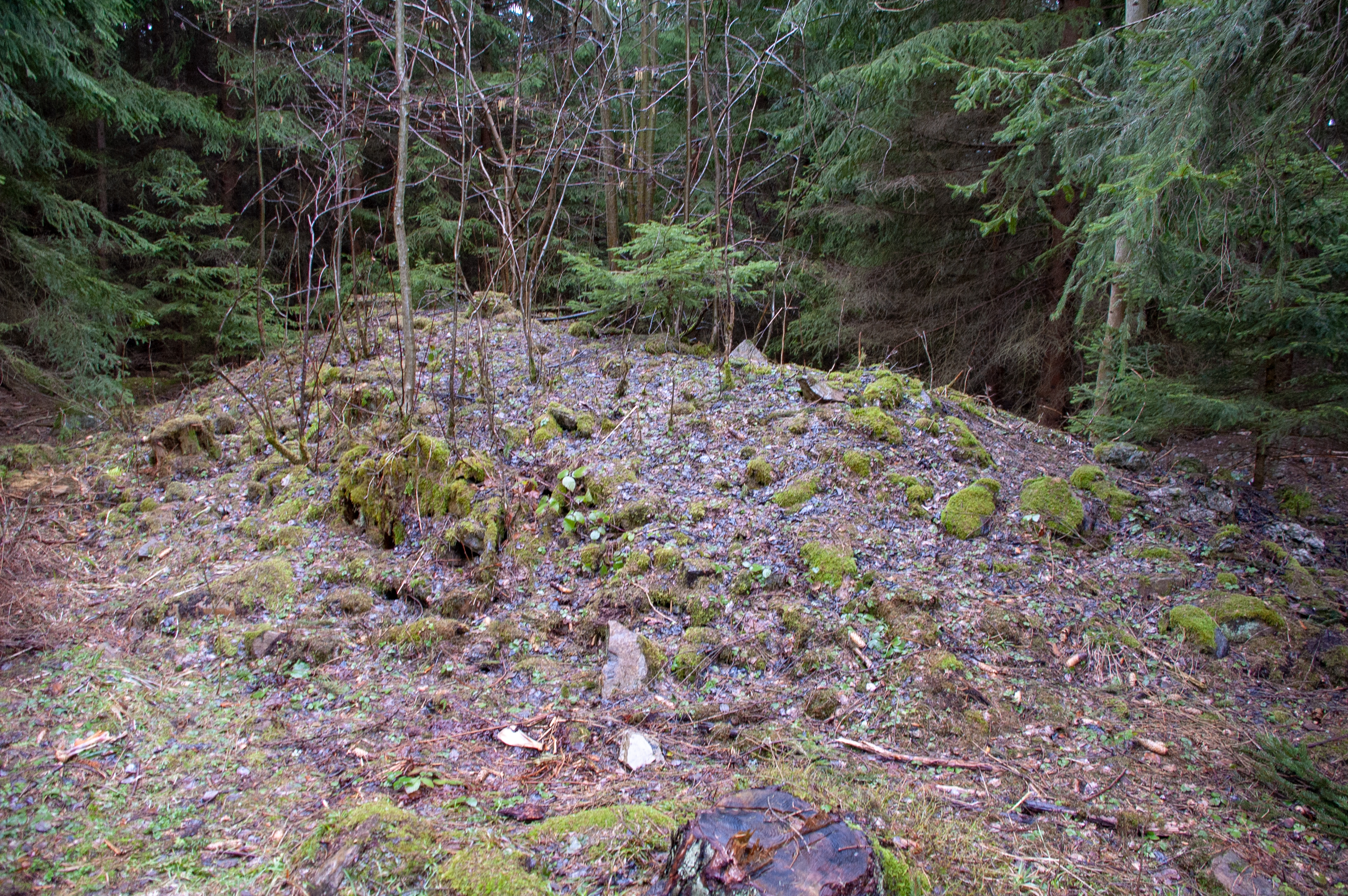
Pohledy na původní stanoviště H-33/7/D2
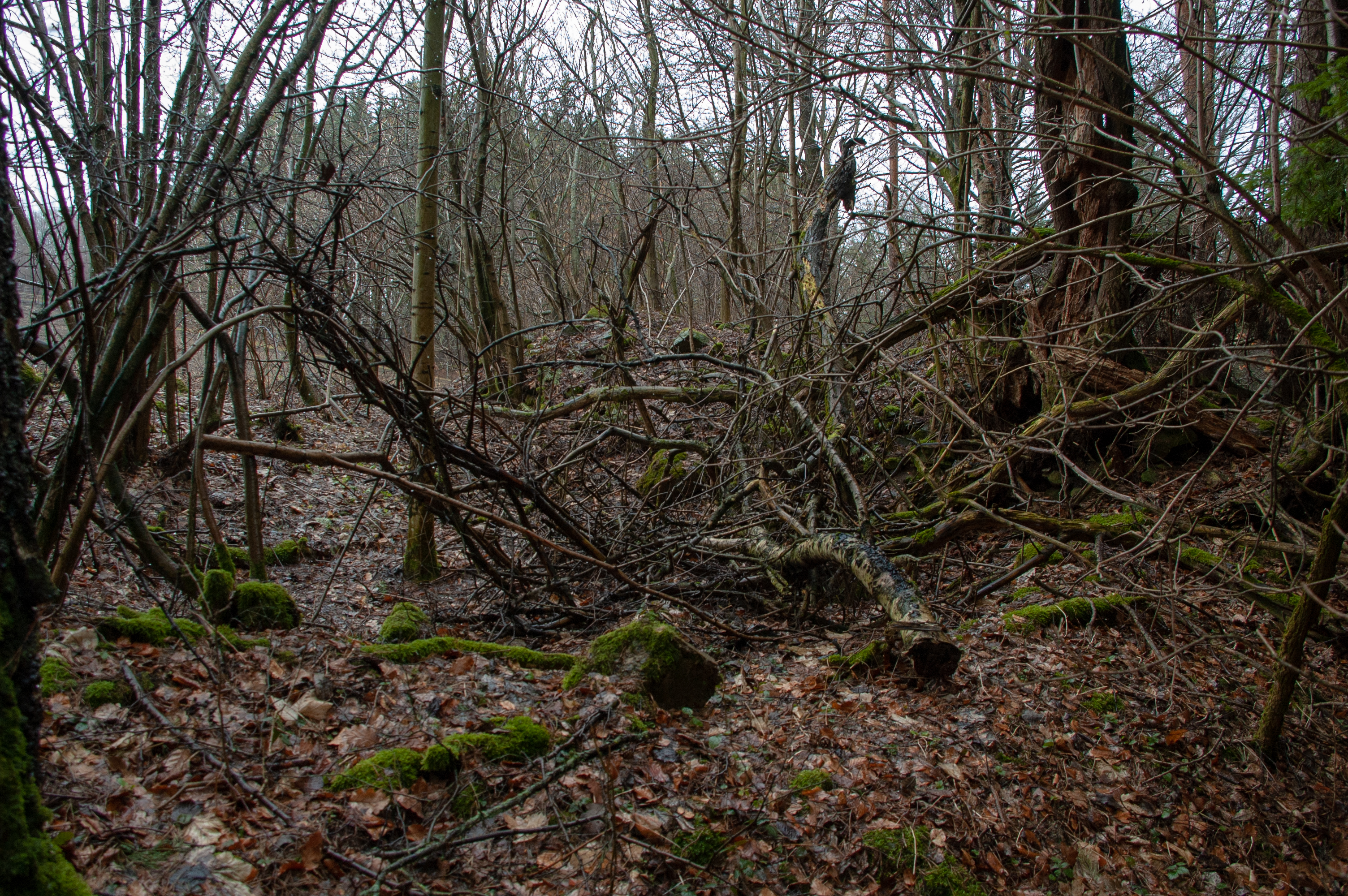
Pohled na původní stanoviště zničeného H-33/8/A-160
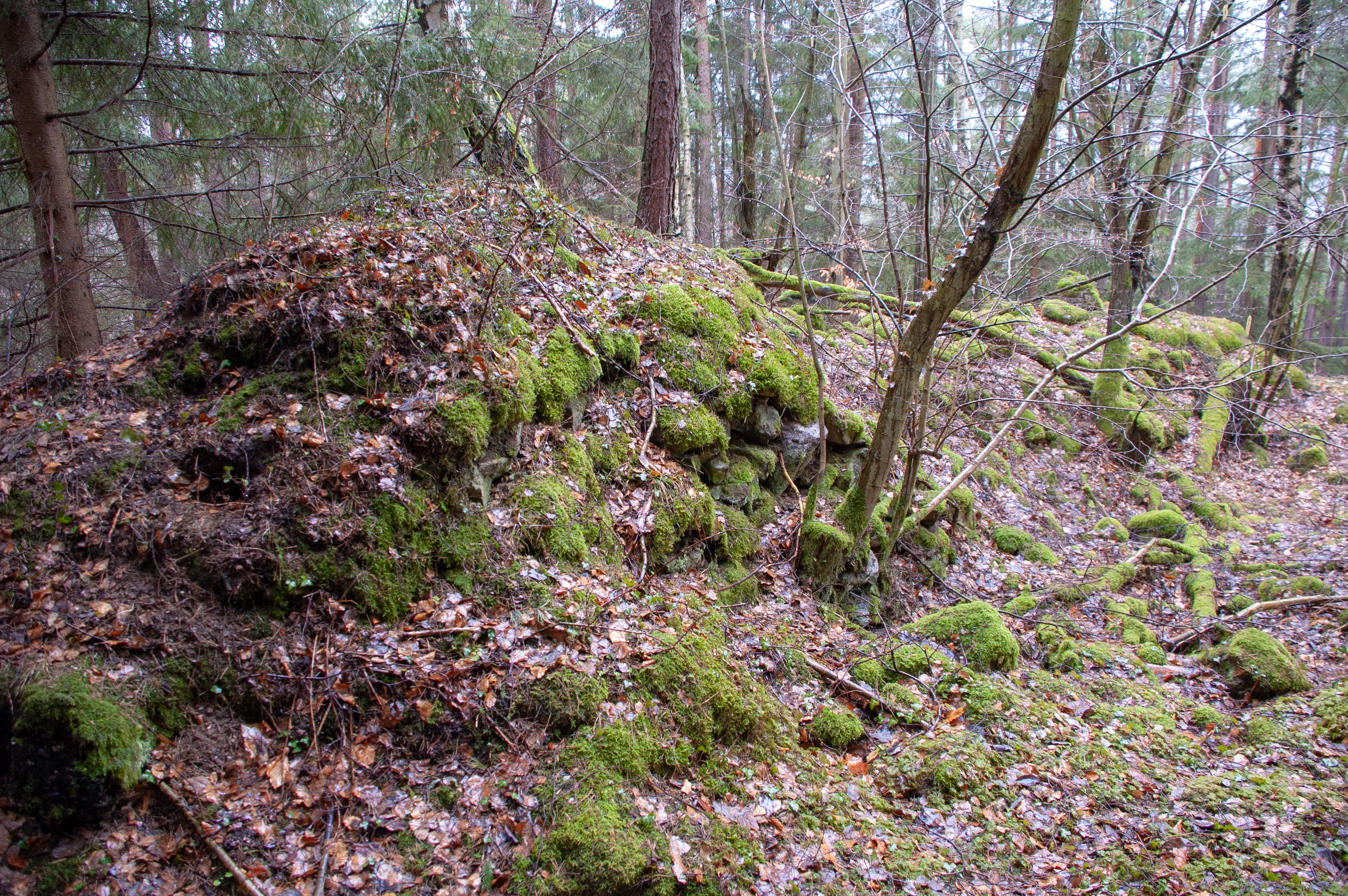
Pohledy na původní stanoviště zničeného H-33/9/A-180 – rovnanina

### Pohledy na objekty reaktivované po roce 1948

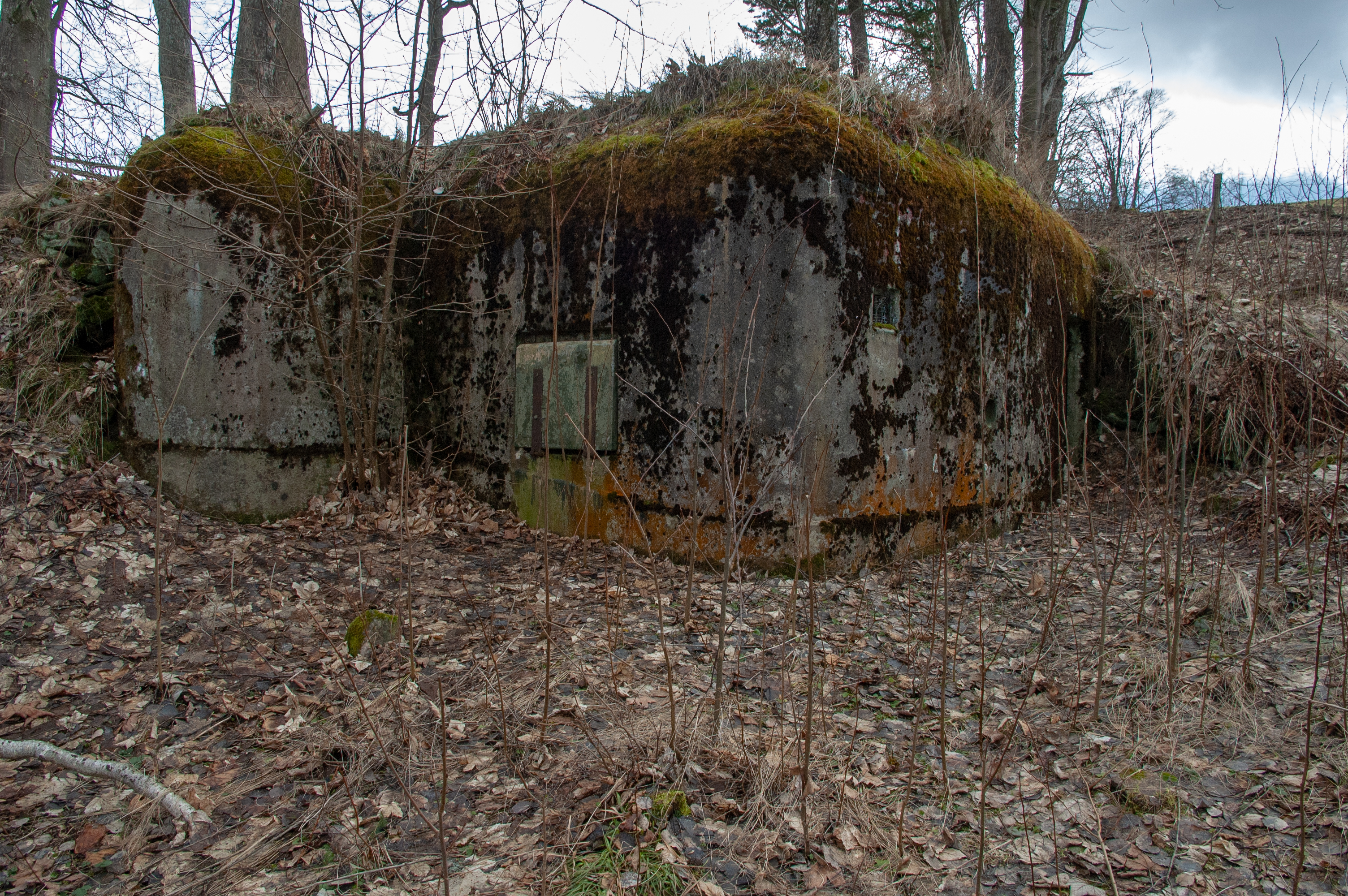
Pohled na objekt reaktivovaný po roce 1948
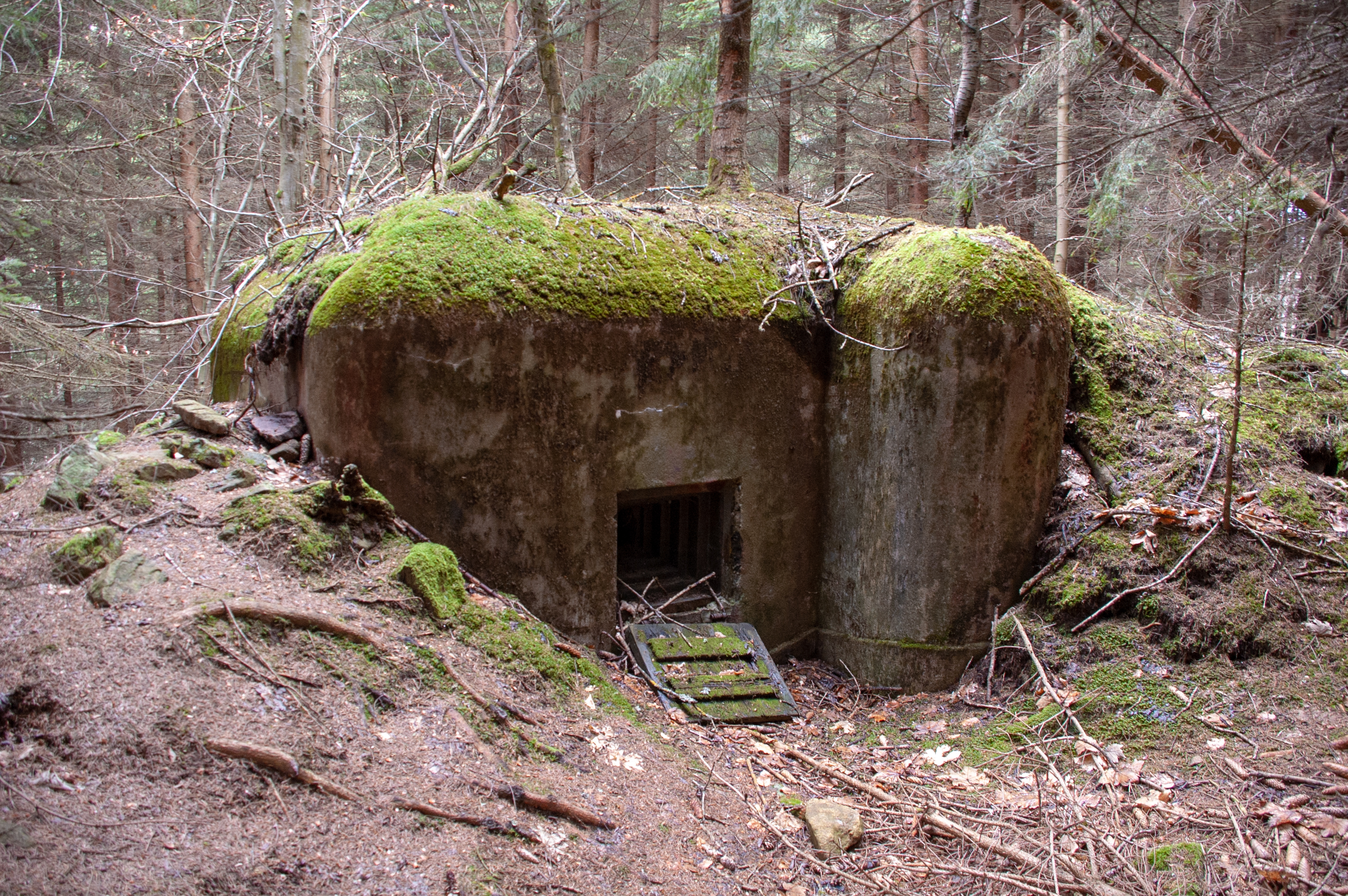
Pohled na objekt reaktivovaný po roce 1948 – zásyp u vchodové stěny
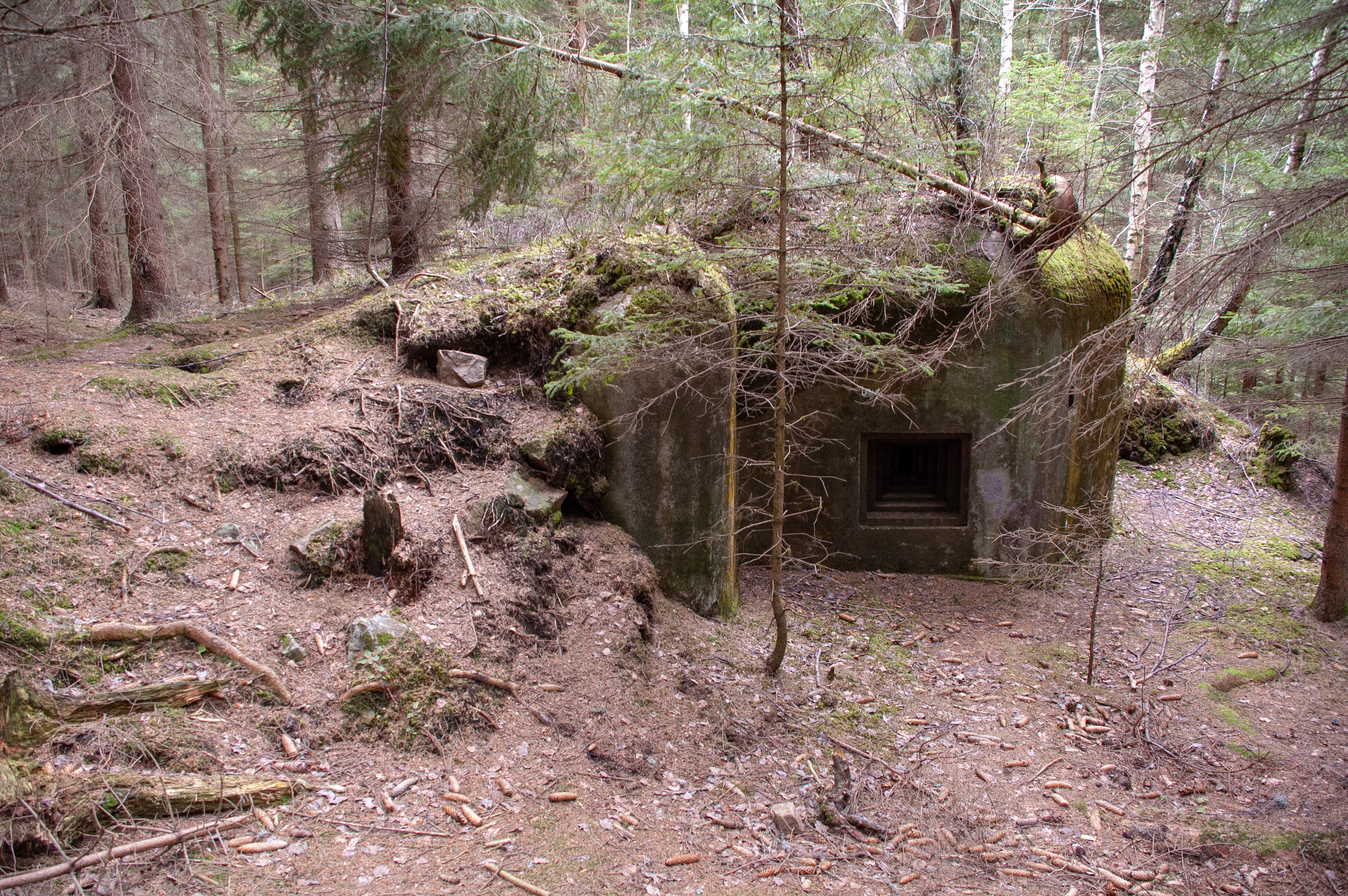
Pohled na čelní stěnu se záhozem a levou střílnu
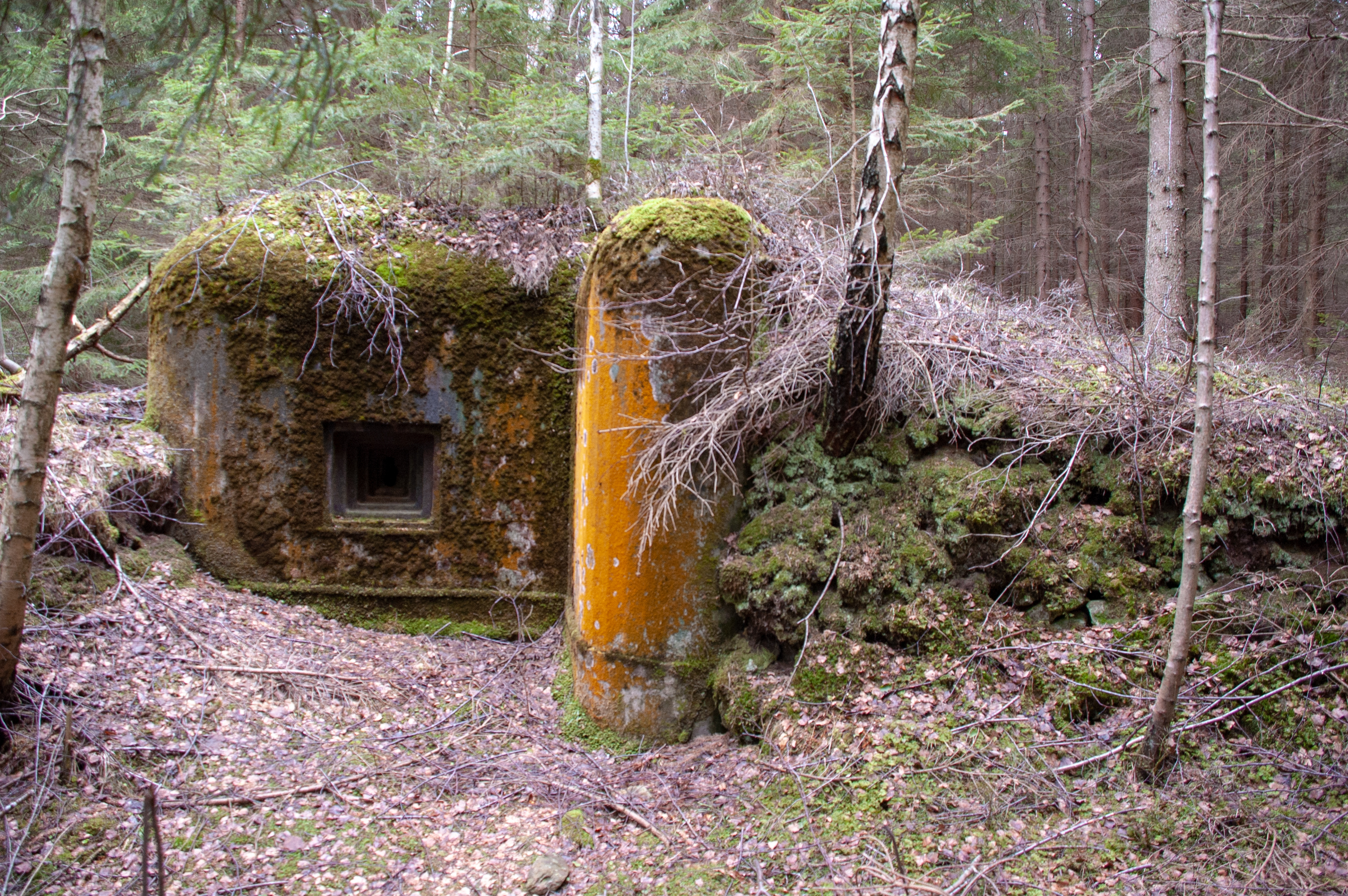
Pohled na čelní stěnu se záhozem a pravou střílnu
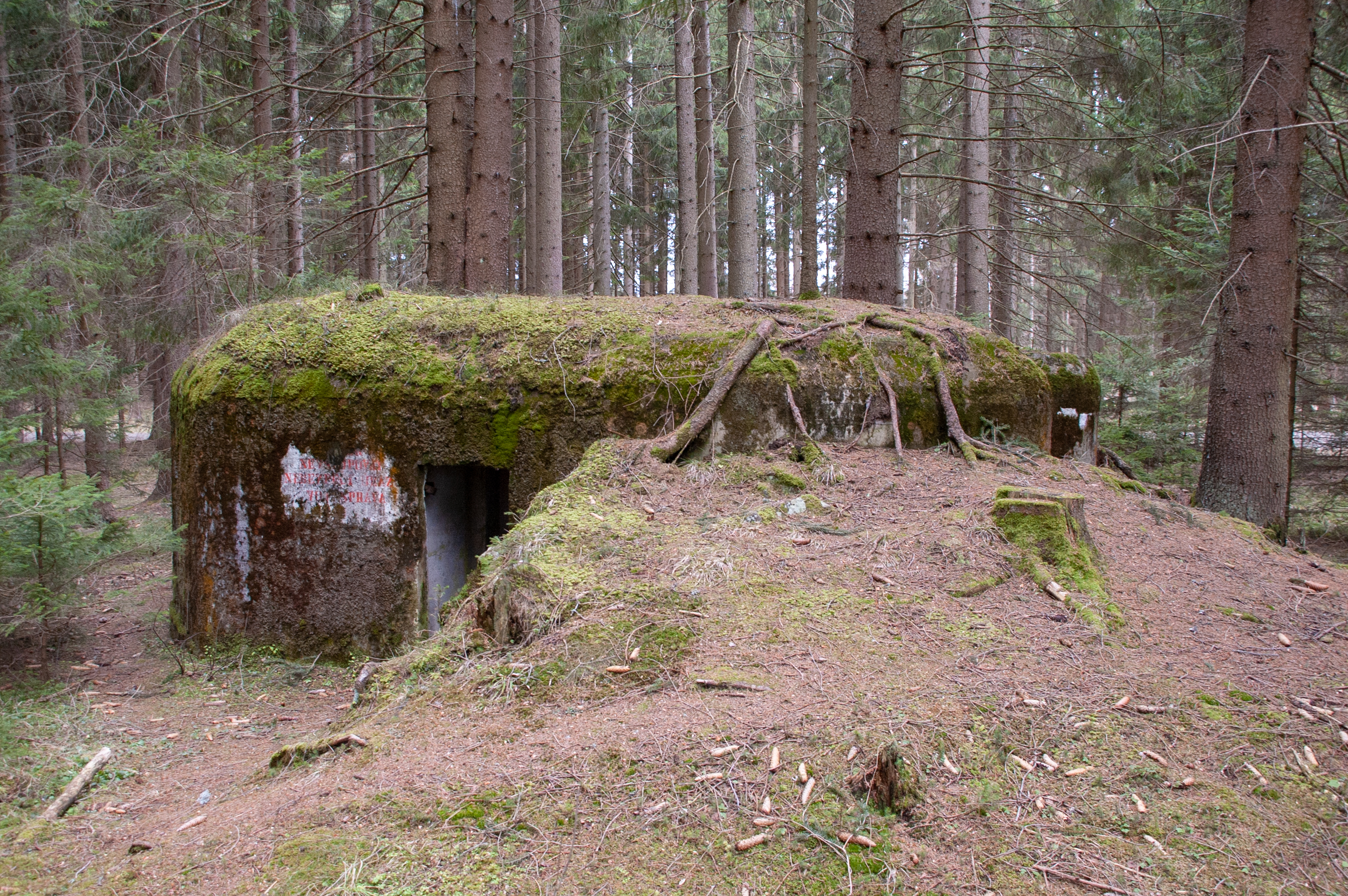
Pohled na zadní stěnu se záhozem
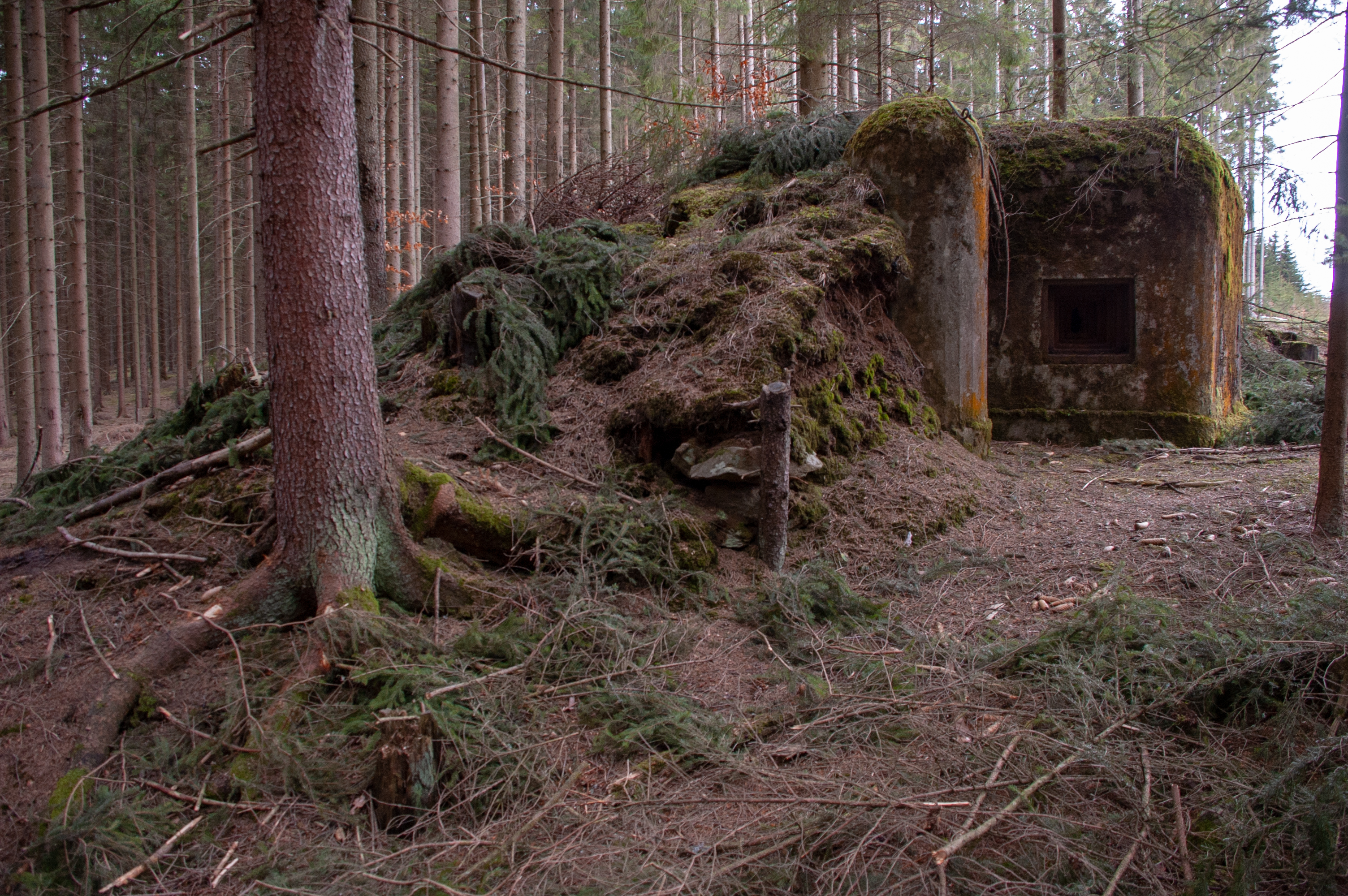
Pohled na čelní a zadní stěnu se záhozem
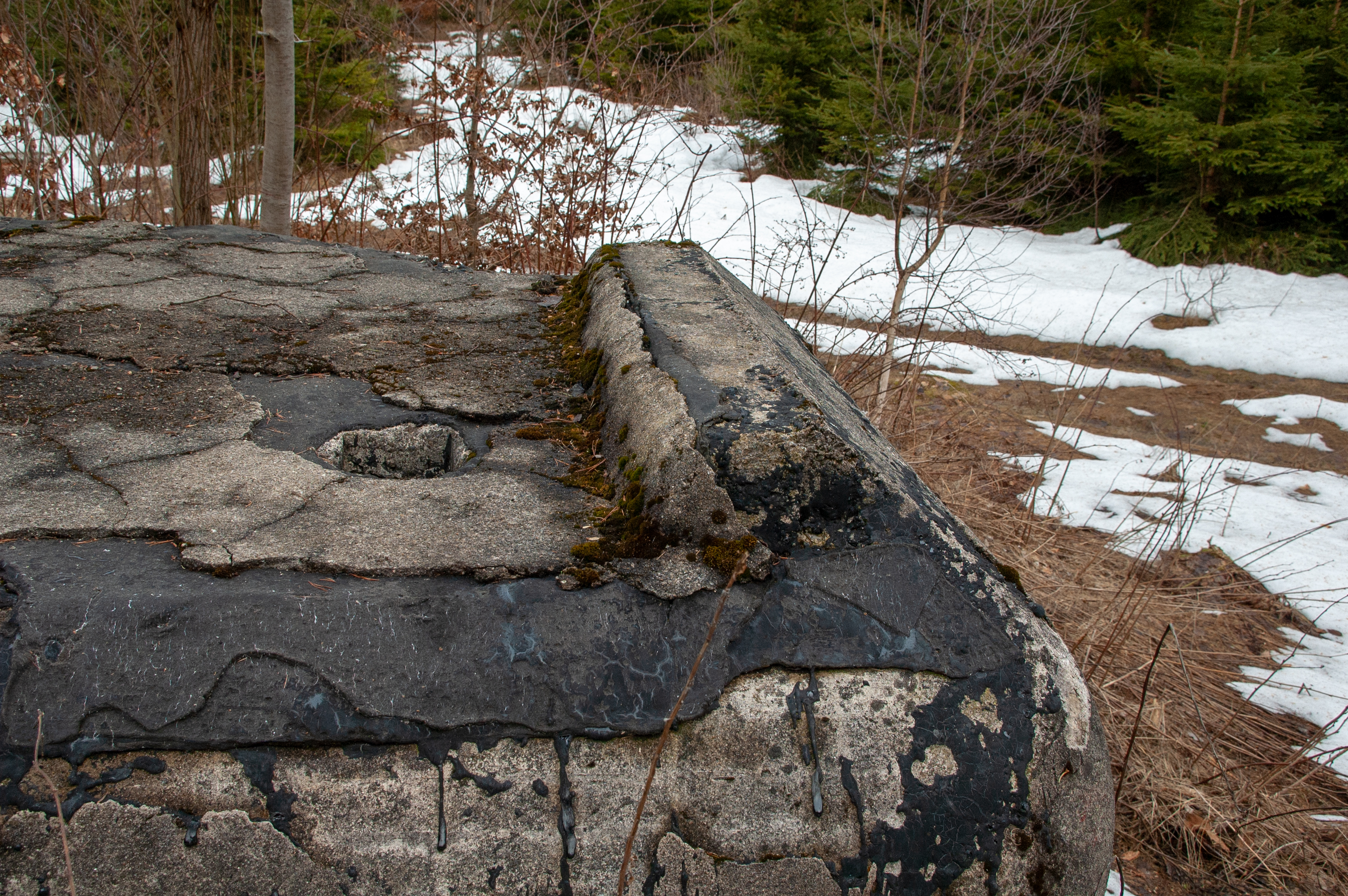
Pohled na strop objektu

### Pohled na H-33/10/A-220[25]

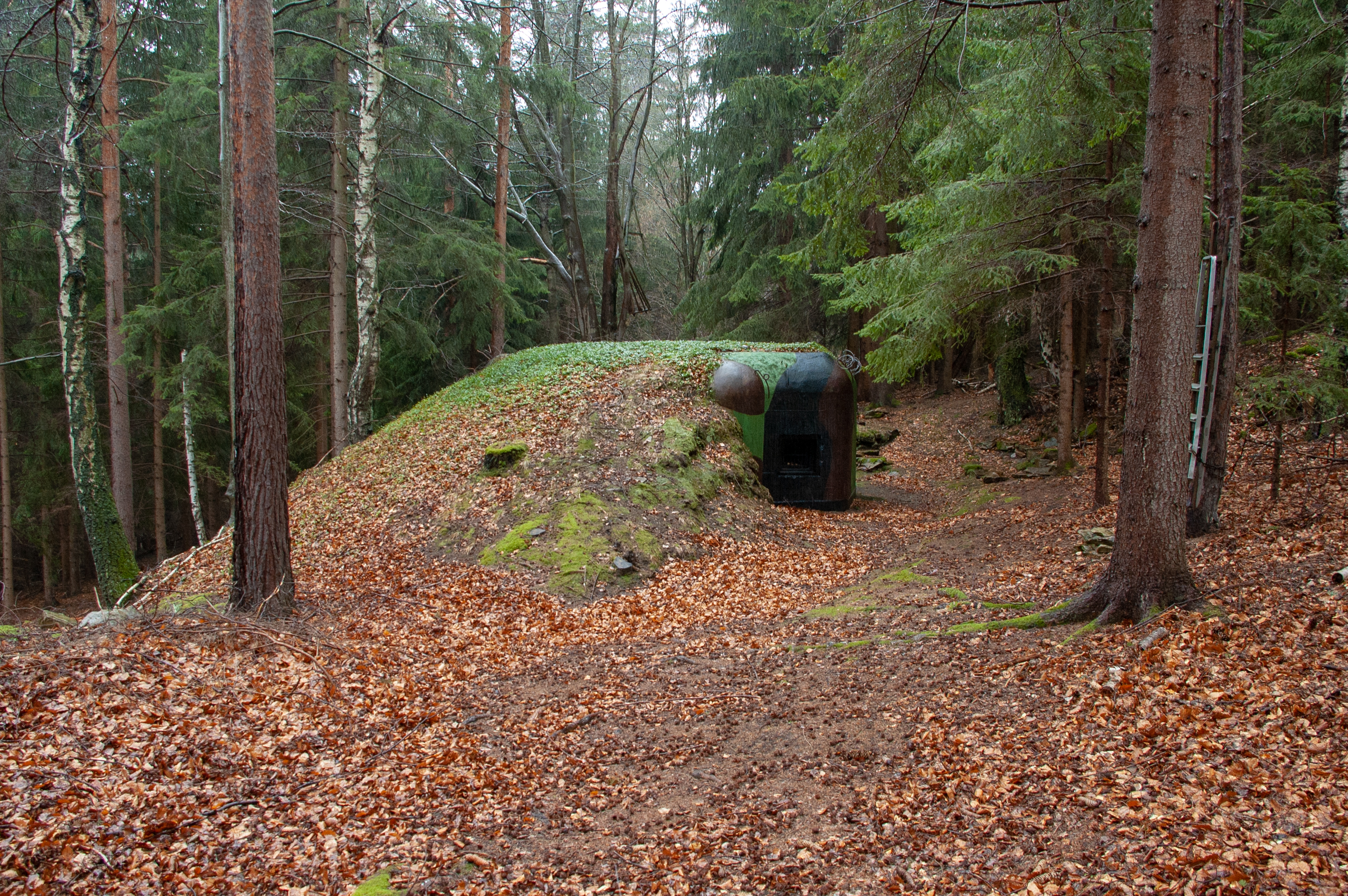
Pohled na H-33/10/A-140
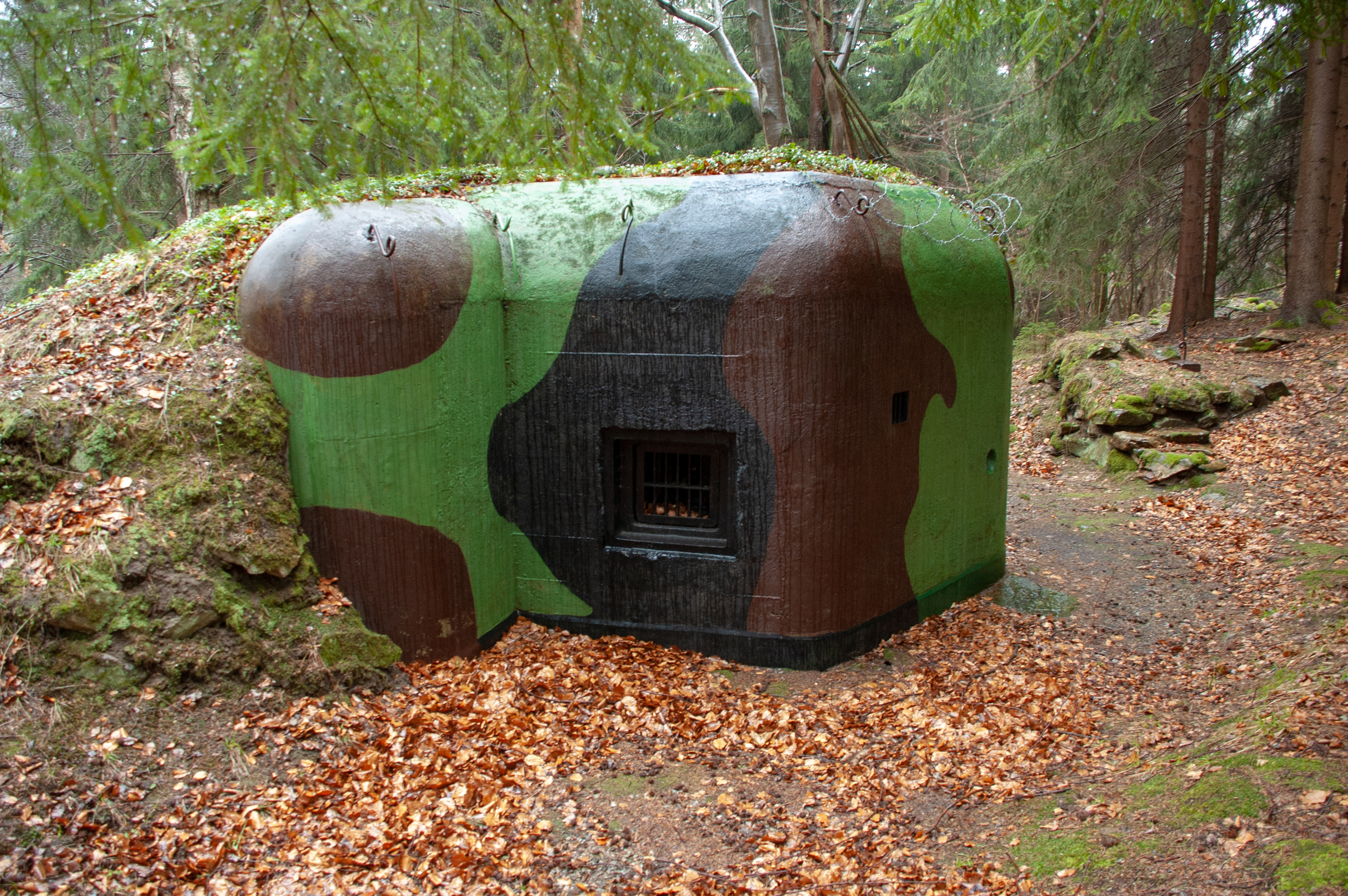
Pohled na H-33/10/A-140 – čelní stěna, levá střílna a zához
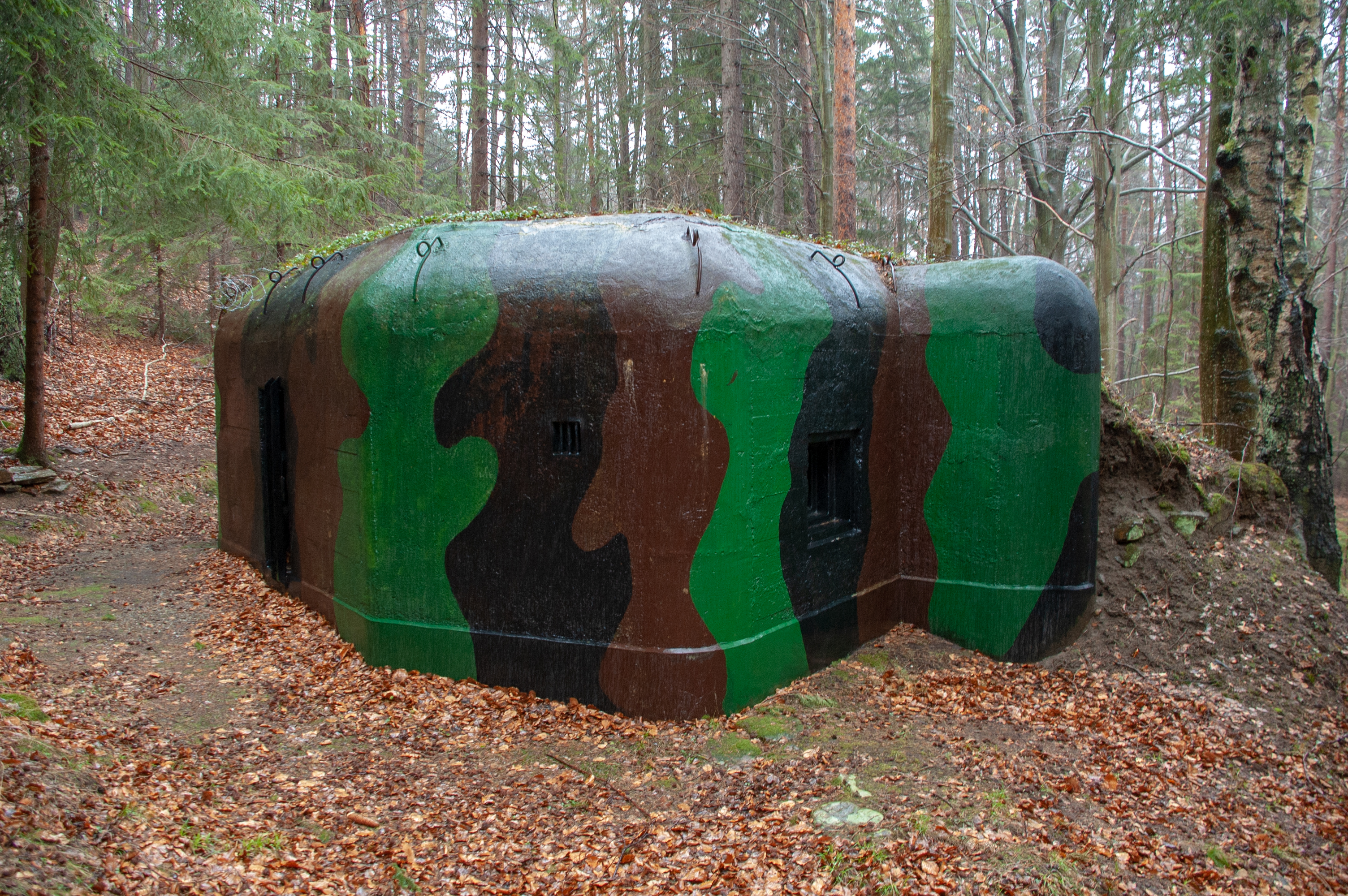
Pohled na H-33/10/A-140 – čelní stěna, pravá střílna a zadní stěna
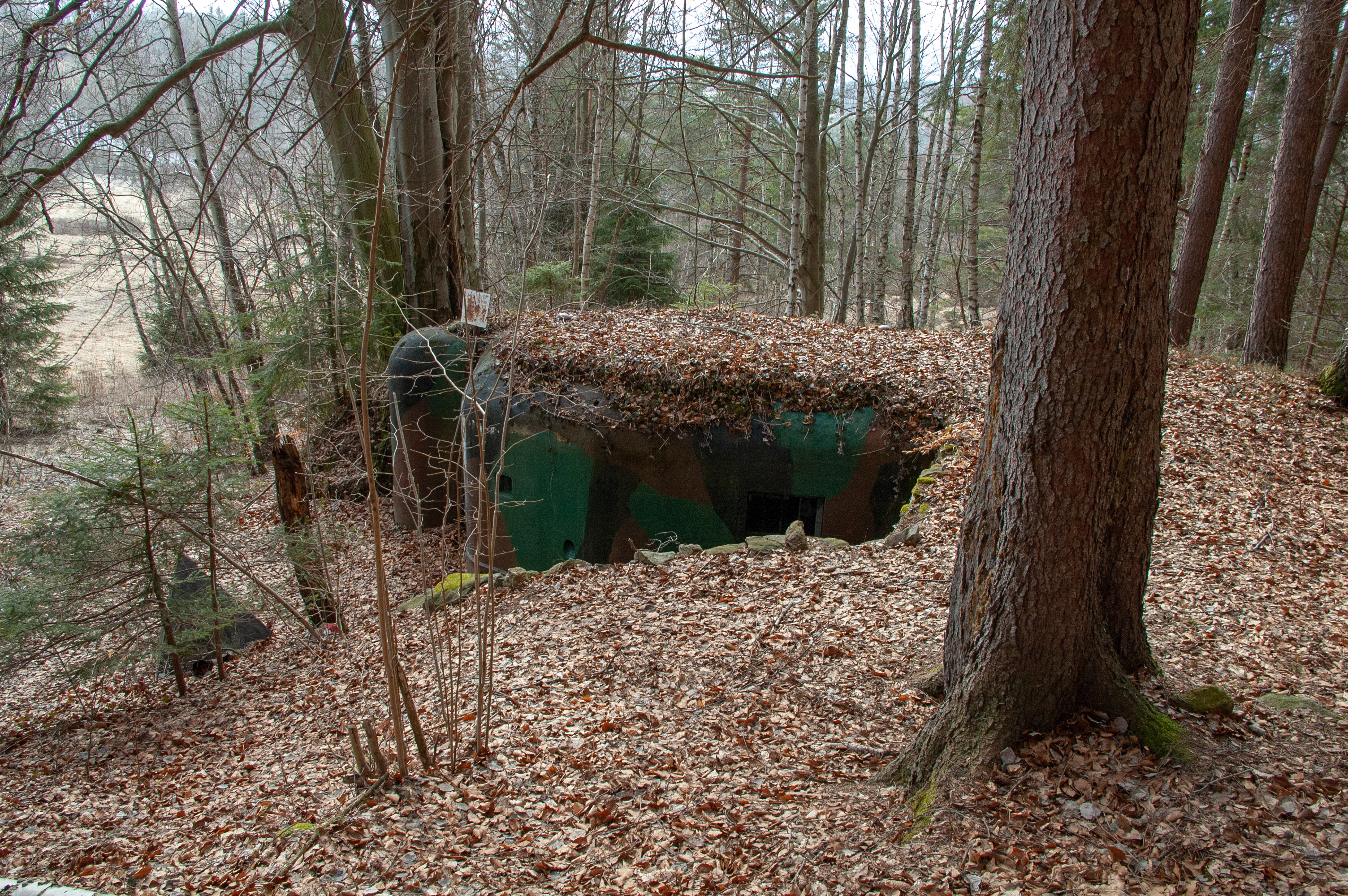
Pohled na opravený H-33/21/B2-100, pohled zezadu na zadní stěnu s dveřmi, levou střílnu a čelní stěnu
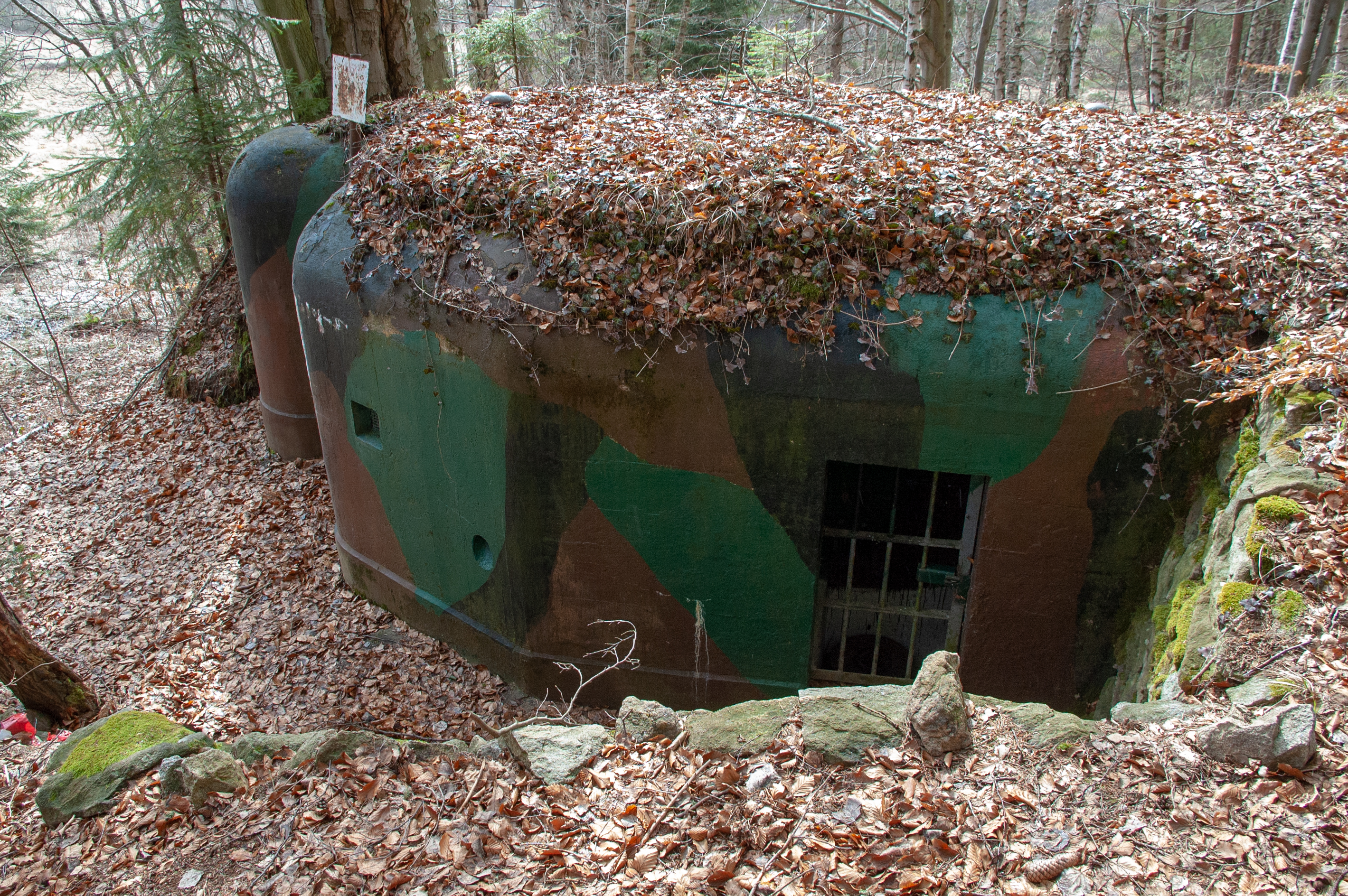
Pohled na opravený H-33/21/B2-100, pohled zezadu na zadní stěnu s dveřmi a rovnaninou a čelní stěnu
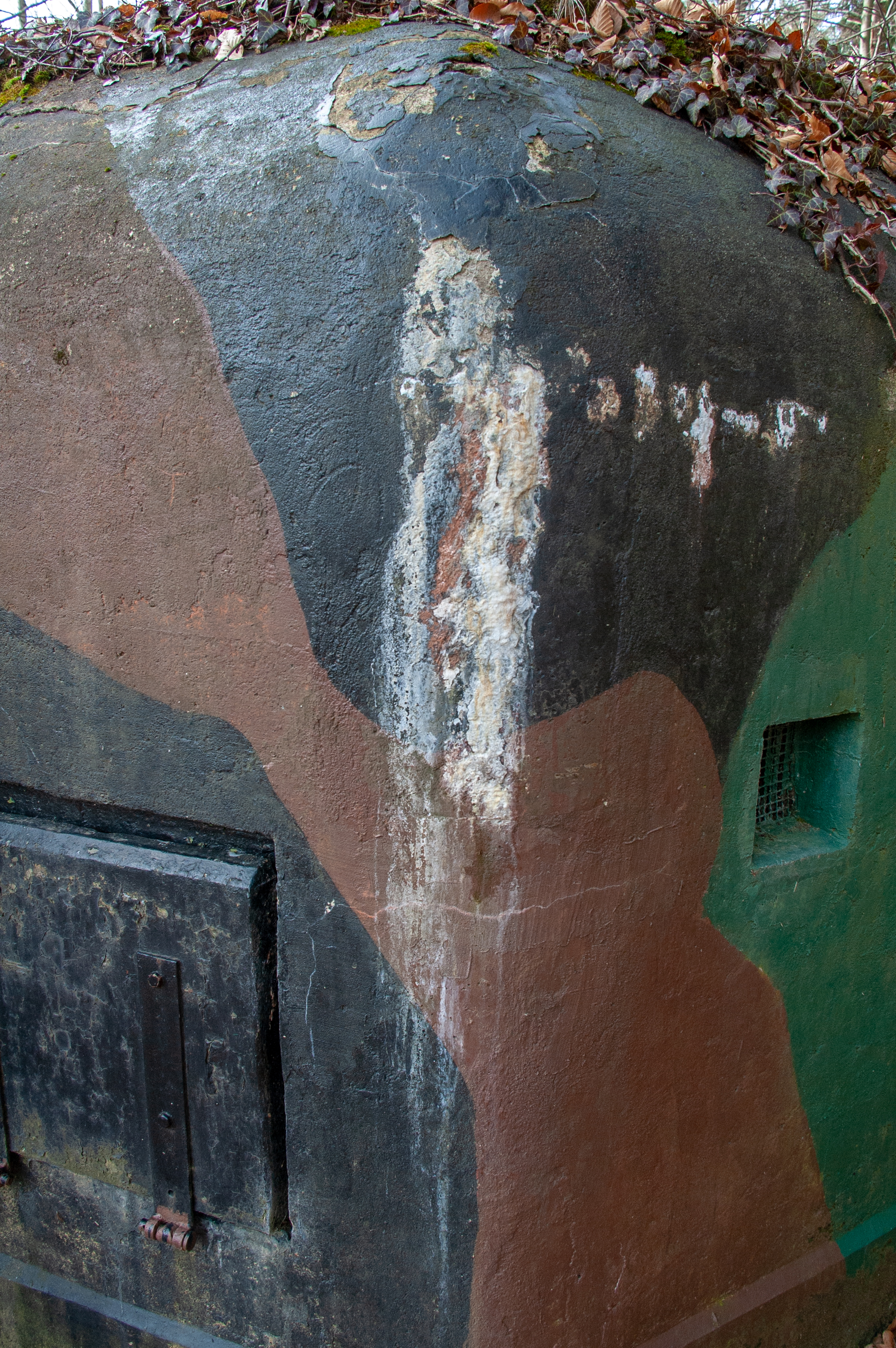
Pohled na opravený H-33/21/B2-100, pohled zleva na zadní stěnu s dveřmi a rovnaninou a čelní stěnu
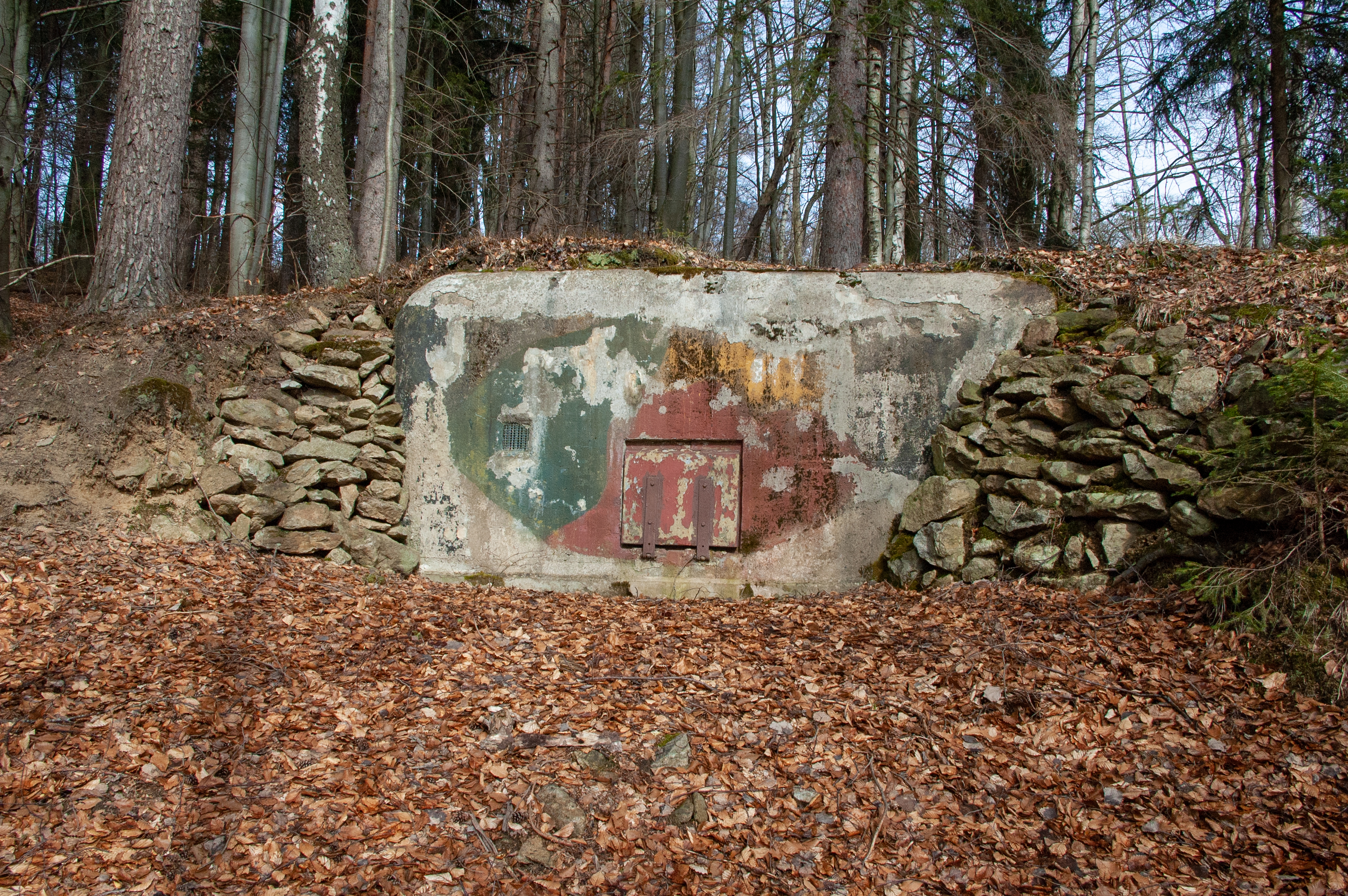
Pohled na opravený H-33/21/B2-100, pohled zprava na pravou stěnu se zakrytou střílnou a rovnaninou u čelní i zadní stěny

### Pohled na H-33/22/A-220

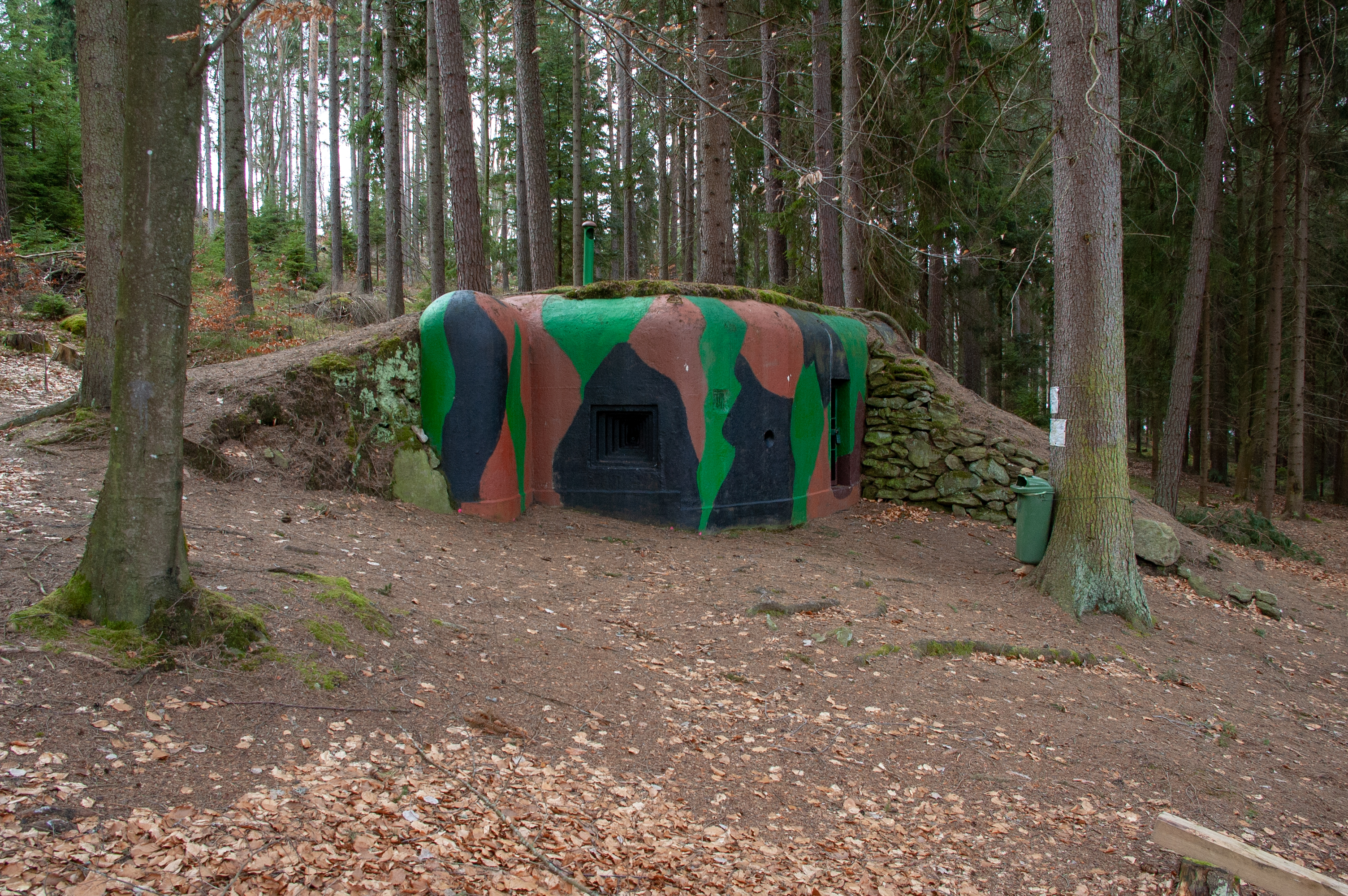
Pohled na H-33/22/A-220 – diagonálně zleva zezadu – čelní stěna s rovnaninou a záhozem, zadní stěna s dveřmi
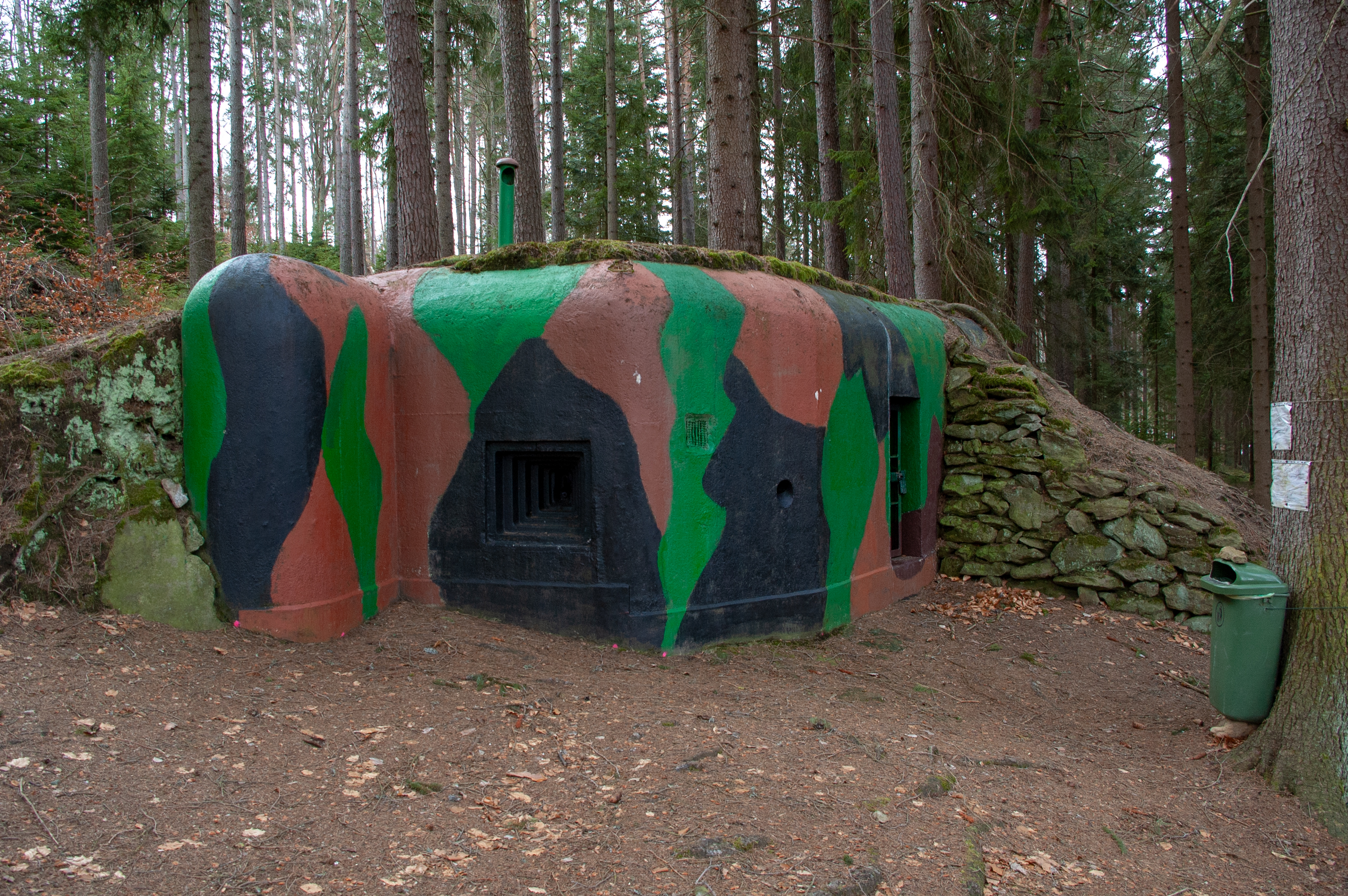
Pohled na H-33/22/A-220 – diagonálně zleva zepředu – čelní stěna s rovnaninou a záhozem, levá odkrytá střílna, zadní stěna s dveřmi, ventilační mřížka a granátový skluz
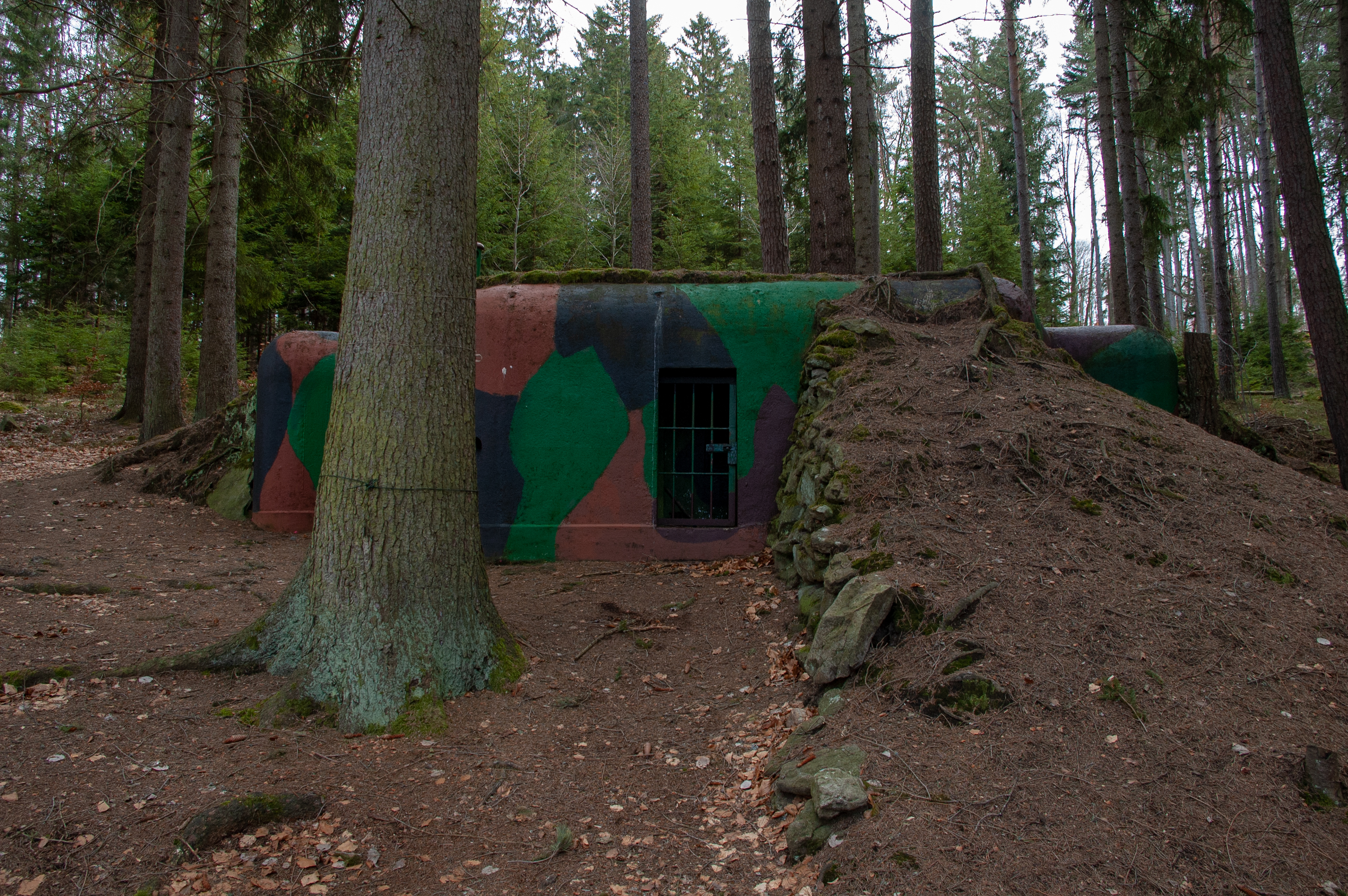
Pohled na H-33/22/A-220 zezadu, mříž dveří, vpravo rovnanina a zásyp, čelní stěna - levé a pravé ucho
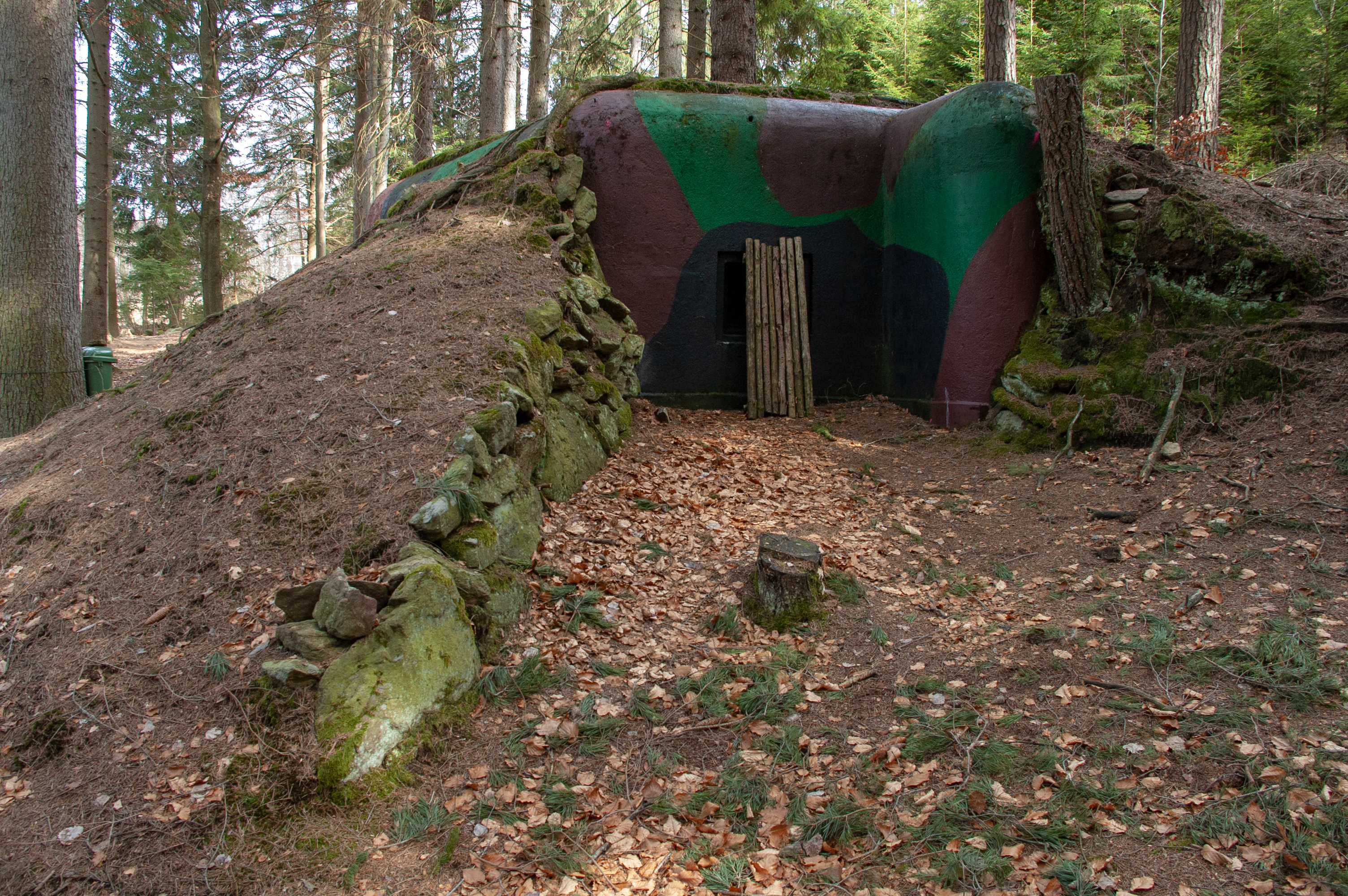
Pohled na H-33/22/A-220 zprava, vpravo rovnanina a zásyp u čelní stěny, vlevo zásyp u zadního vchodu
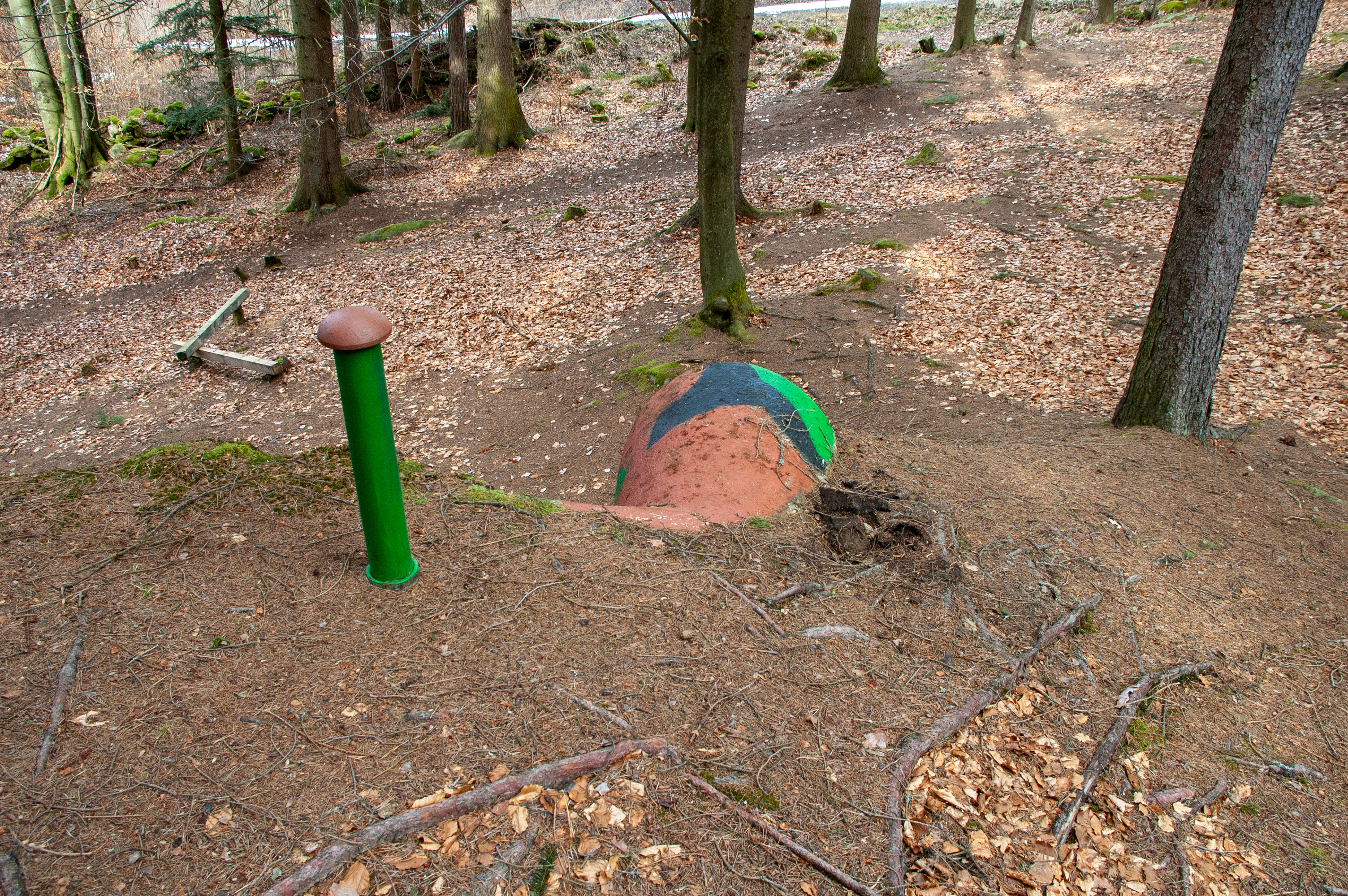
Pohled na H-33/22/A-220 ze stropu, čelní stěna ucho

### Detaily zemních úprav a rovnaniny u čelní (zadní) stěny

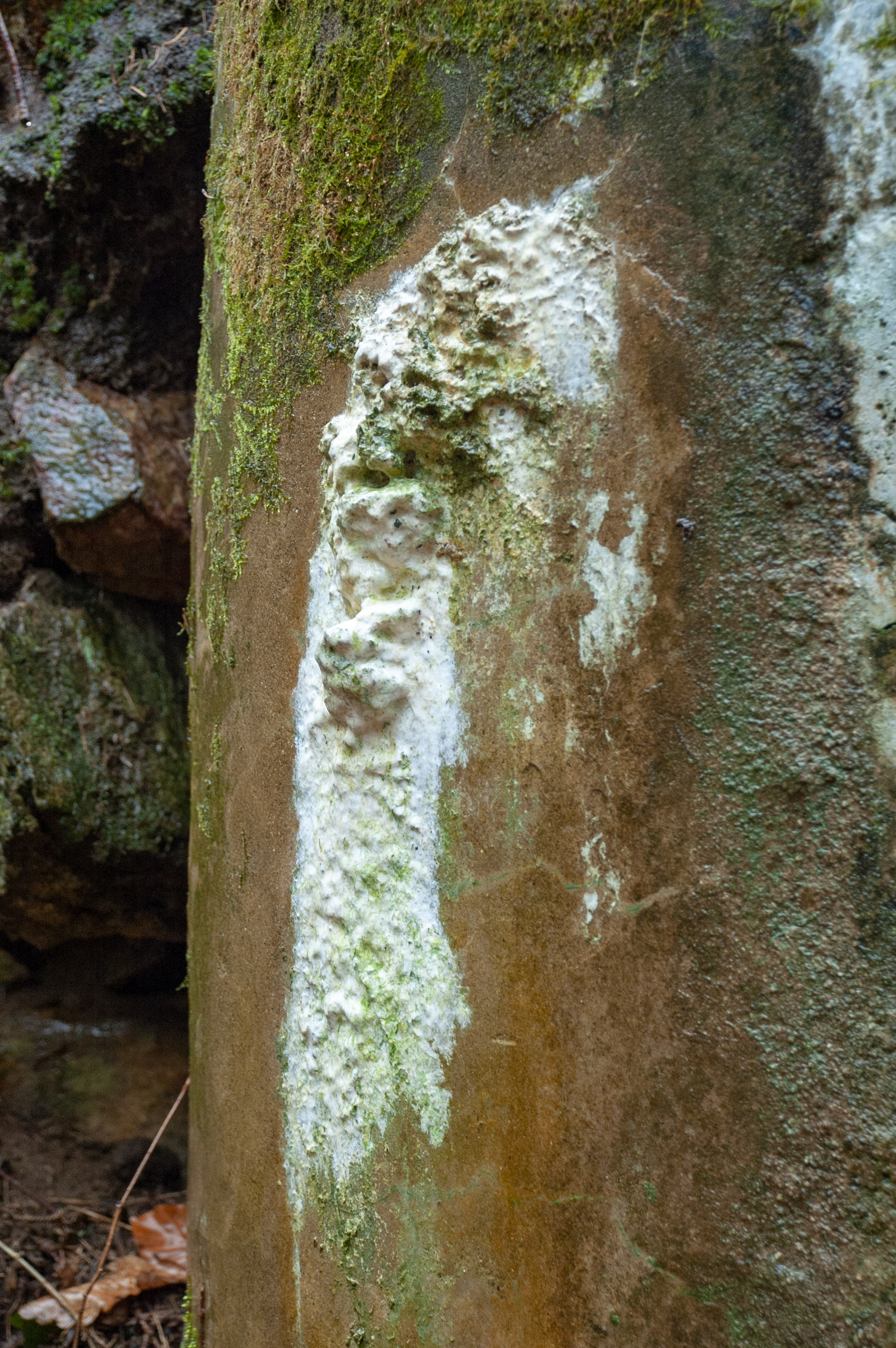
Pohled na detaily eroze čelní stěny H-33/13/D2 a rovnaninu
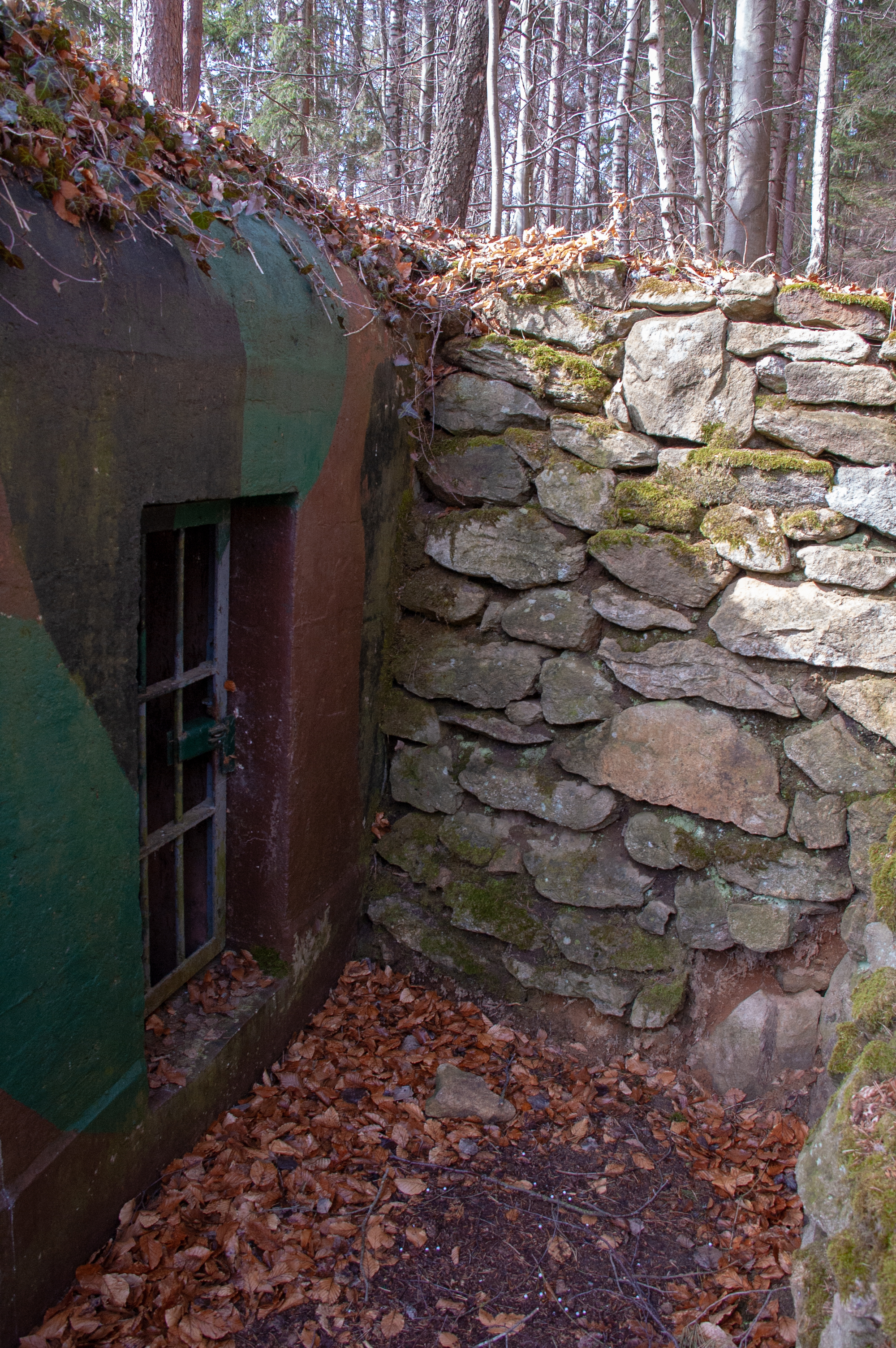
Pohled na detaily opraveného H-33/21/B2-100 – zadní stěna s dveřmi a rovnaninou
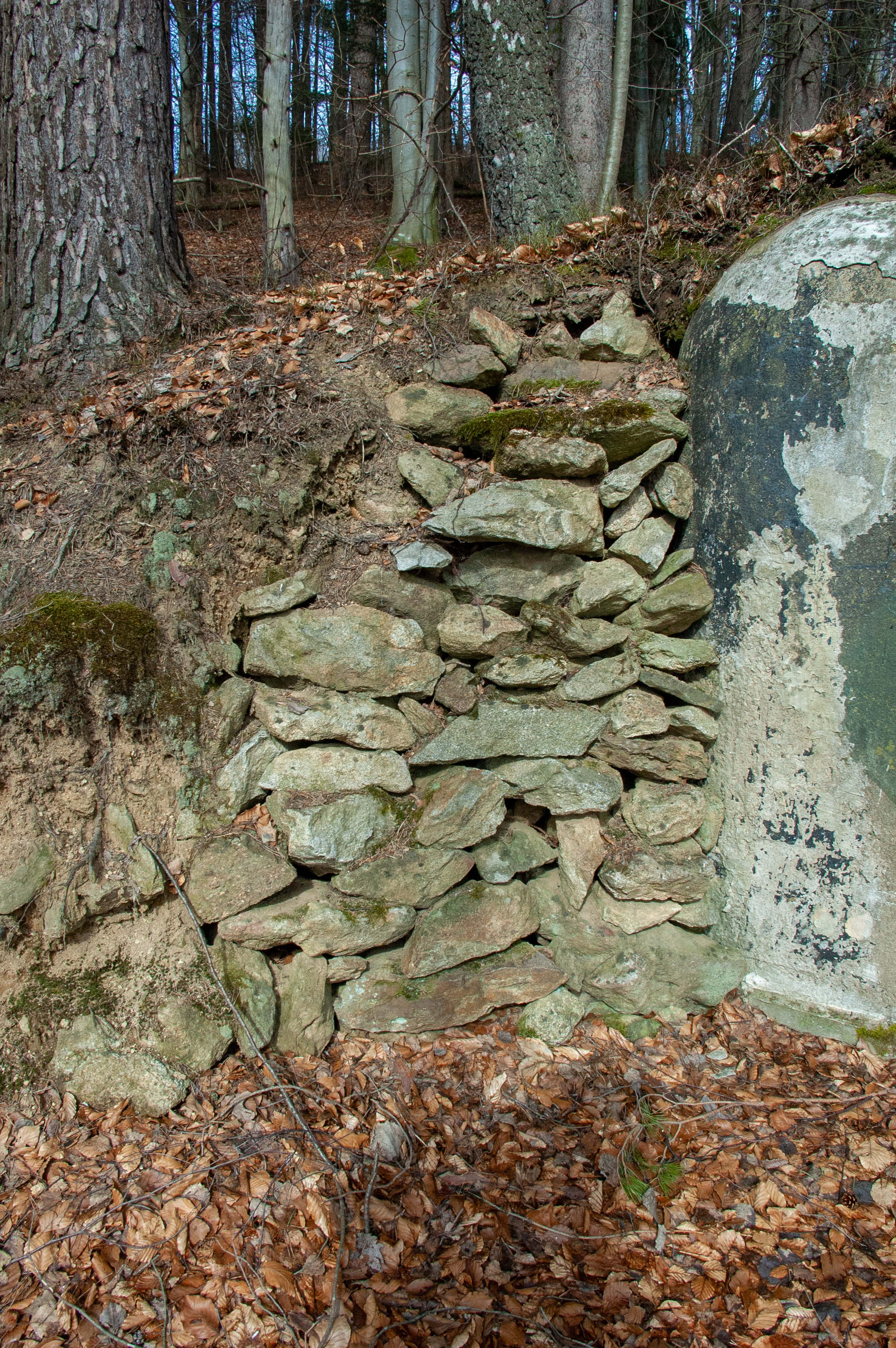
Pohled na detail opraveného H-33/21/B2-100 – pohled zprava na čelní stěnu s rovnaninou
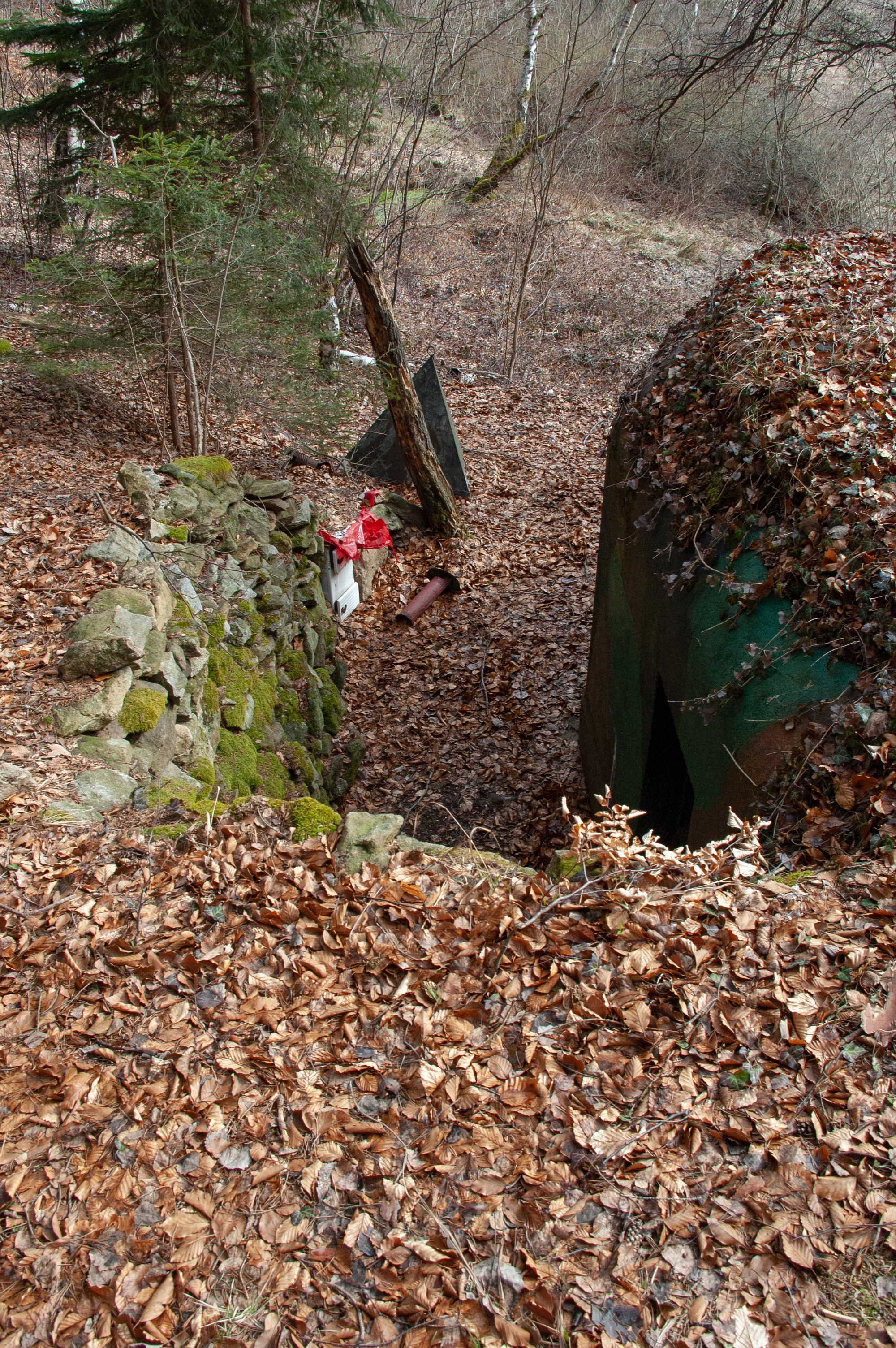
Pohled na detail opraveného H-33/21/B2-100 – pohled shora z rovnaniny u zadního vchodu
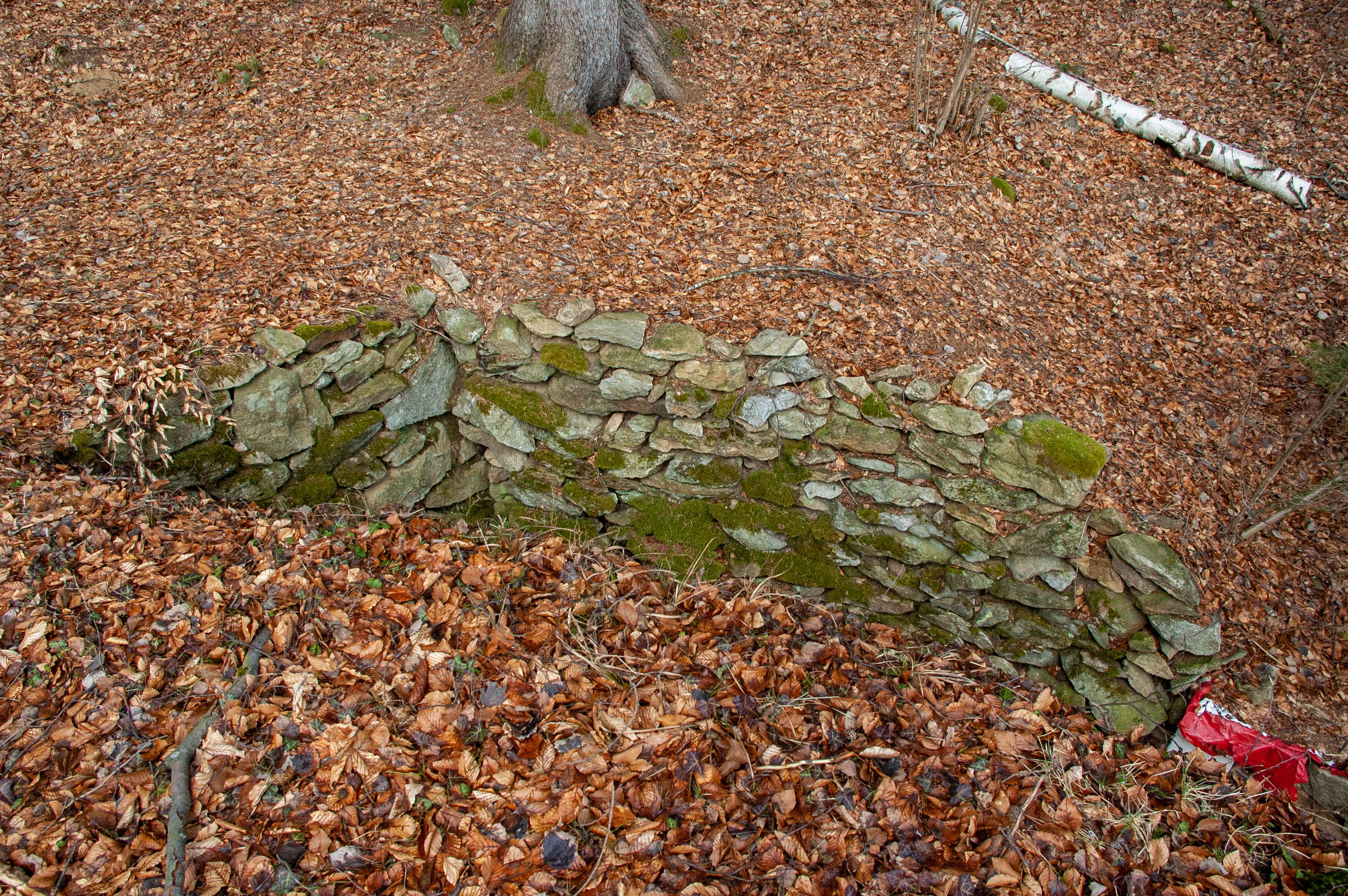
Detail rovnaniny
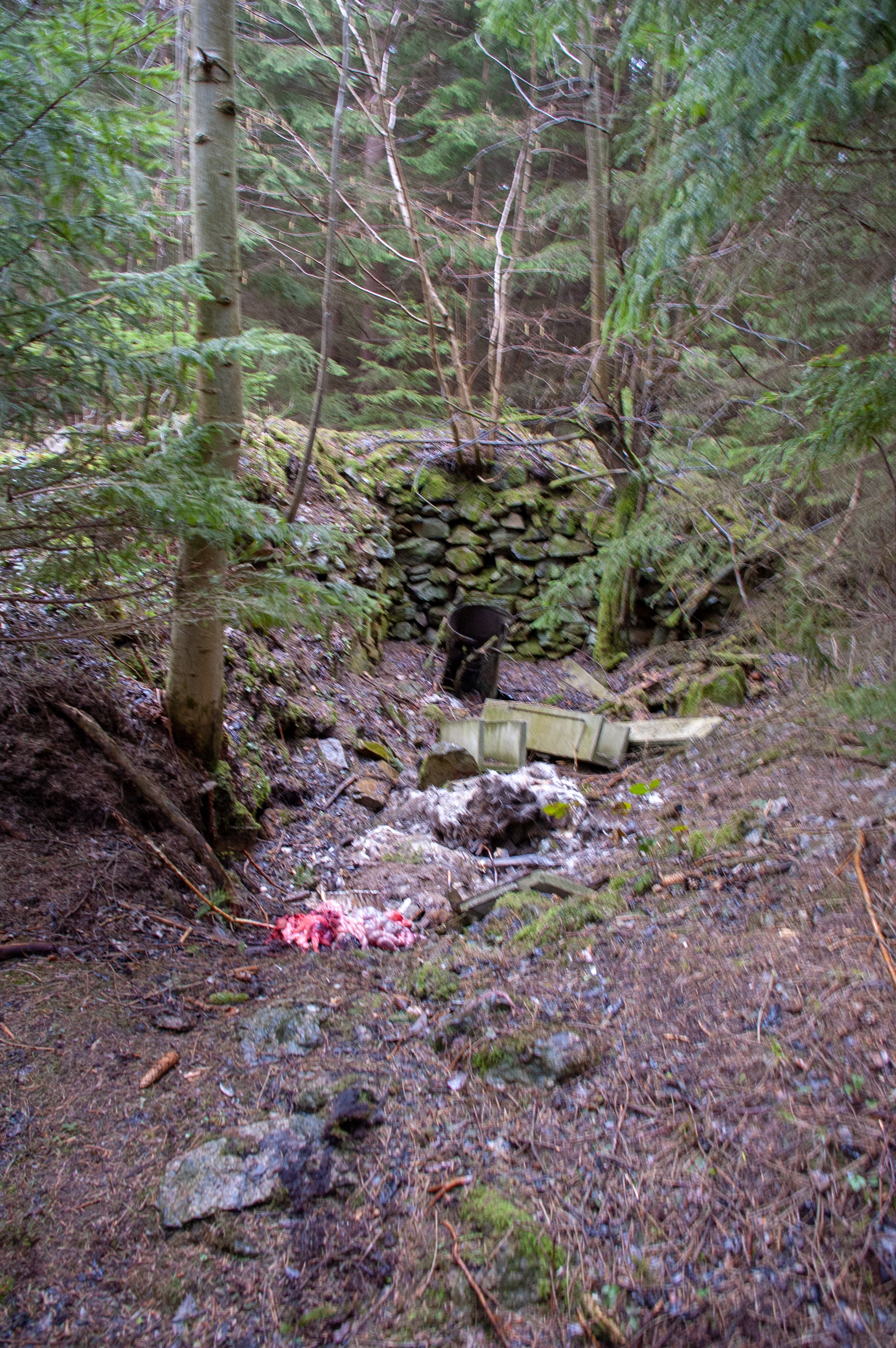
Pohled na původní stanoviště H-33/7/D2 – rovnanina

### Detaily vchodů

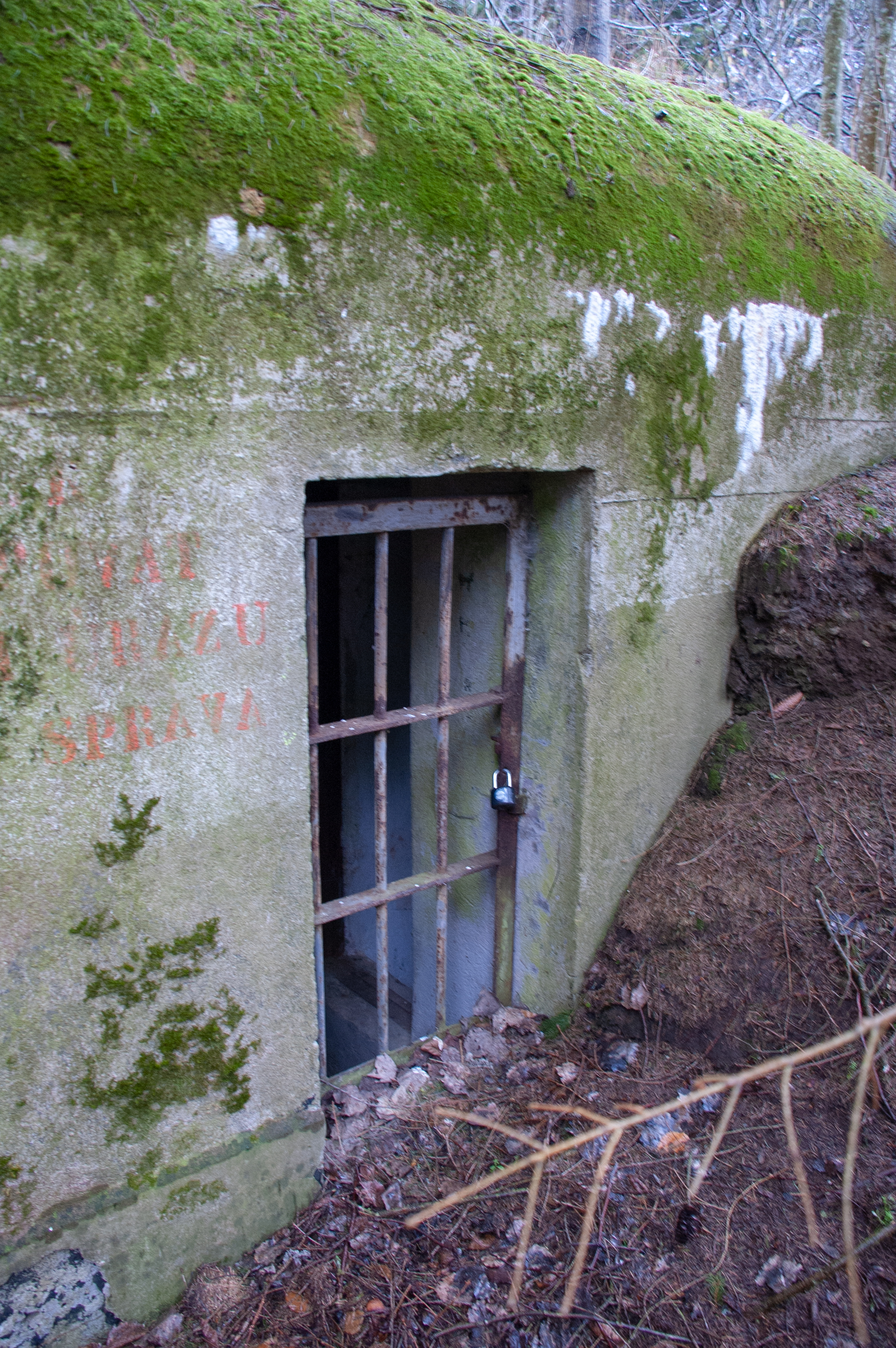
Detail H-33/12/A-140 – zadní stěna – mříže na dveřích a část záhozu z doby reaktivace
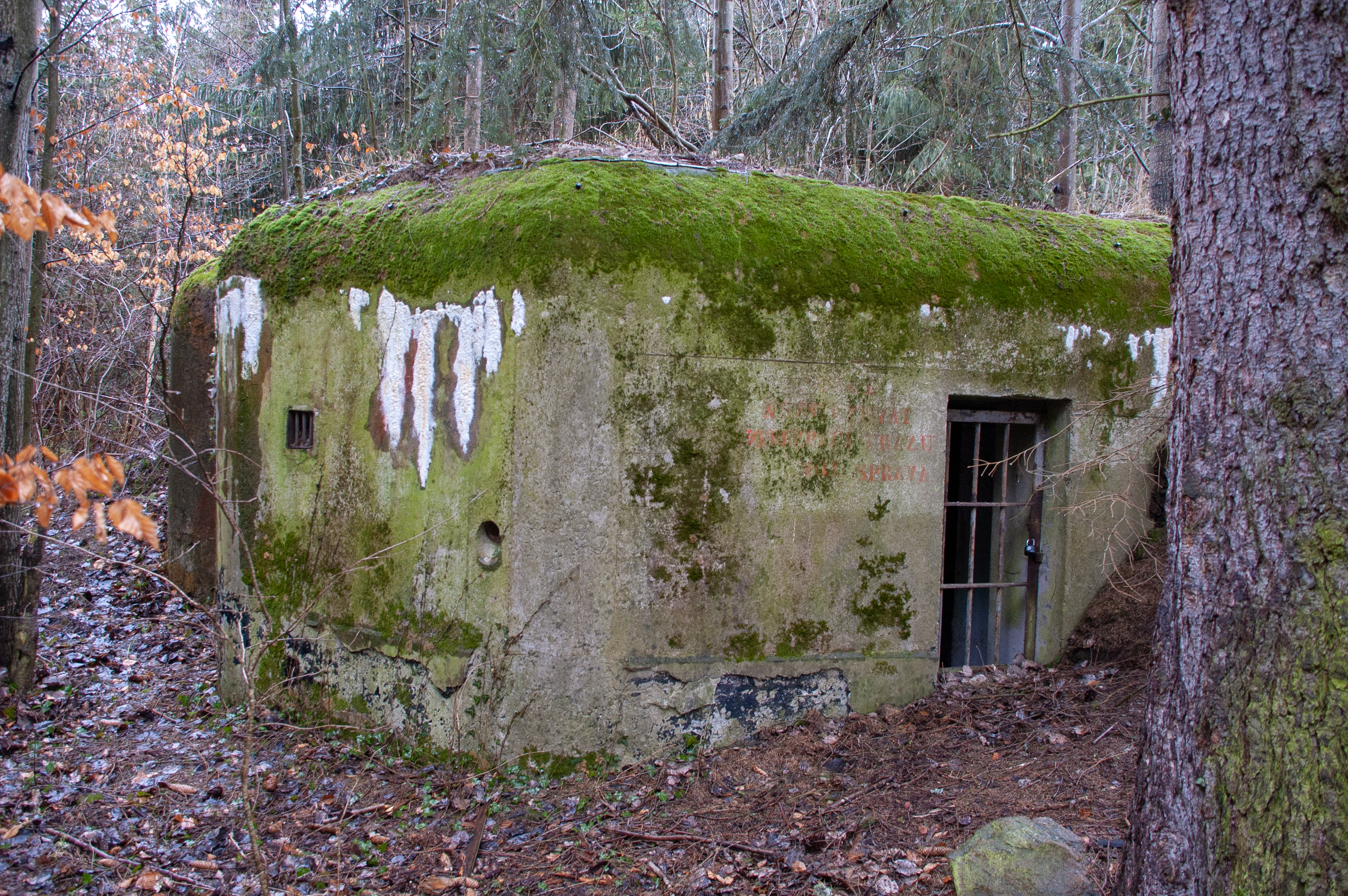
Detail H-33/12/A-140 – zadní stěna – mříže na dveřích
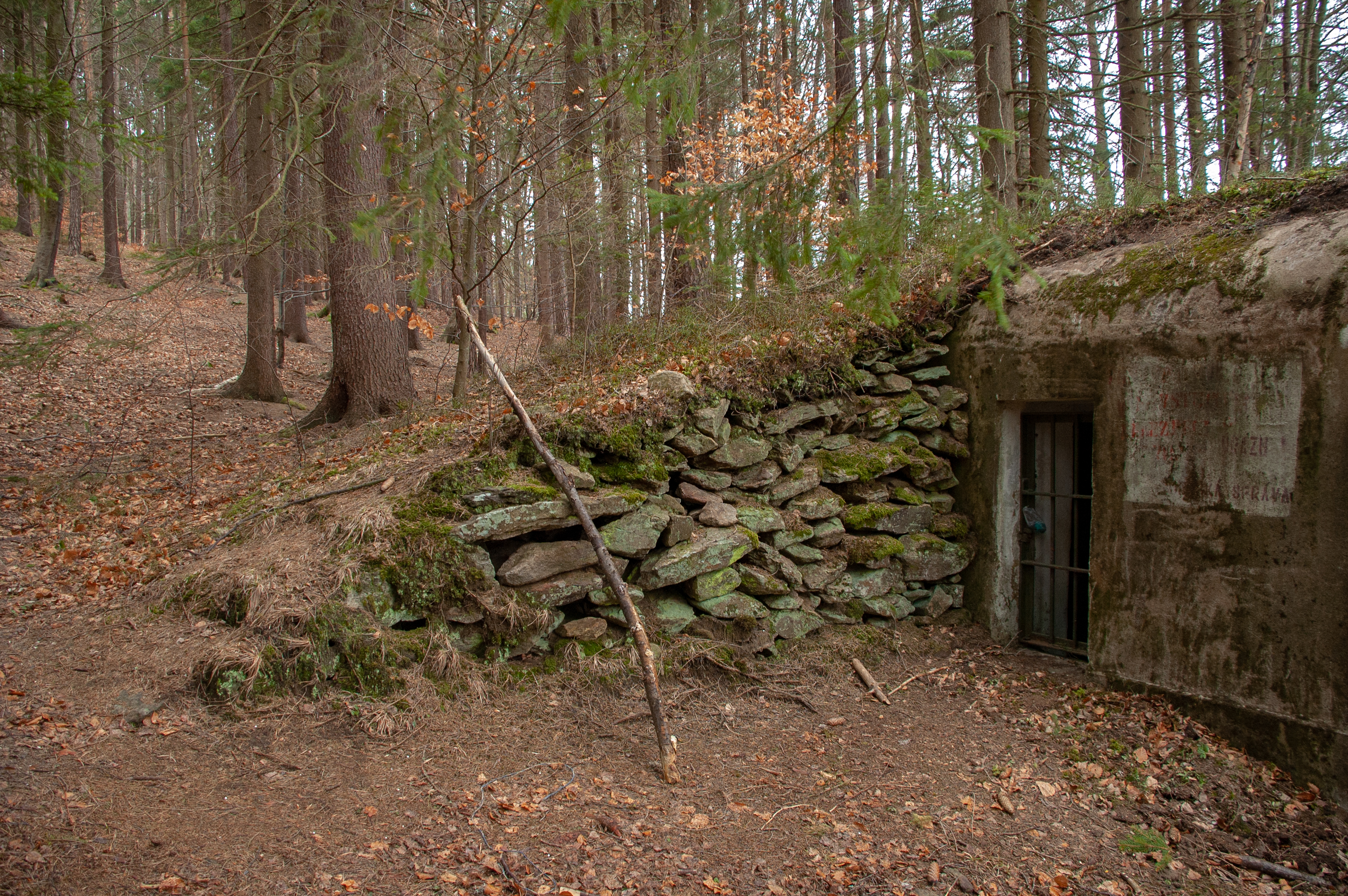
Pohled na H-33/15/B1-100 – pohled zezadu – vchodové dveře s rovnaninou
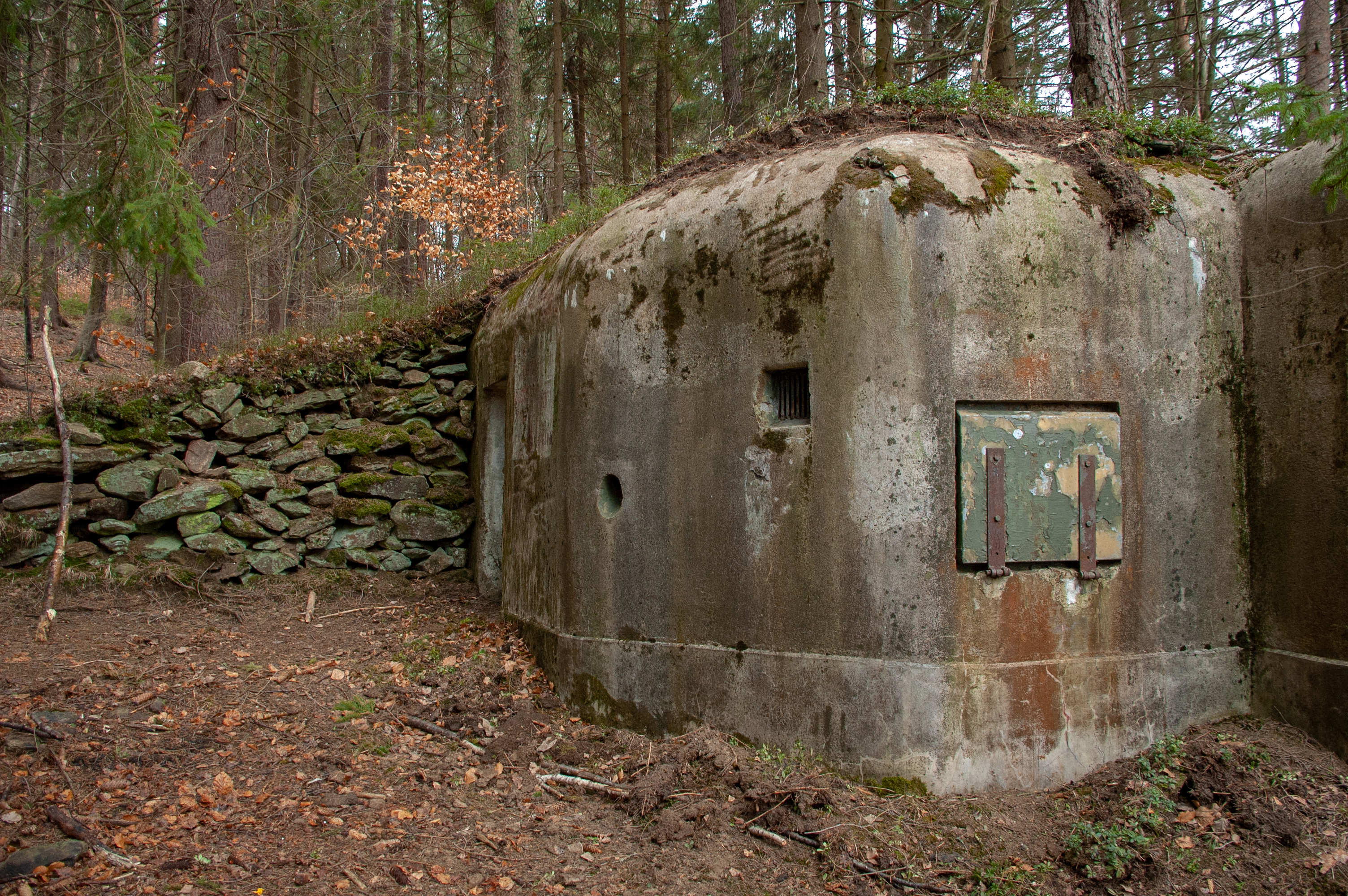
Pohled na H-33/15/B1-100 – pohled zezadu – vchodové dveře s rovnaninou
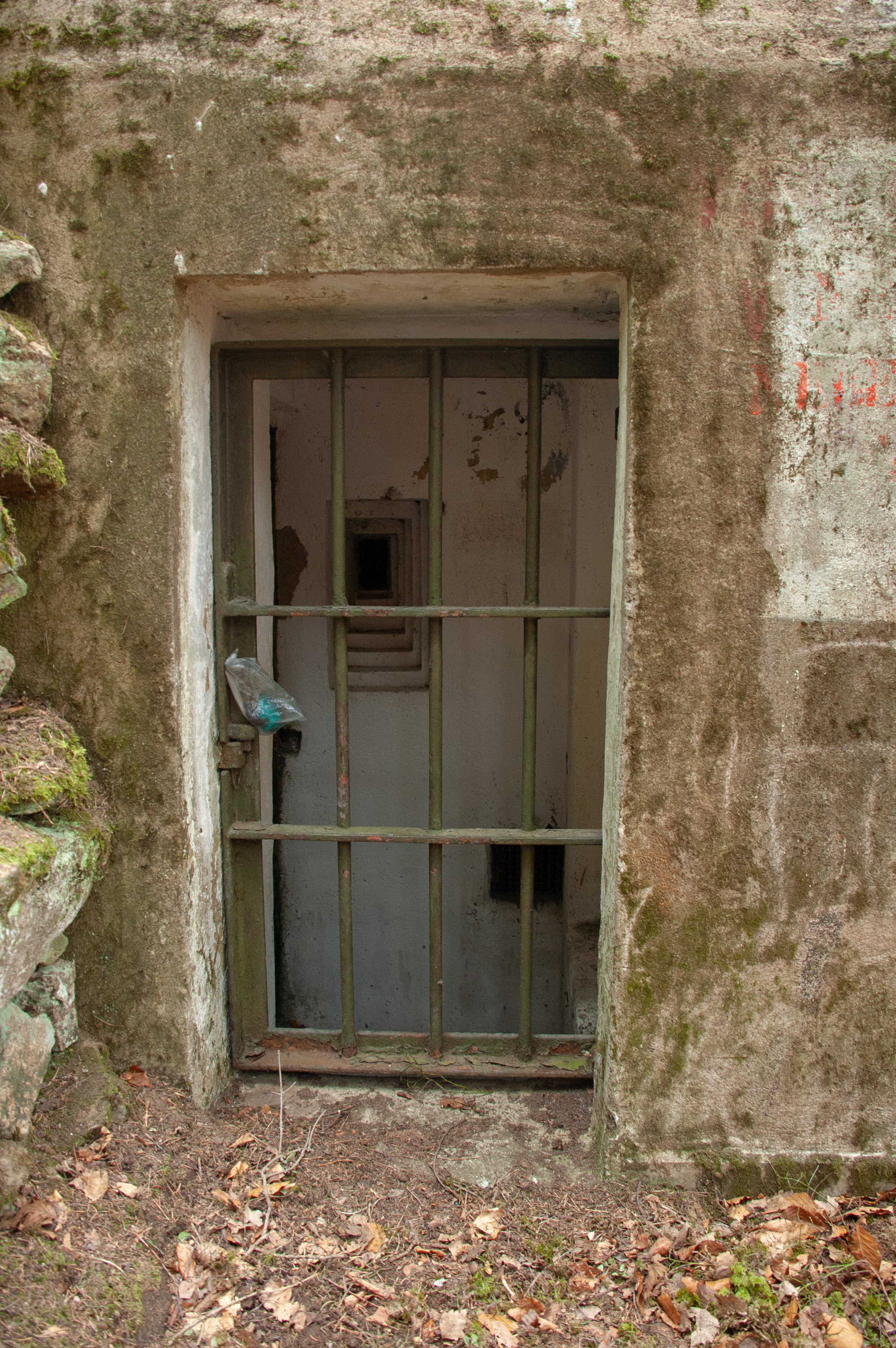
Pohled na H-33/15/B1-100 – mříž vchodu detail

### Detaily střílen zvenčí

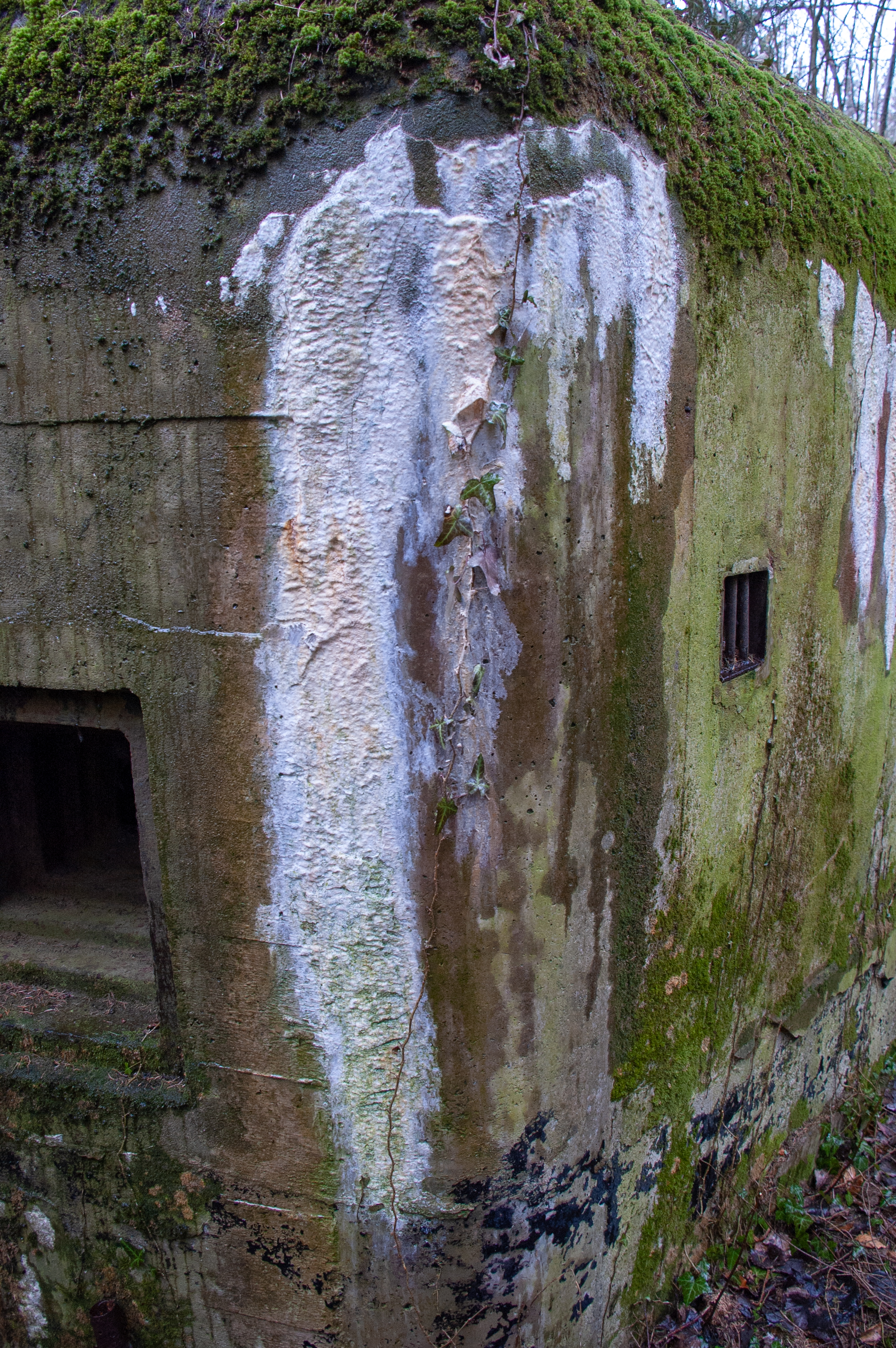
Detail H-33/12/A-140 – roh a střílna – eroze materiálu
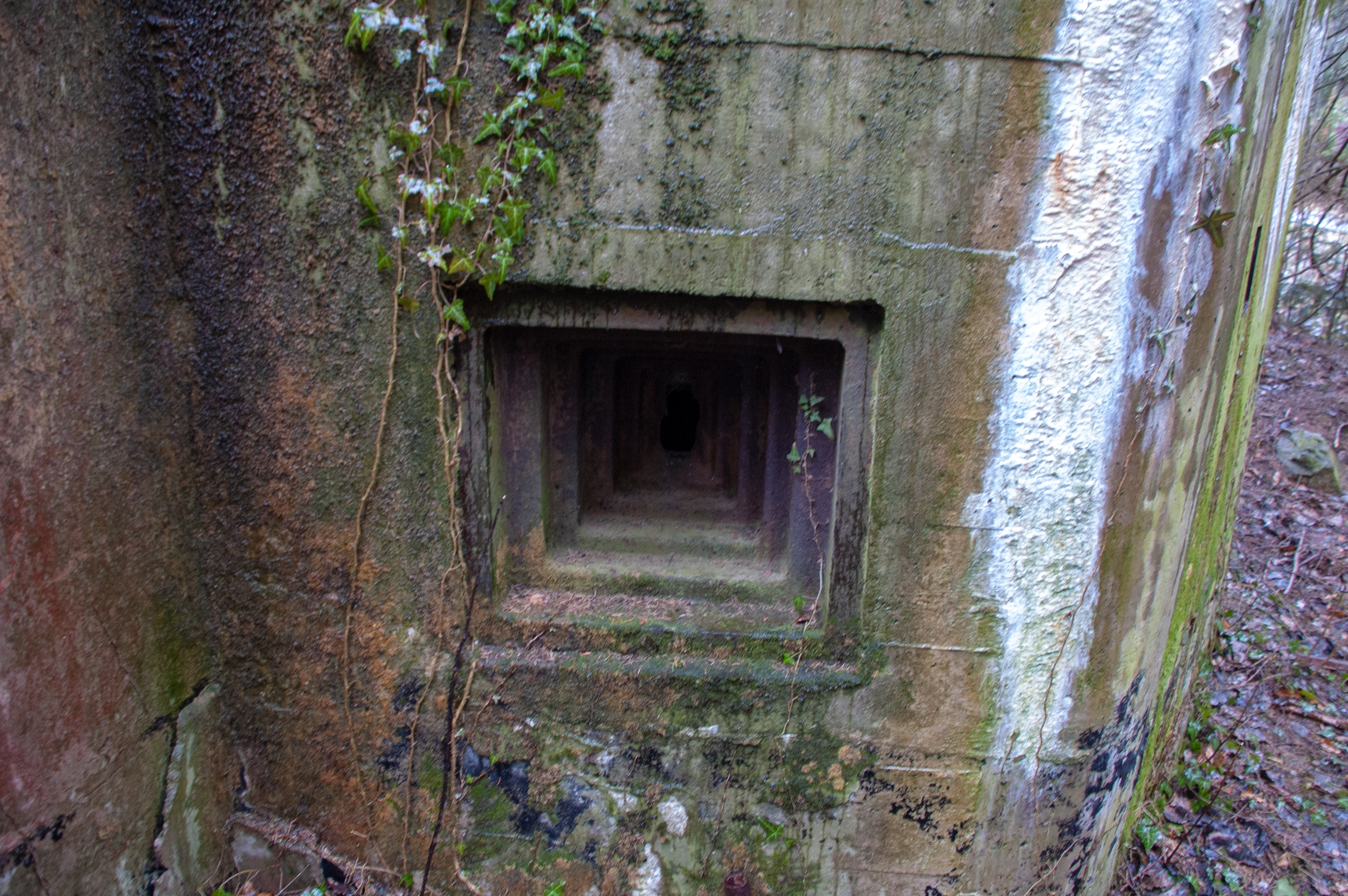
Detail H-33/12/A-140 – střílna a čelní stěna
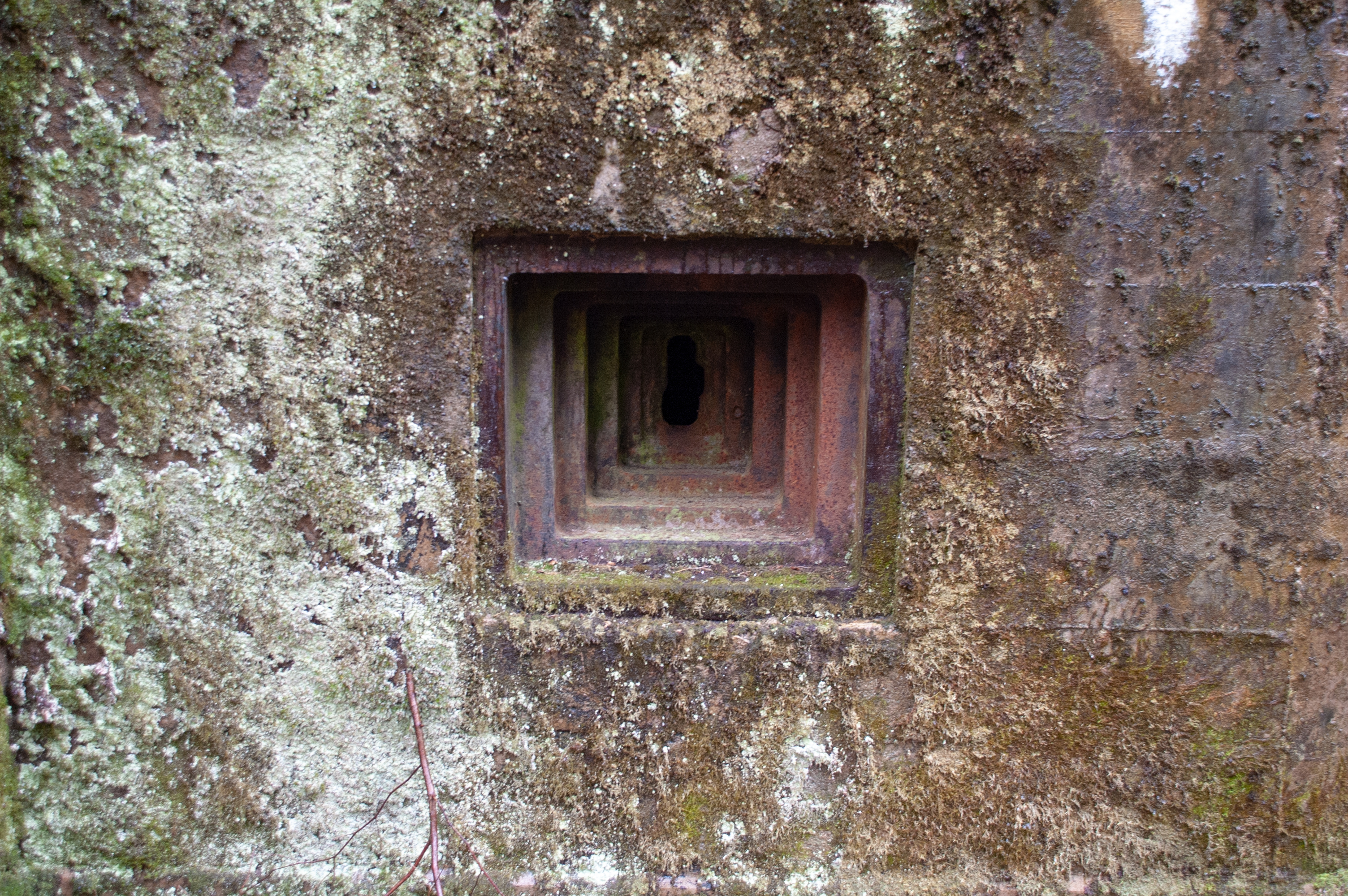
Pohledy na detail střílny H-33/13/D2
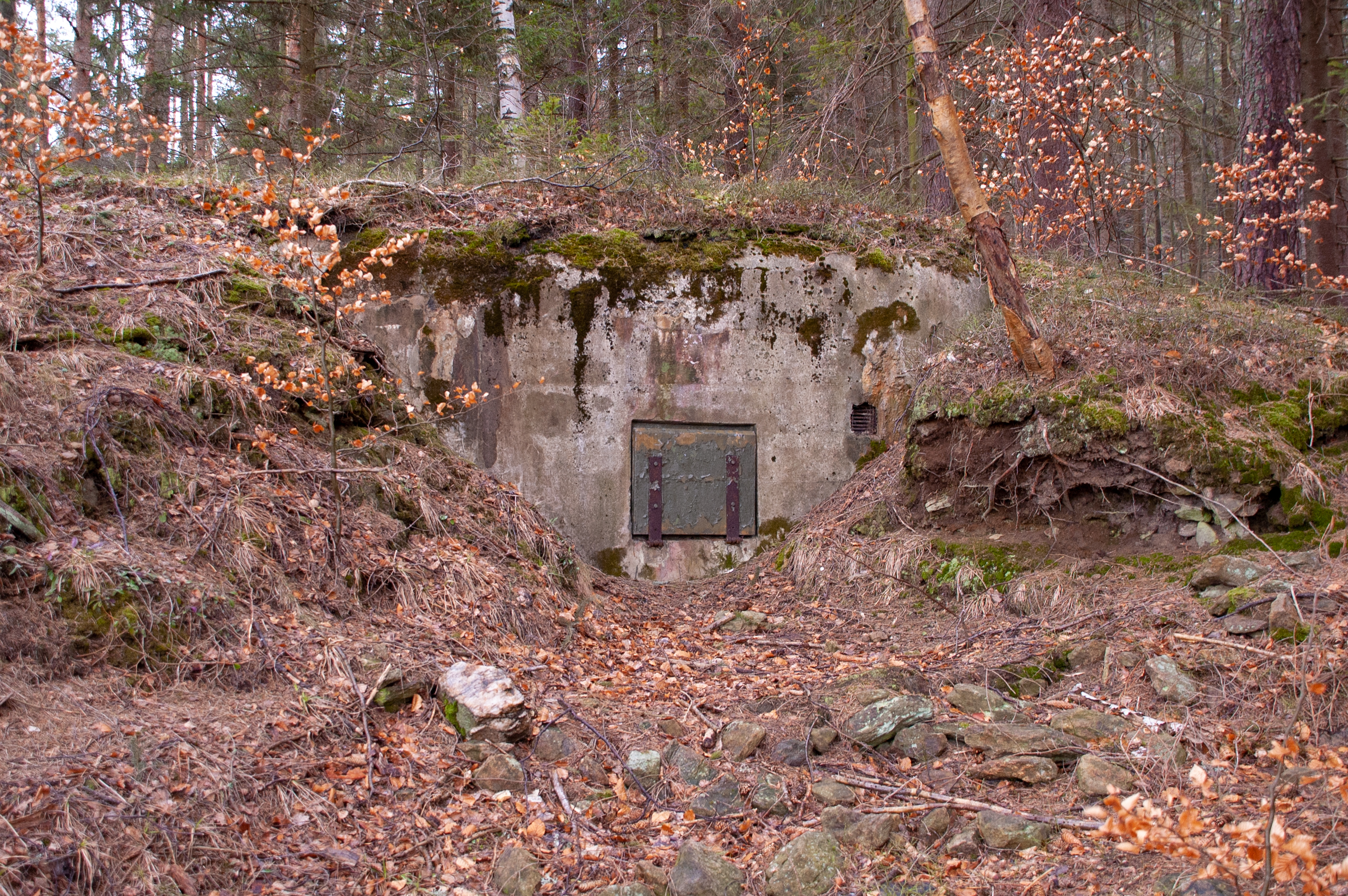
Pohled na H-33/15/B1-100 – detail zakrytá střílna
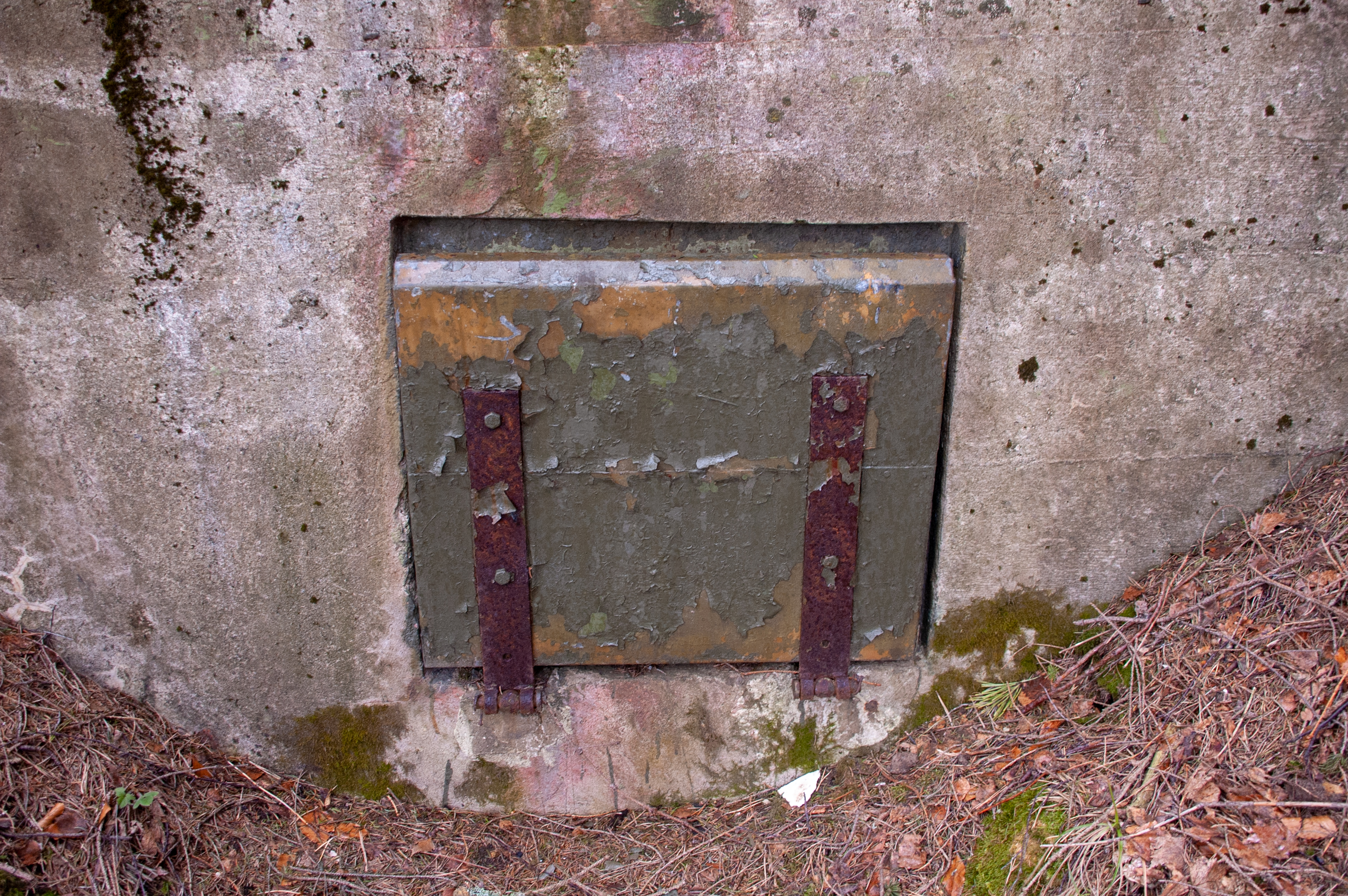
Pohled na H-33/15/B1-100 – detail zakrytá střílna
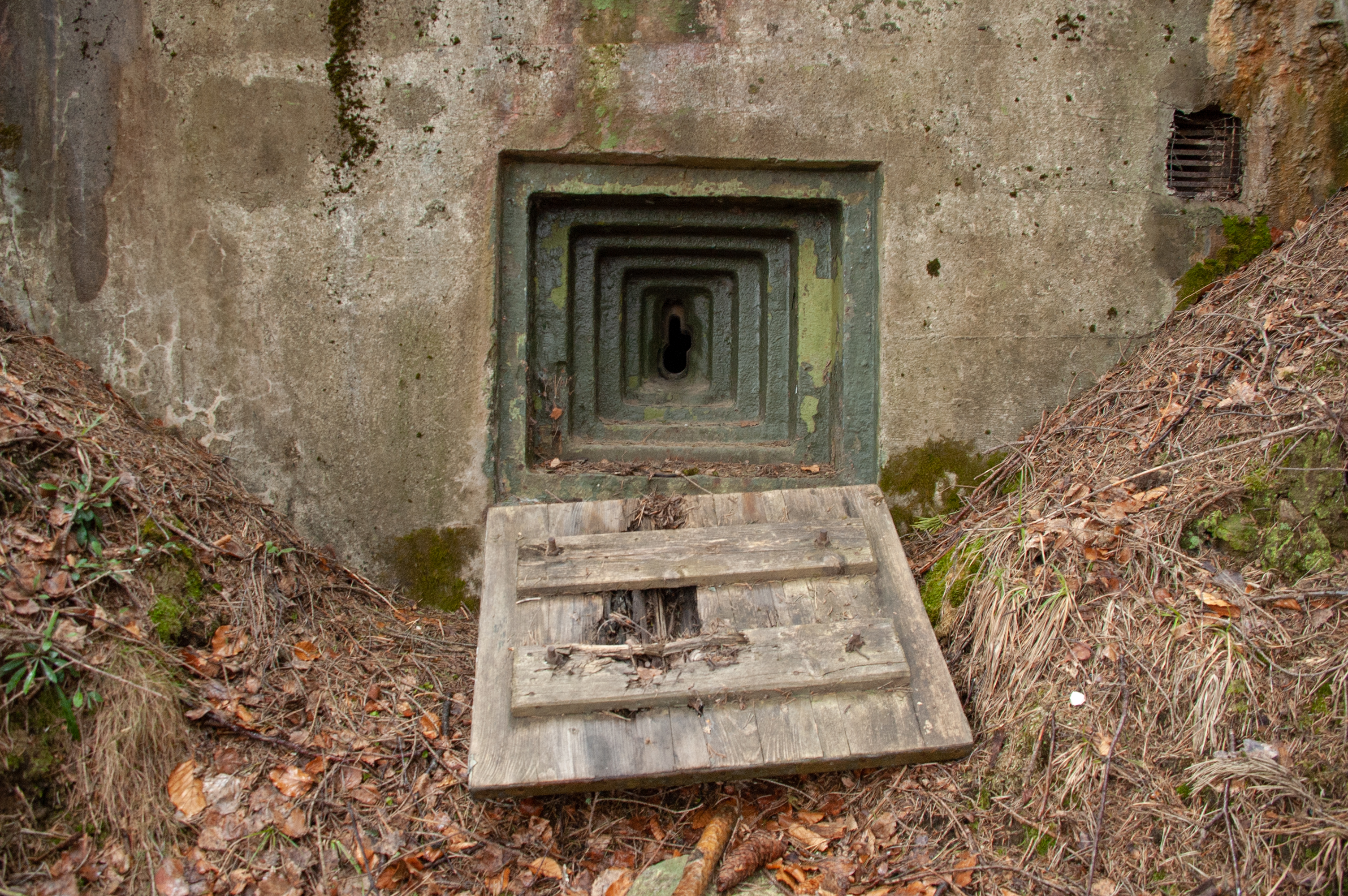
Pohled na H-33/15/B1-100 – detail odkrytá střílna
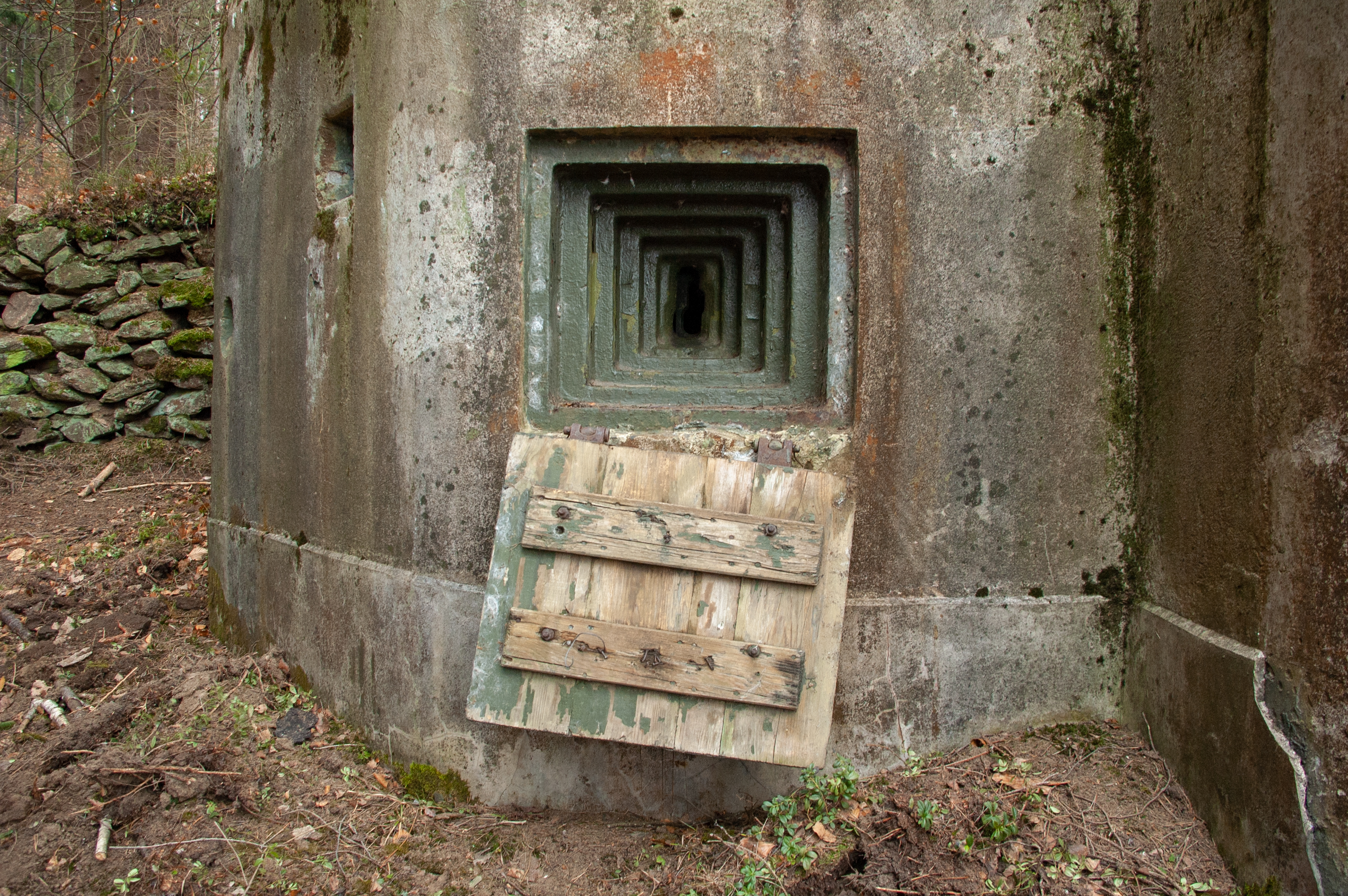
Pohled na H-33/15/B1-100 – detail odkrytá pravá střílna a čelní stěna ("ucho")
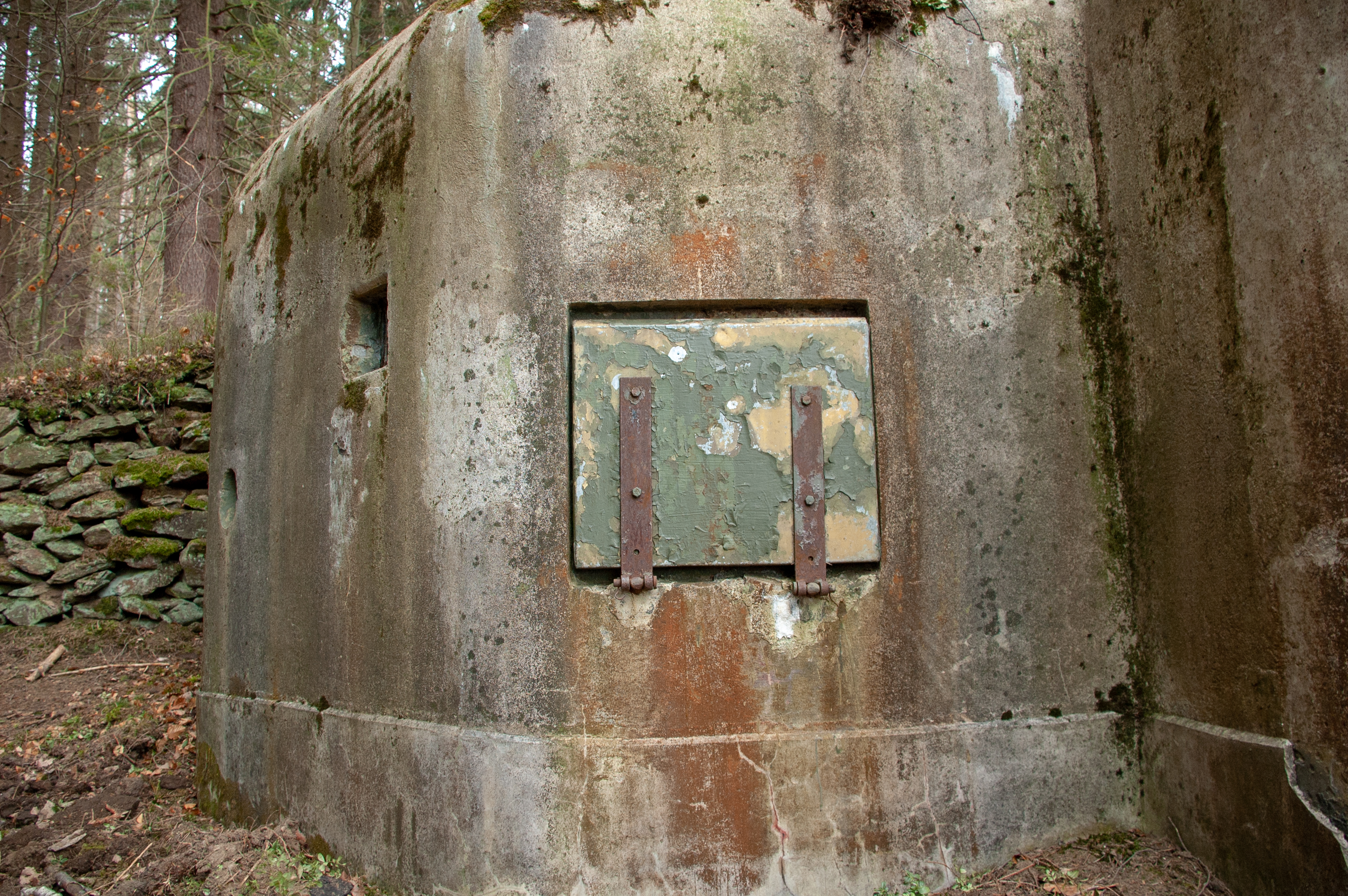
Pohled na H-33/15/B1-100 – detail zakrytá pravá střílna a čelní stěna ("ucho")

### Detaily střílen objektů reaktivovaných po roce 1948 z interiéru

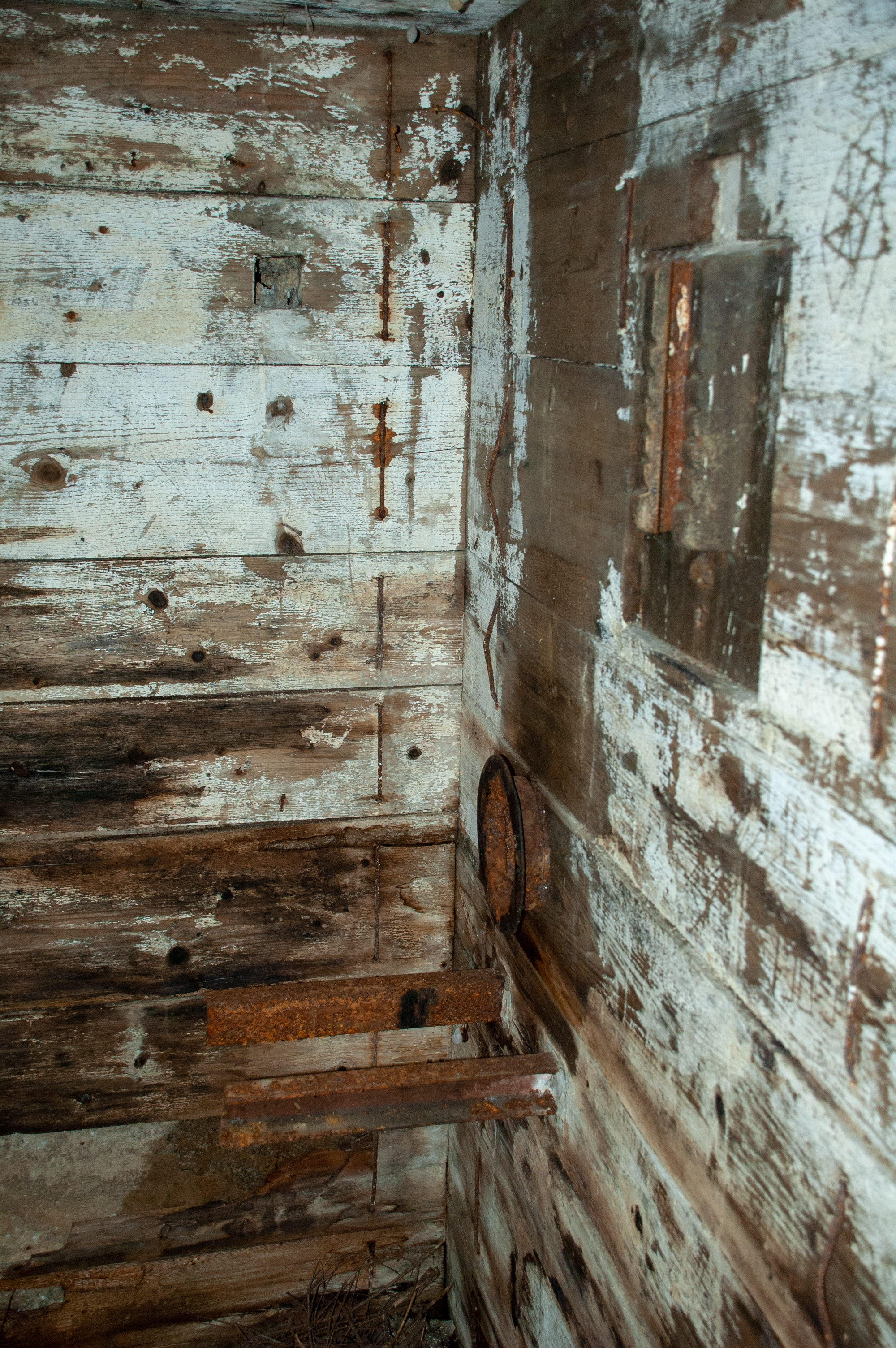
Pohled do interiéru H-33/13/D2, střílnu a výdřevu
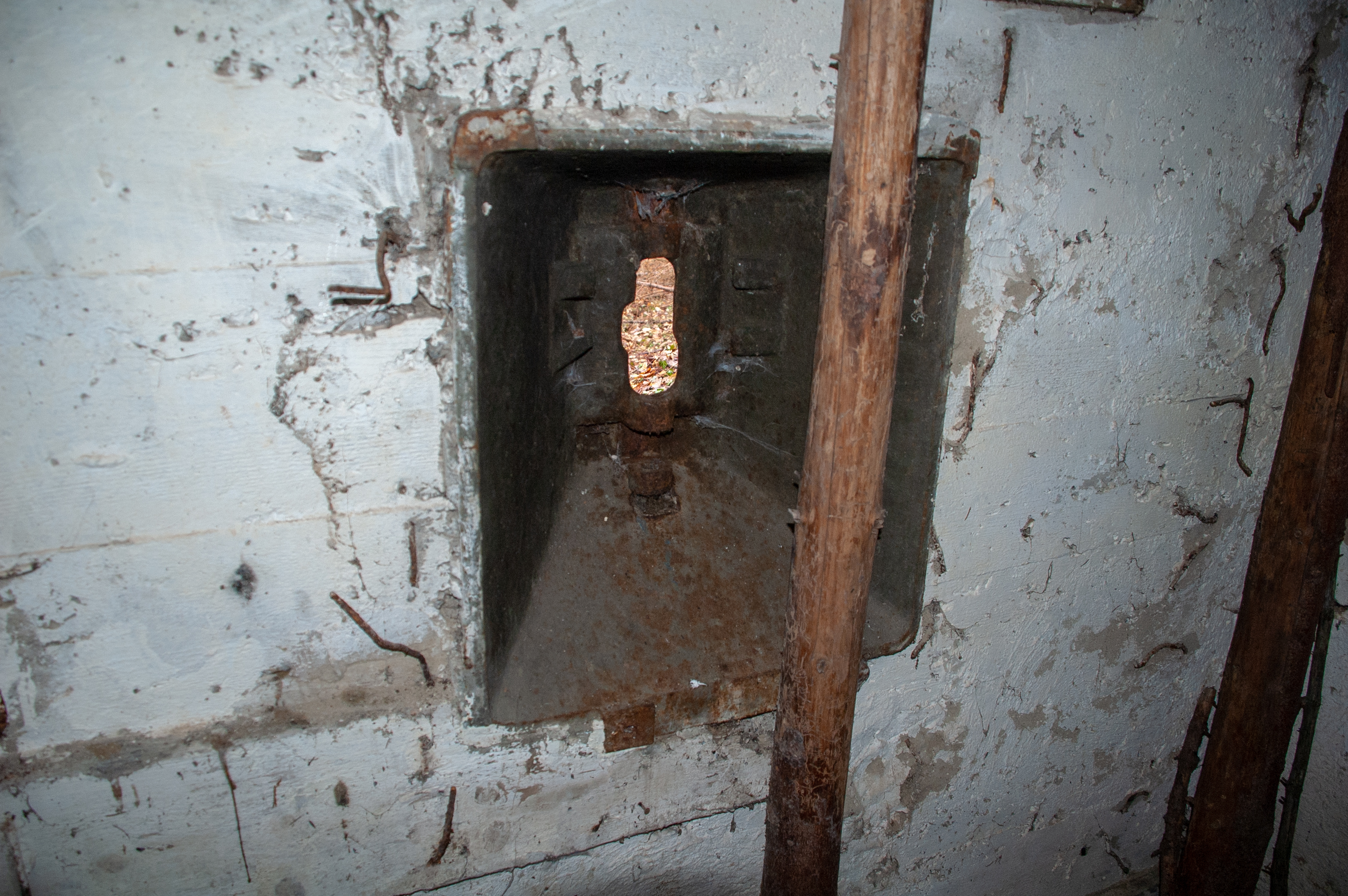
Pohled do interiéru H-33/13/D2 – střílna
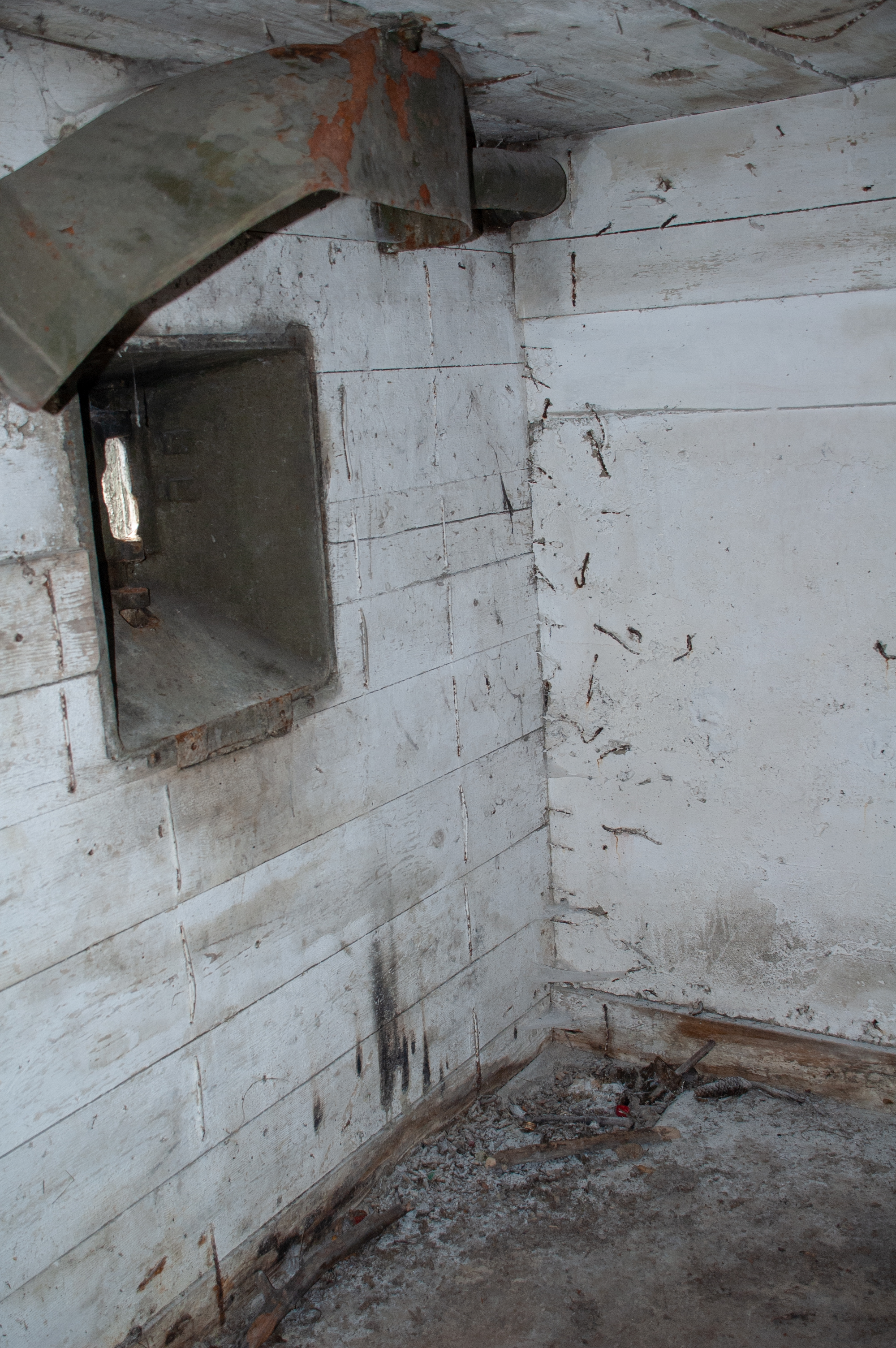
Pohled na střílnu z interiéru H-33/19/E
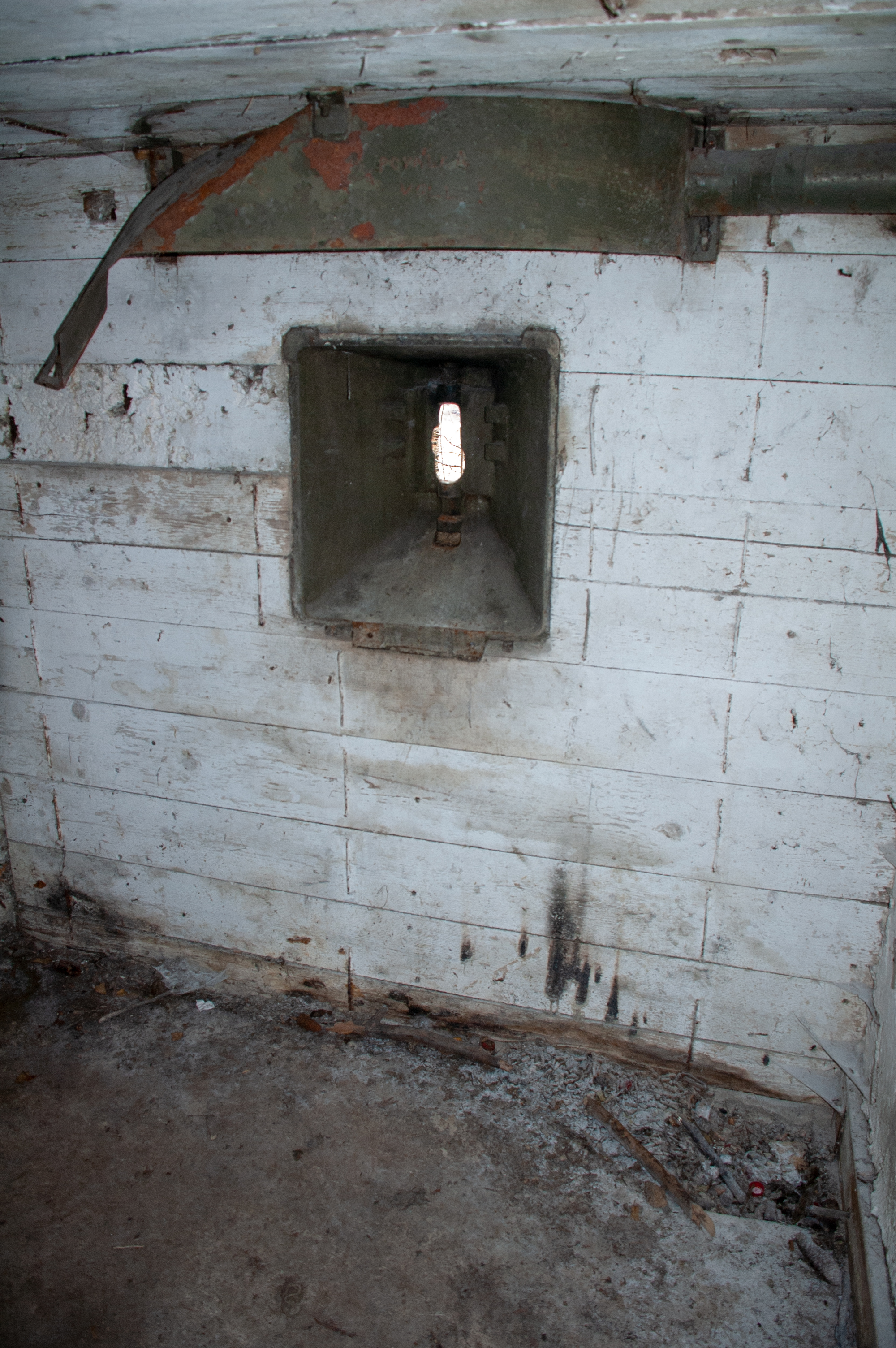
Pohled na střílnu z interiéru H-33/19/E
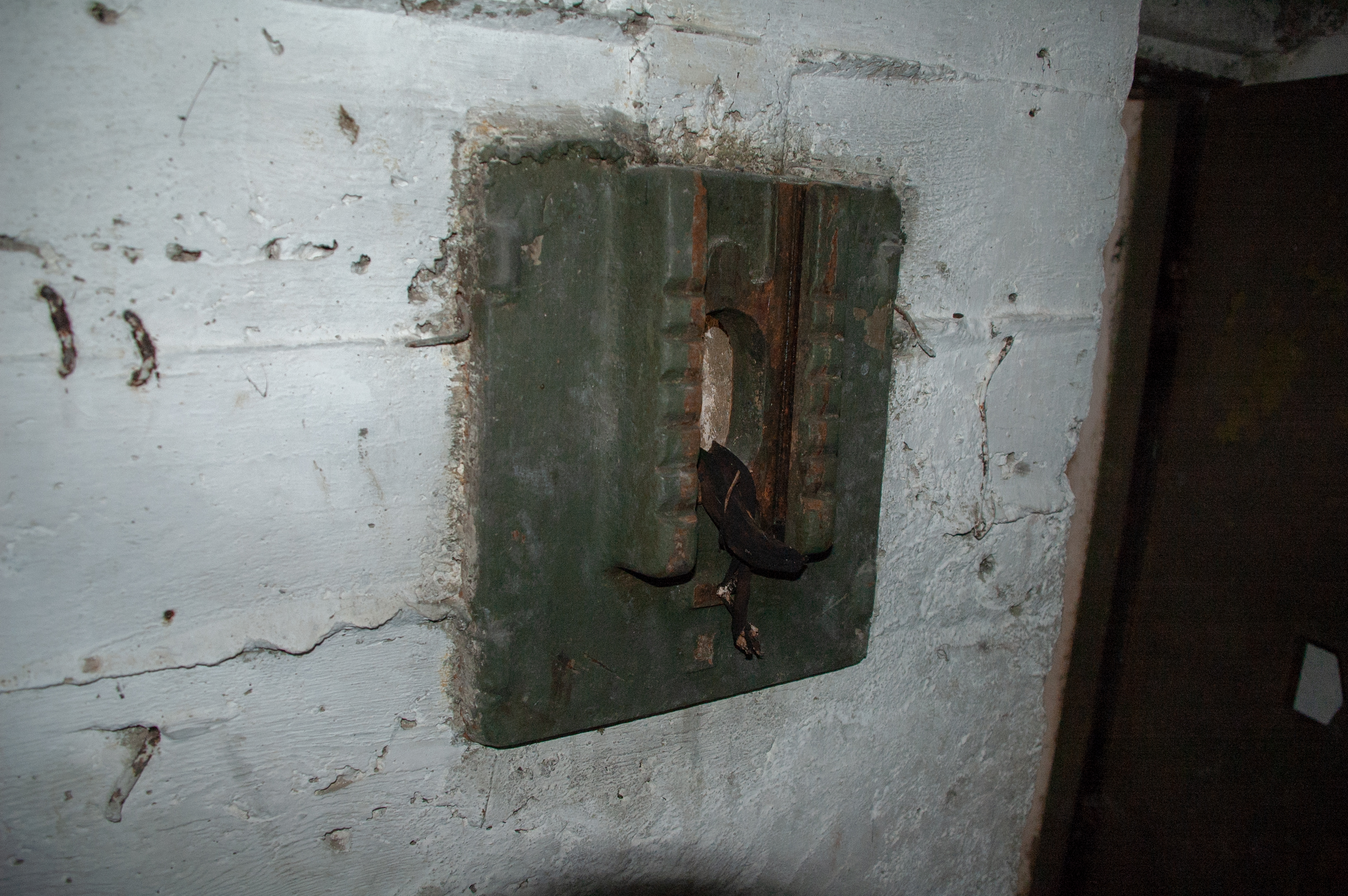
Pohled na střílnu z interiéru H-33/19/E
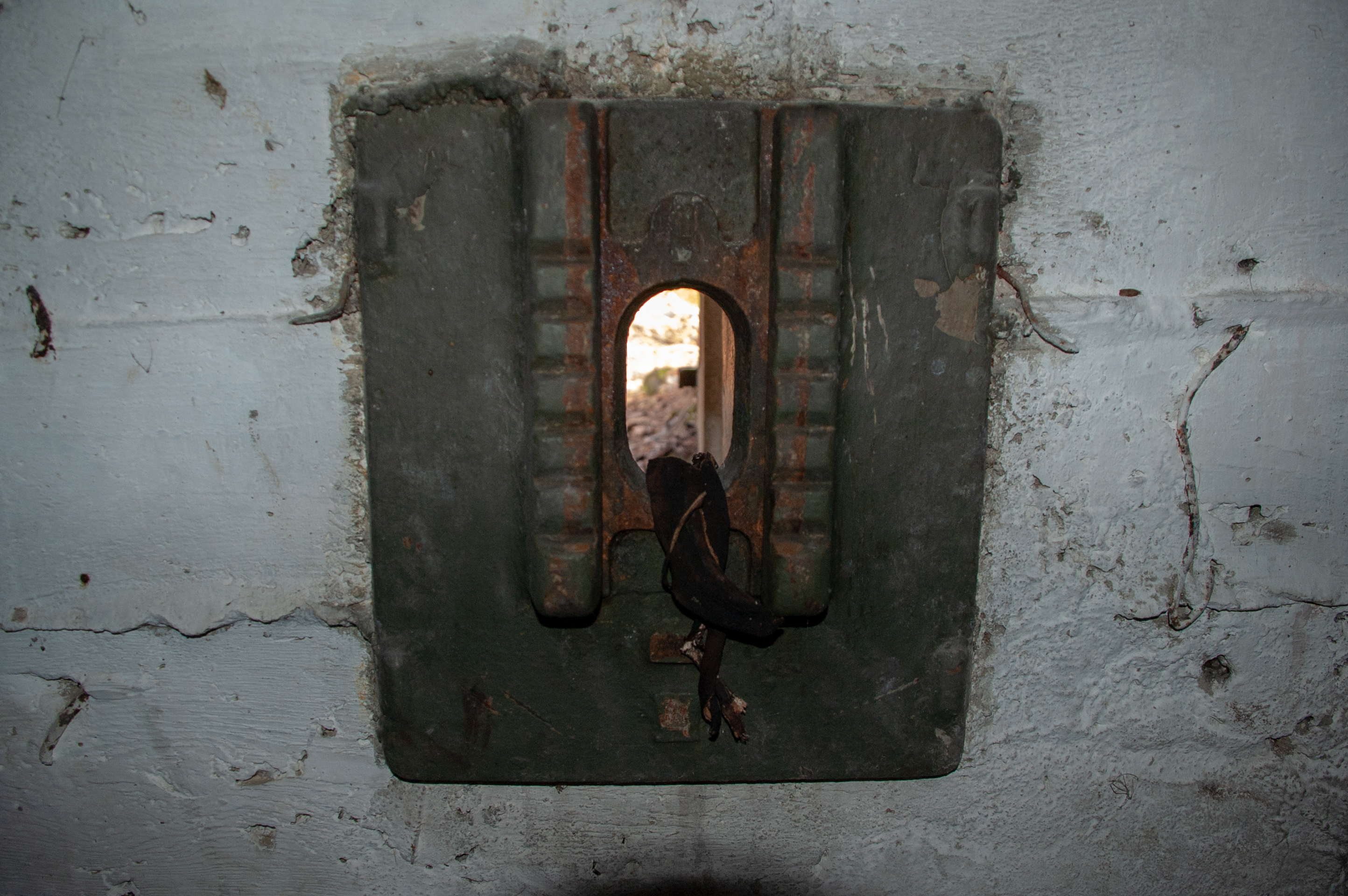
Pohled na střílnu z interiéru H-33/19/E
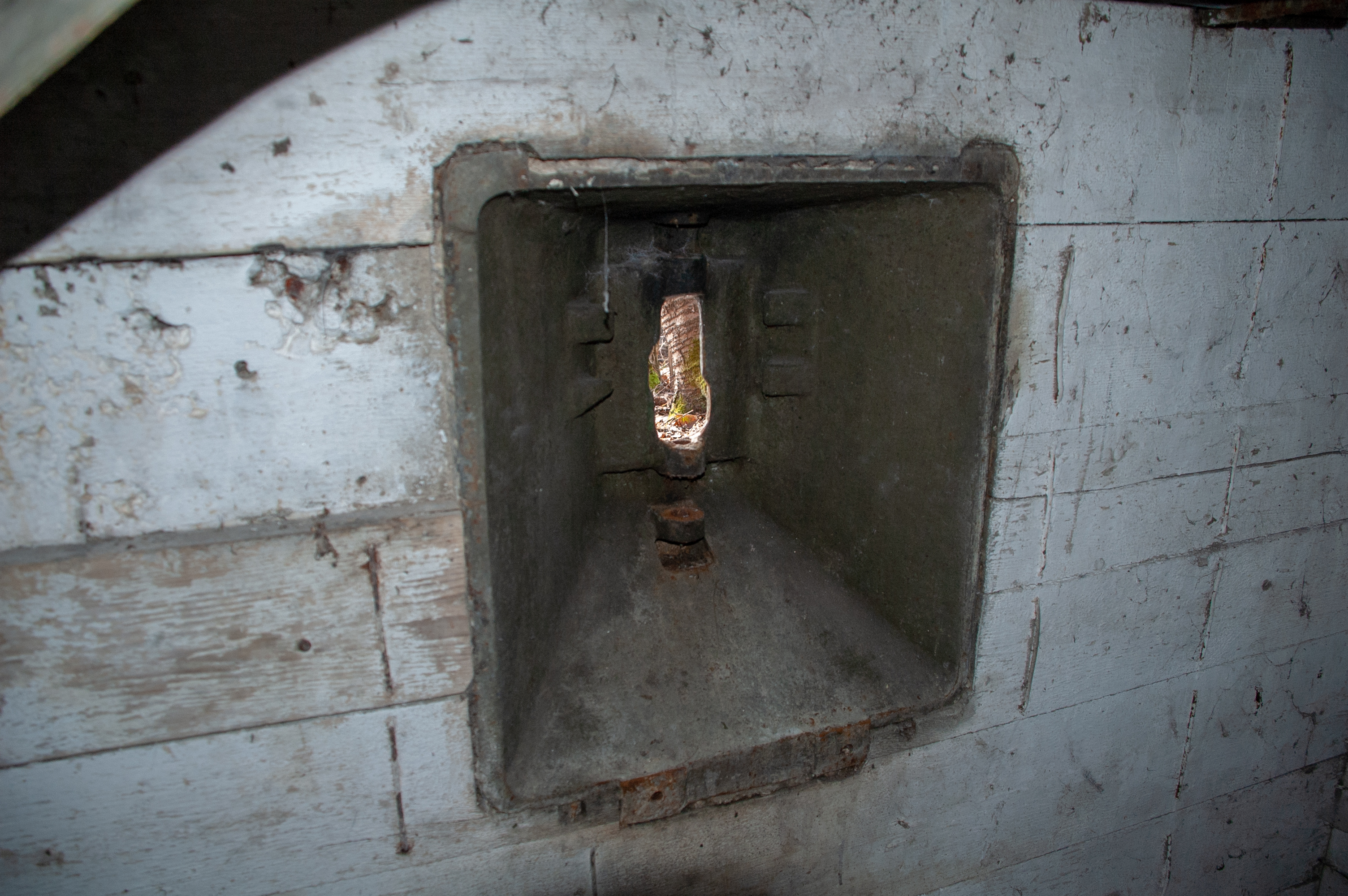
Pohled na střílnu z interiéru H-33/19/E
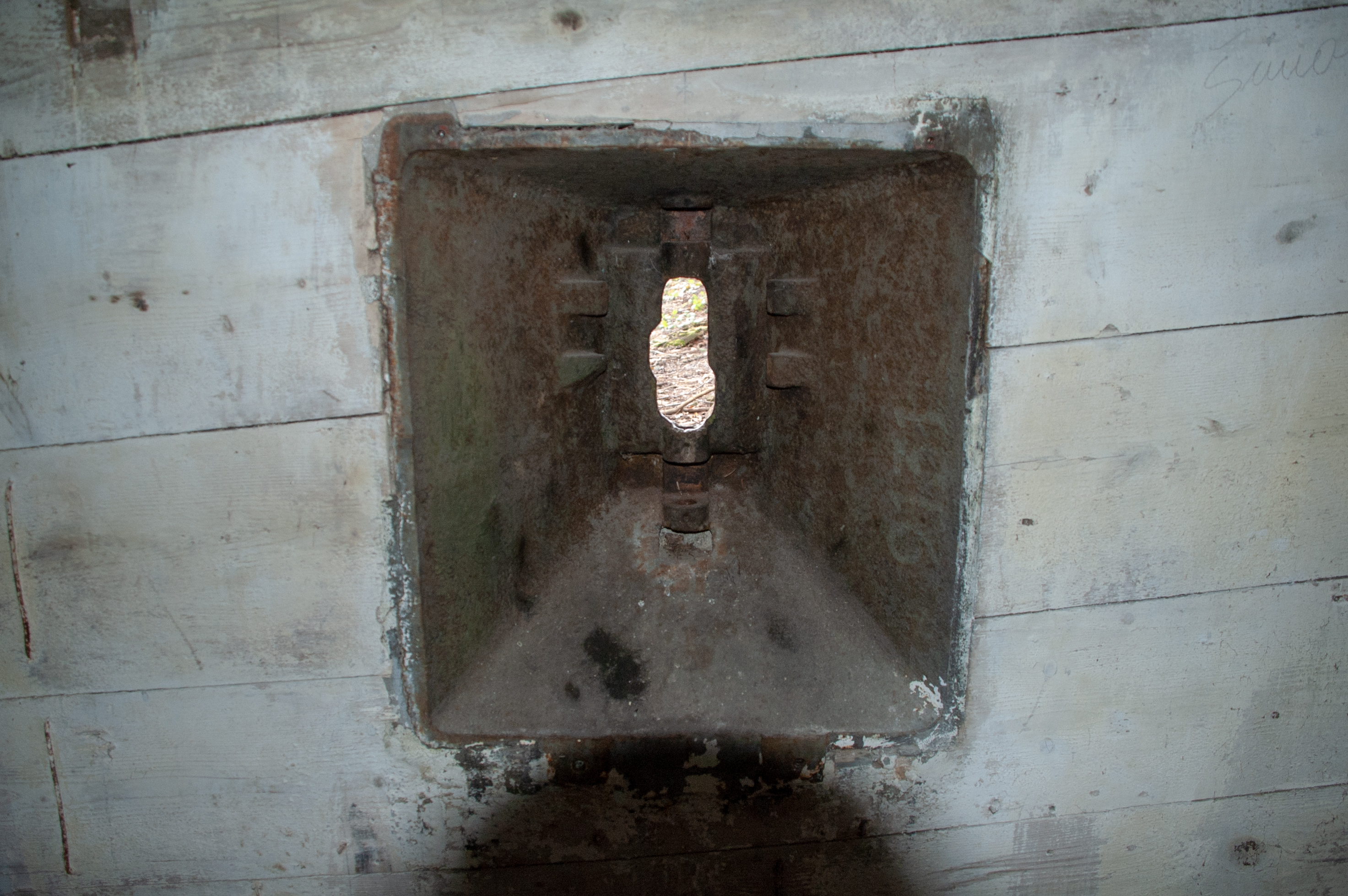
Pohled do interiéru H-33/18/B2-80 – střílna
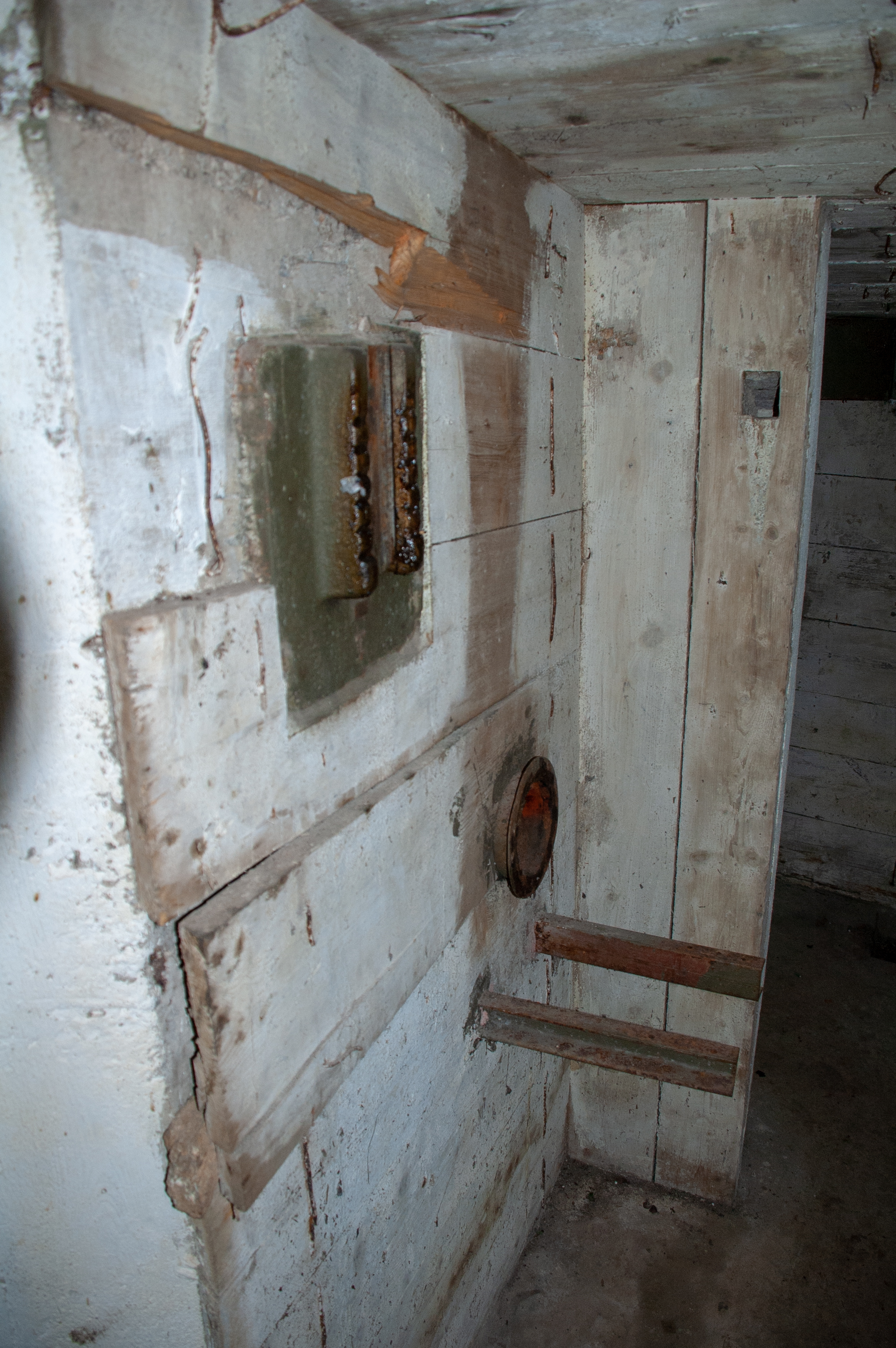
Pohled do interiéru H-33/18/B2-80 – výdřeva, střílna
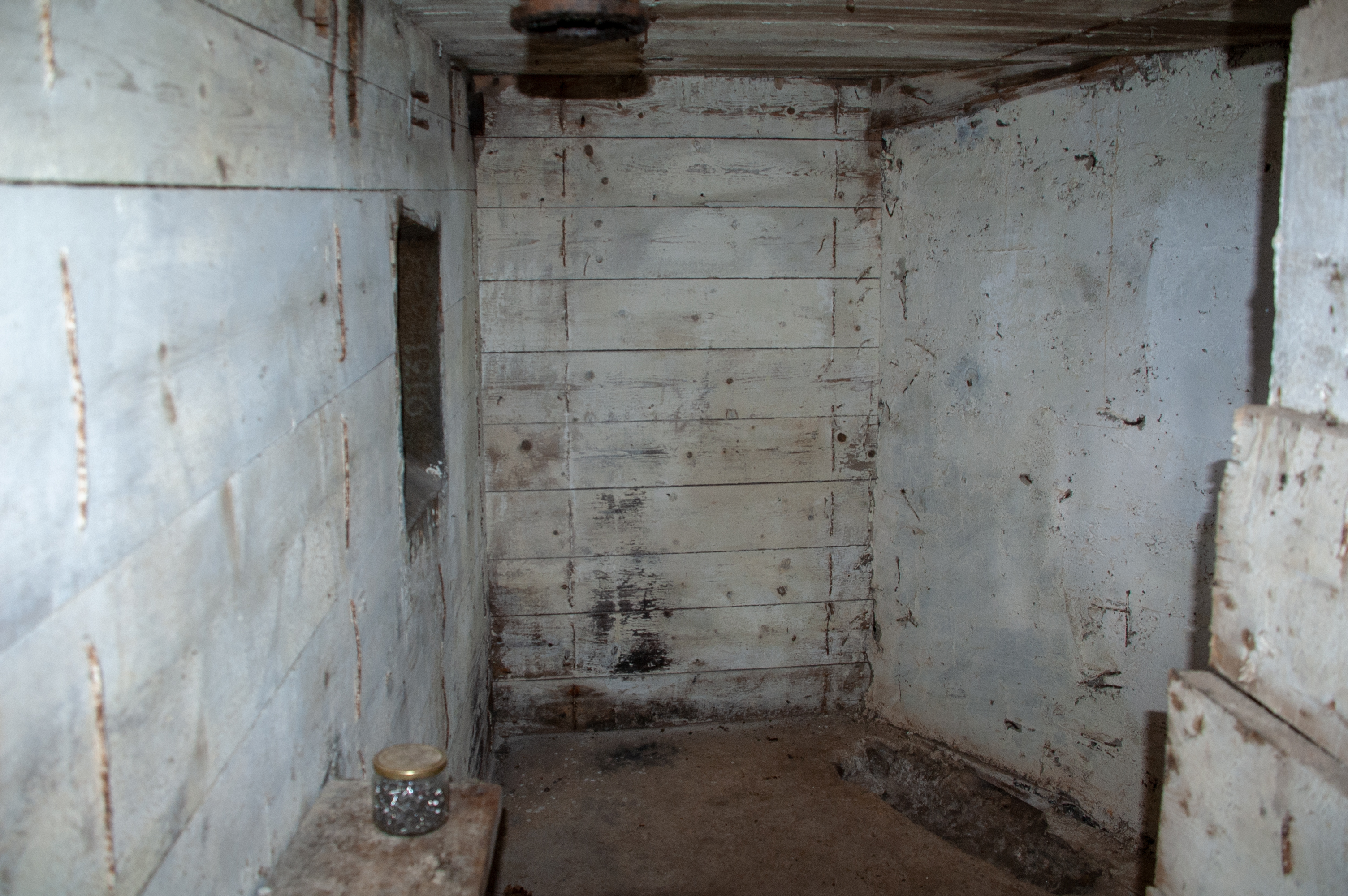
Pohled do interiéru H-33/18/B2-80 – výdřeva, střílna
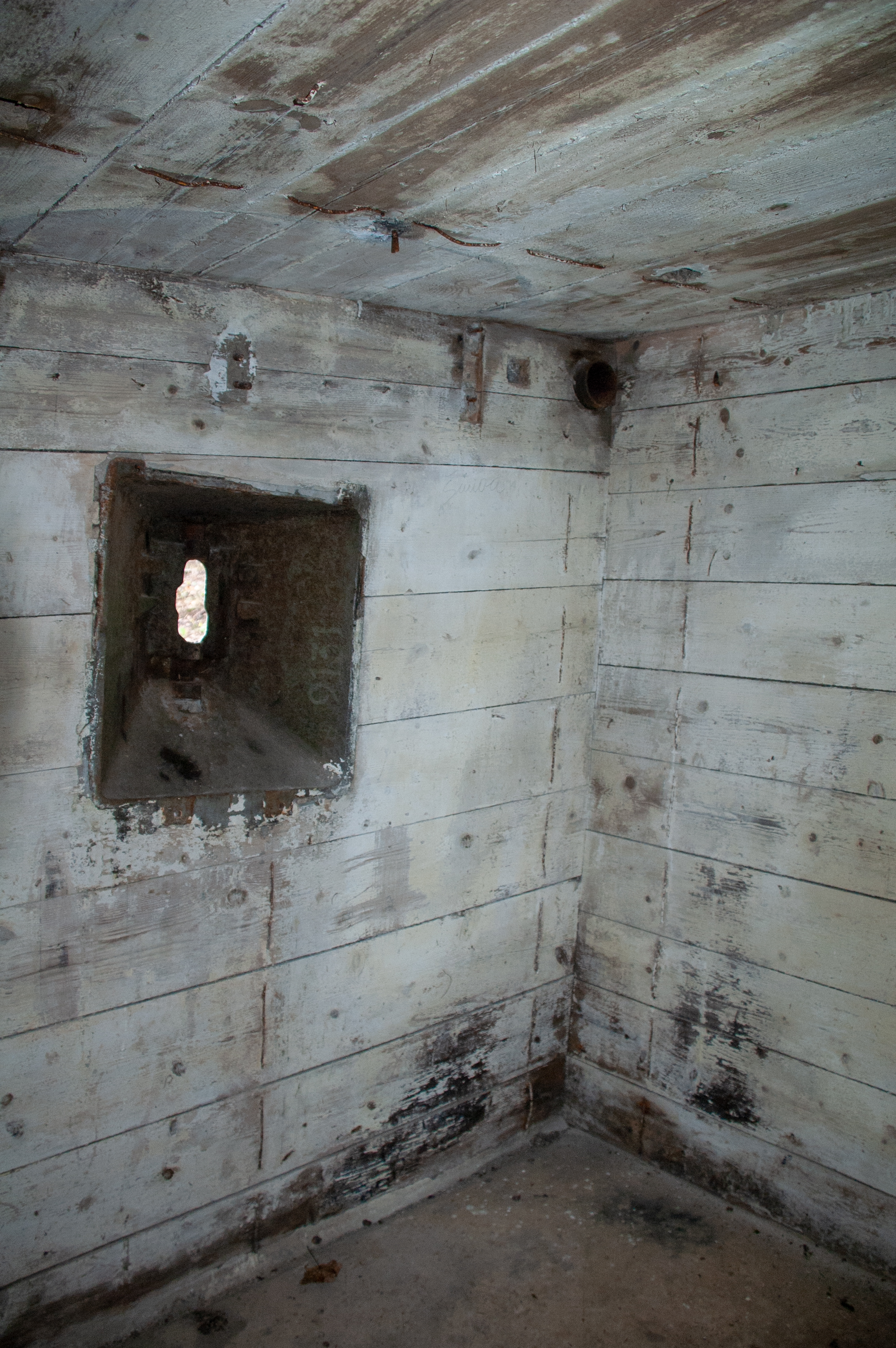
Pohled do interiéru H-33/18/B2-80 – výdřeva, střílna

### Detaily interiérů objektů reaktivovaných po roce 1948

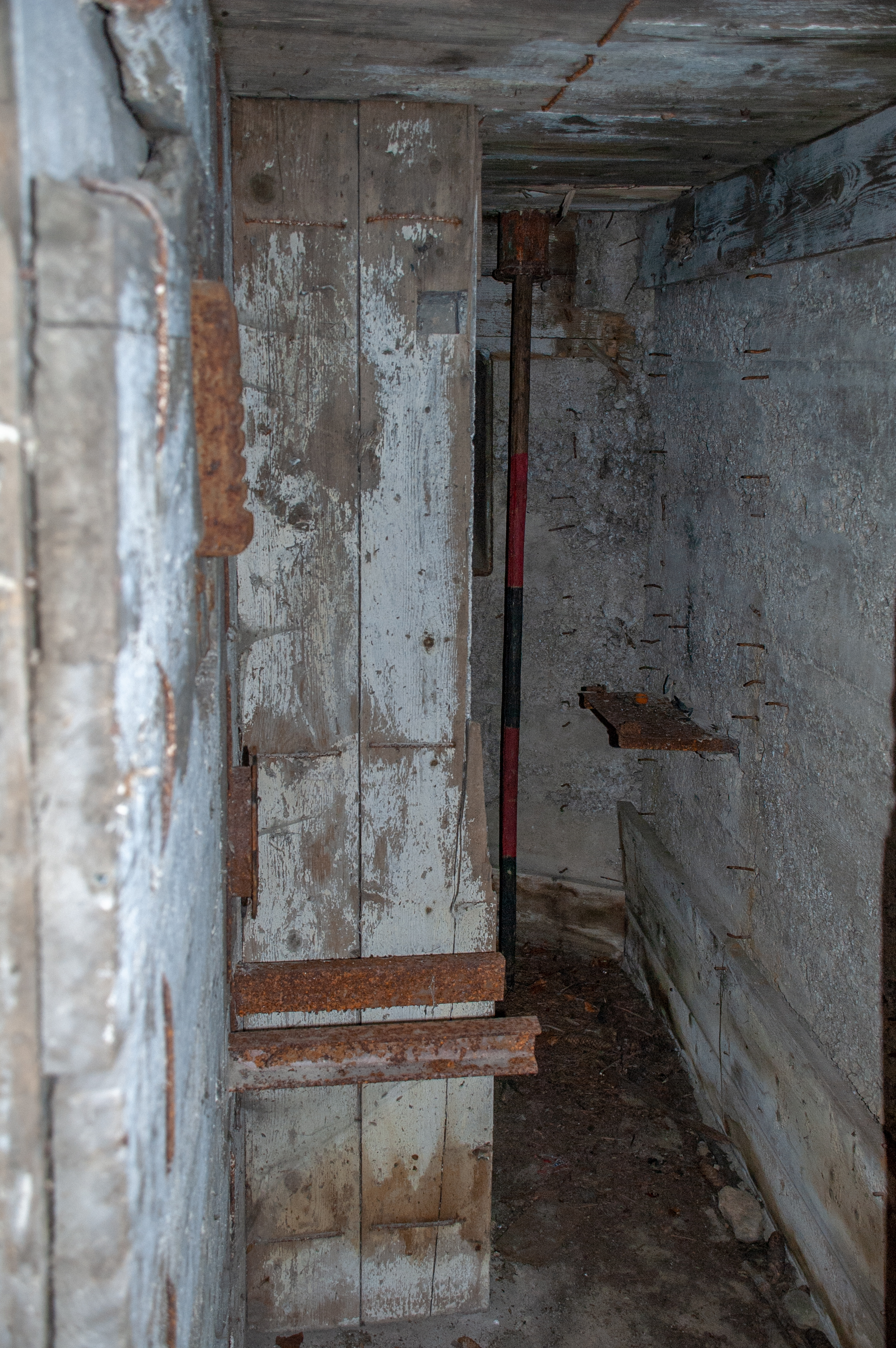
Detaily interiéru reaktivovaného objektu H-33/11/A-120 Z
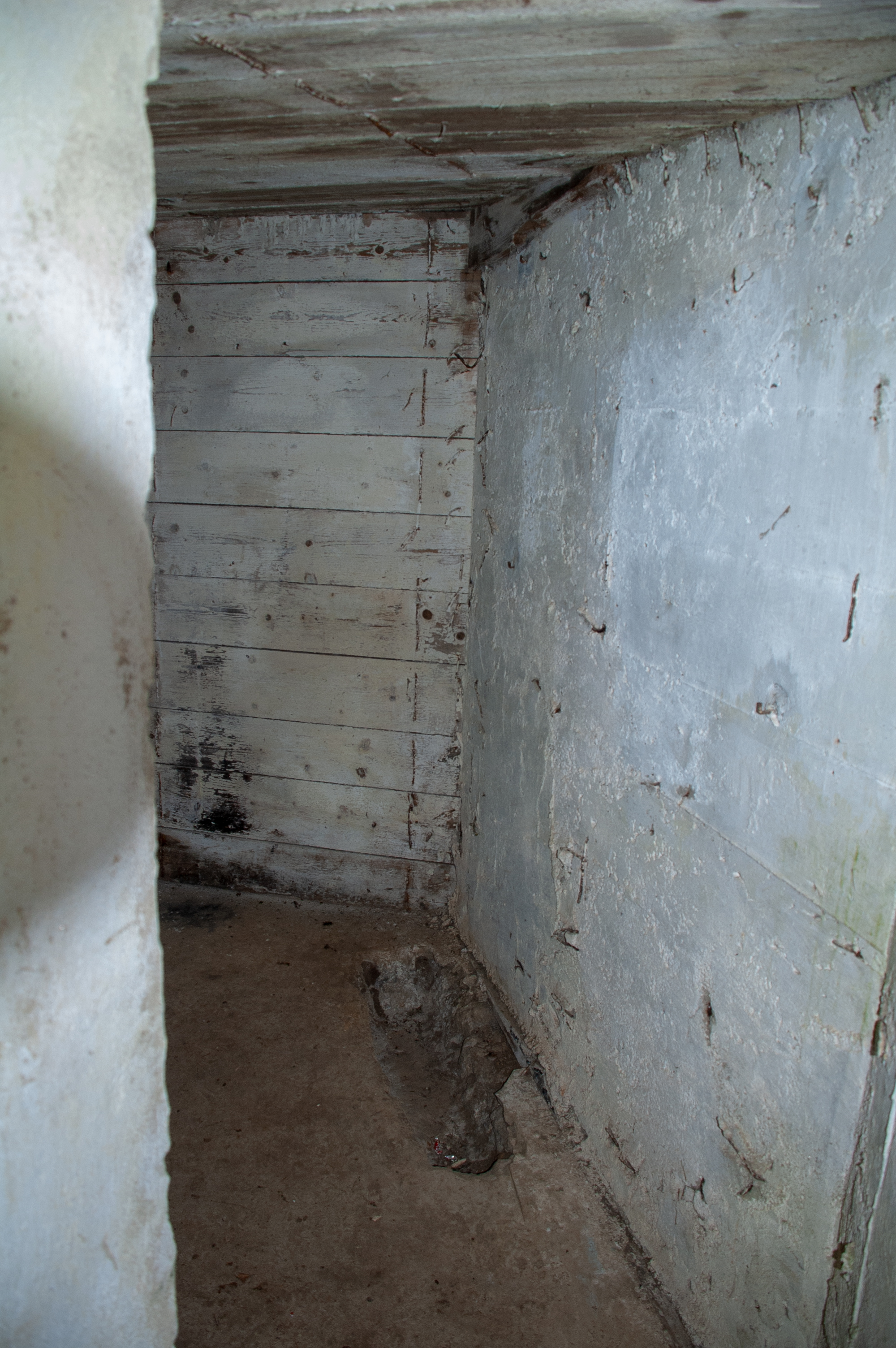
Pohled do interiéru H-33/18/B2-80 – výdřeva
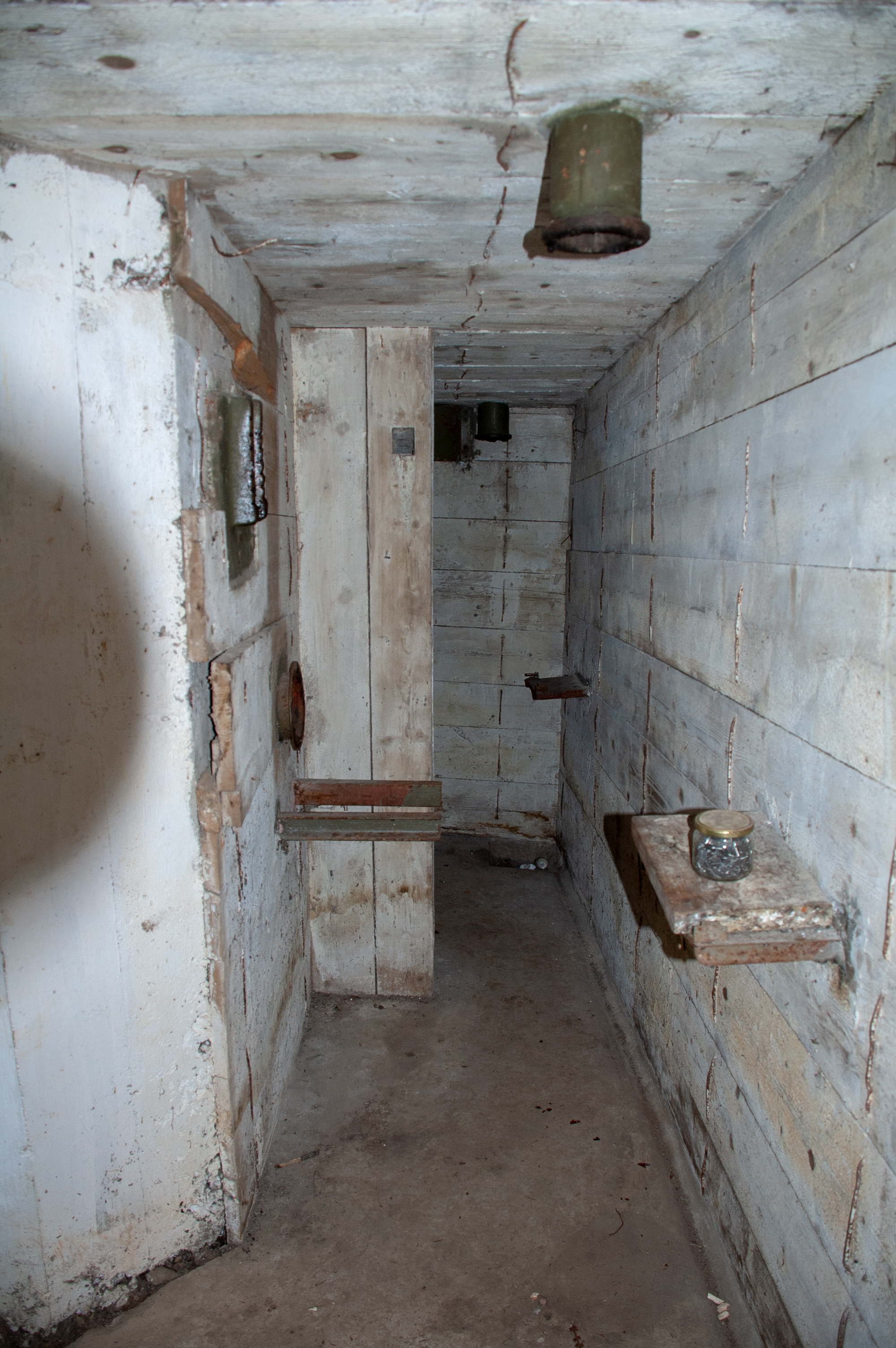
Pohled do interiéru H-33/18/B2-80 – výdřeva
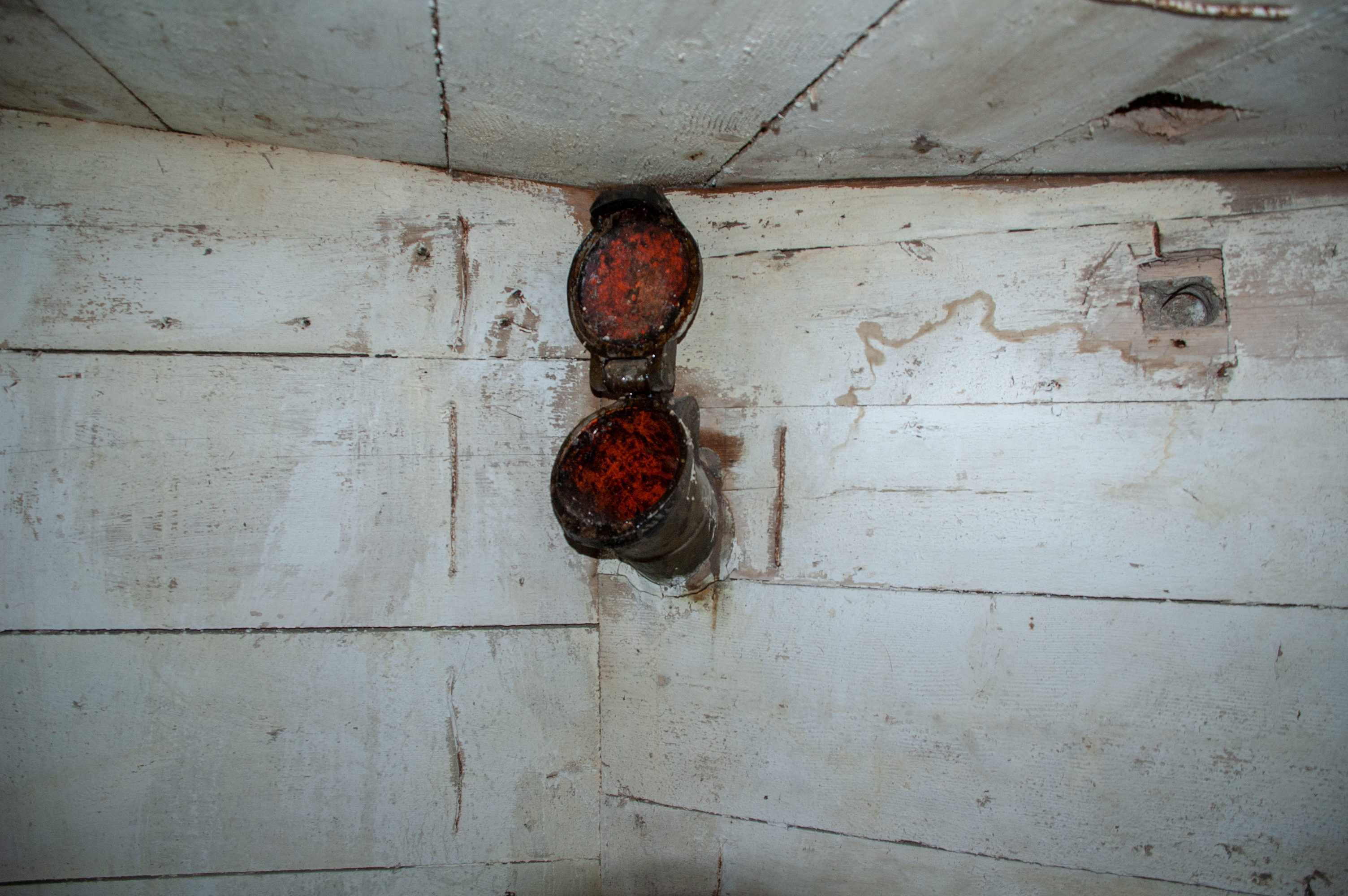
Pohled do interiéru H-33/18/B2-80 – výdřeva, granátový skluz
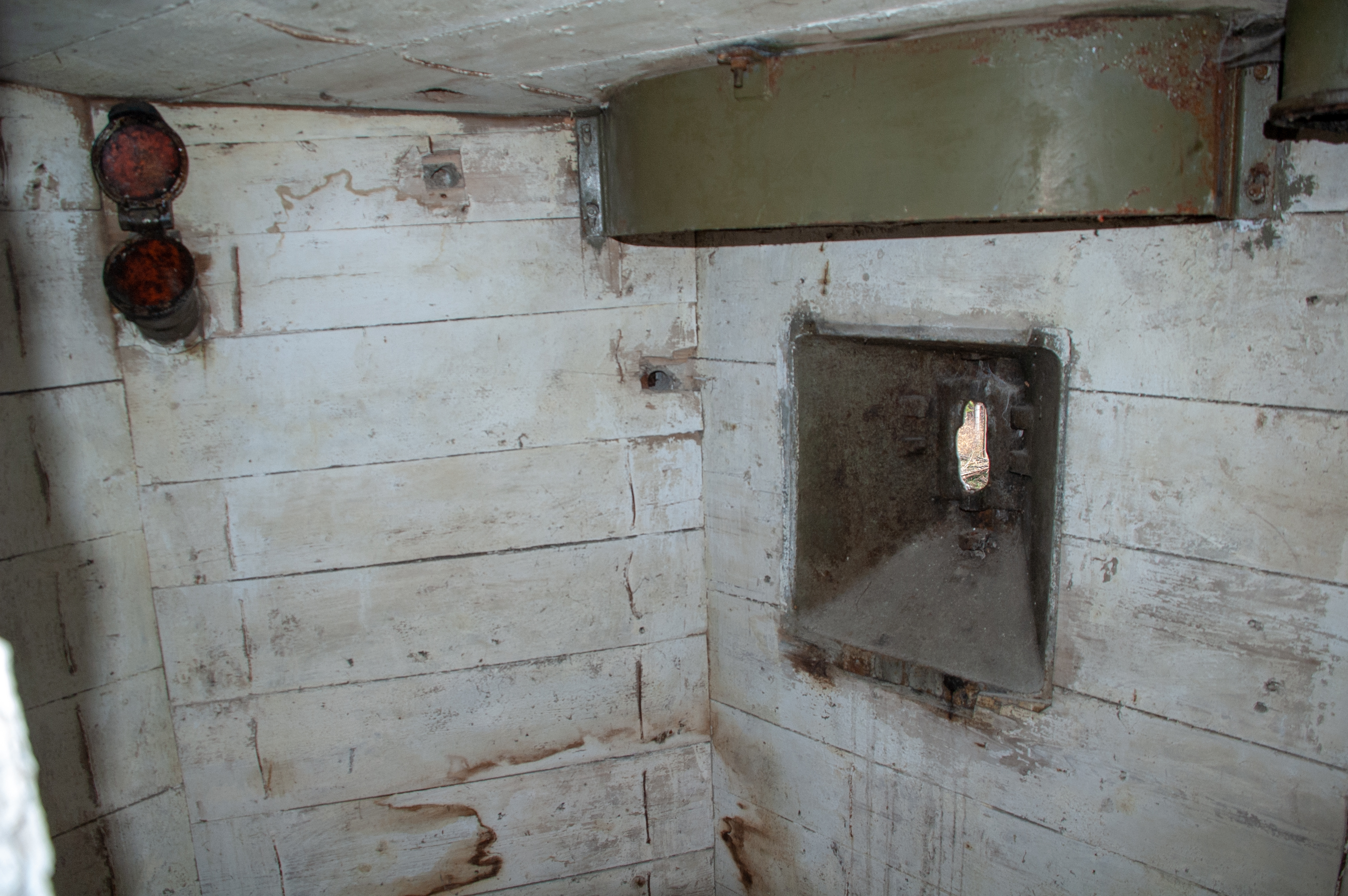
Pohled do interiéru H-33/18/B2-80 – výdřeva, granátový skluz, střílna

### Detaily vnějších stěn objektů opravených po roce 1990

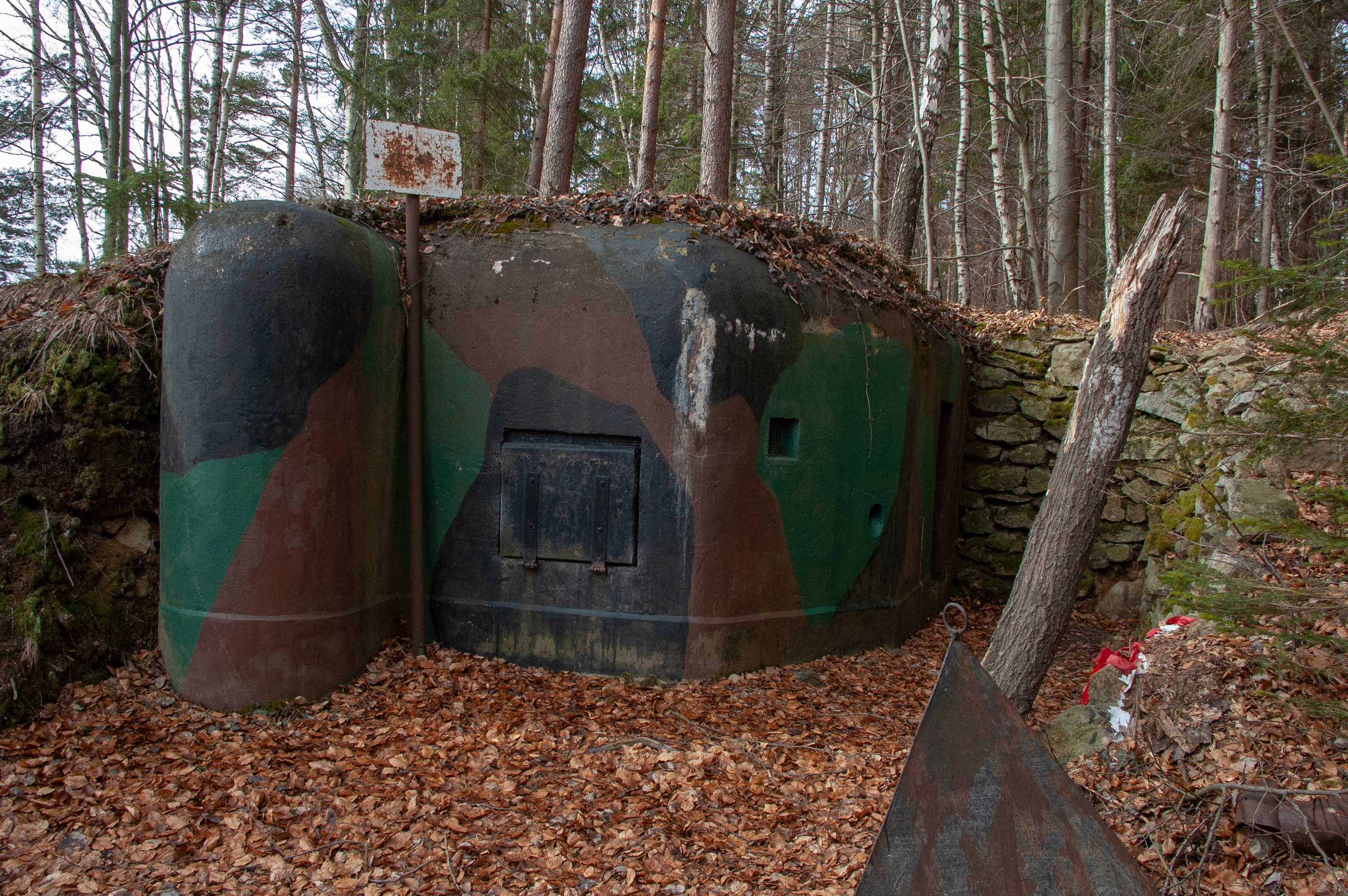
Pohled na opravený H-33/21/B2-100, pohled zleva na zadní stěnu s dveřmi a rovnaninou a čelní stěnu
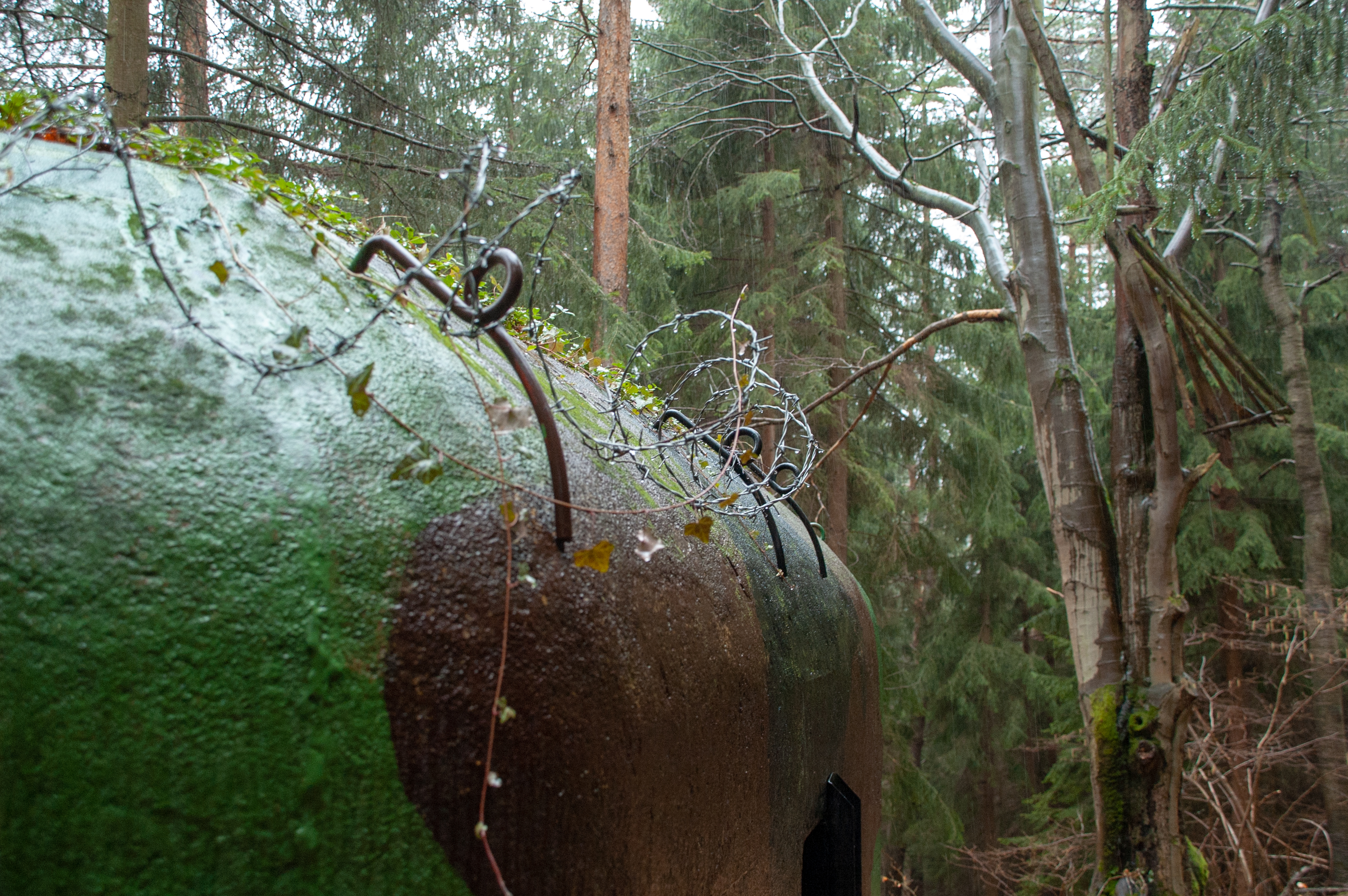
Detail H-33/10/A-140 – uchycení ostnatého drátu
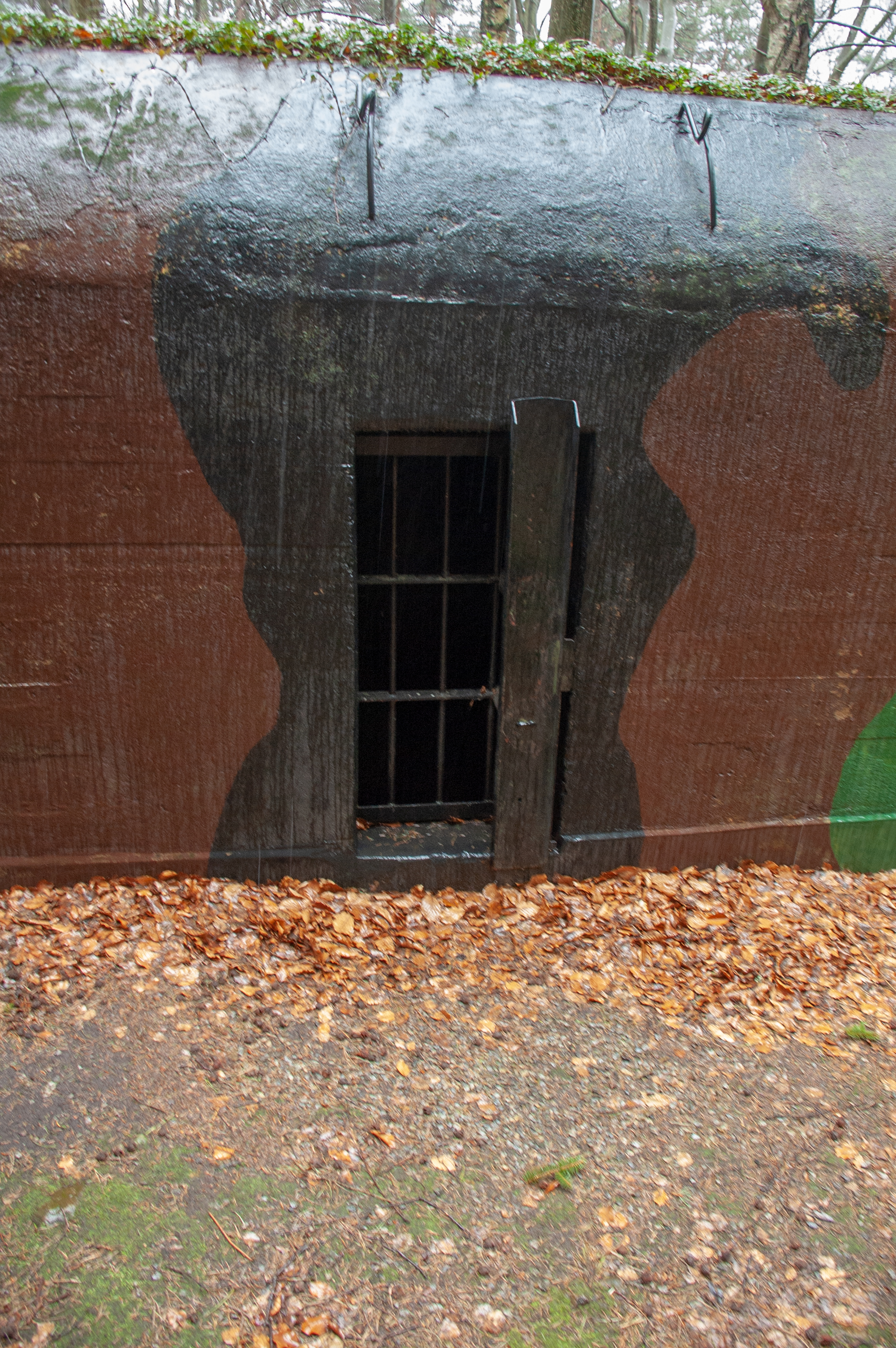
Detail H-33/10/A-140 – vchod
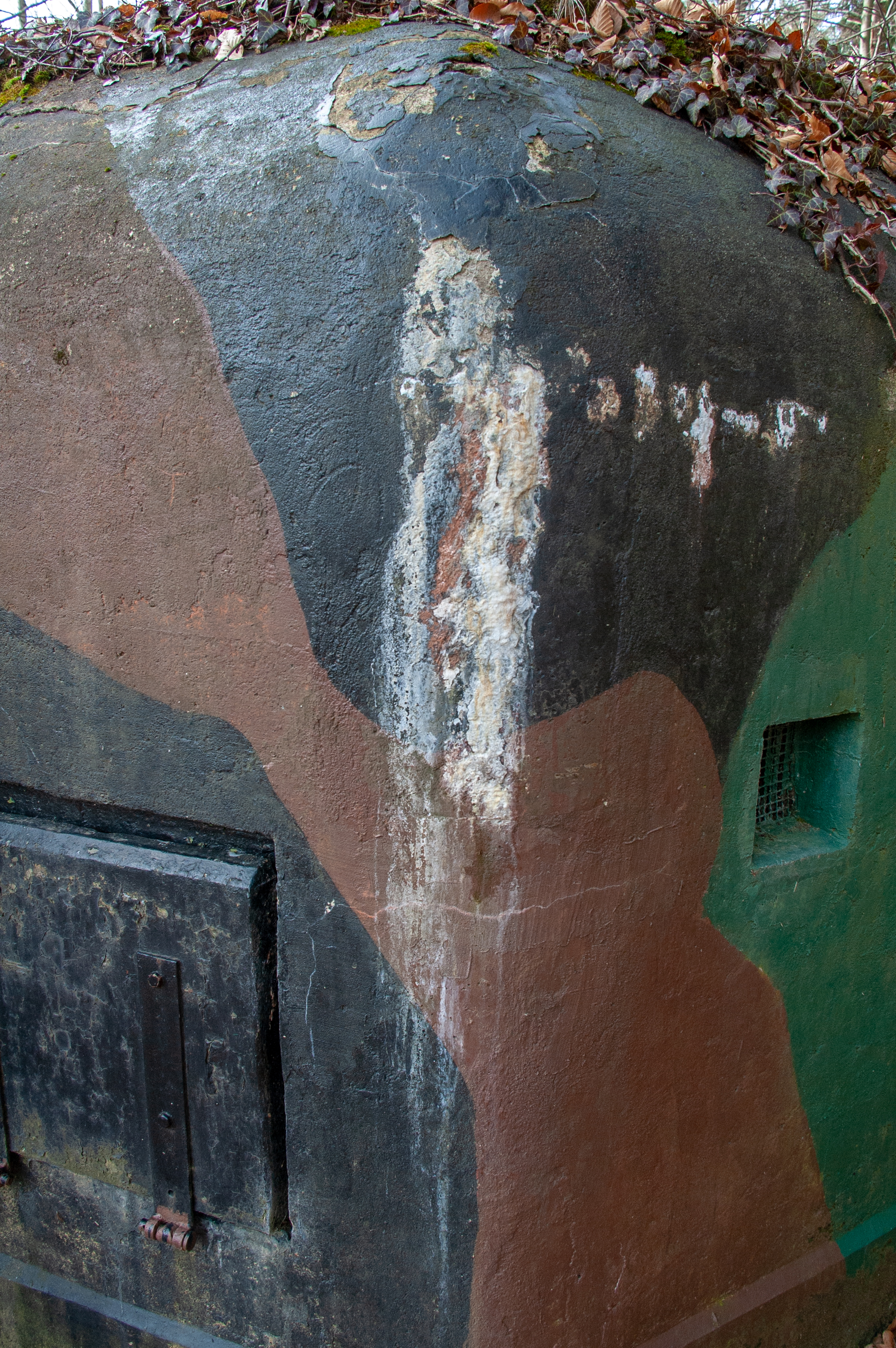
Pohledy na detaily opraveného H-33/21/B2-100 – roh, větrací okénko a zakrytá střílna
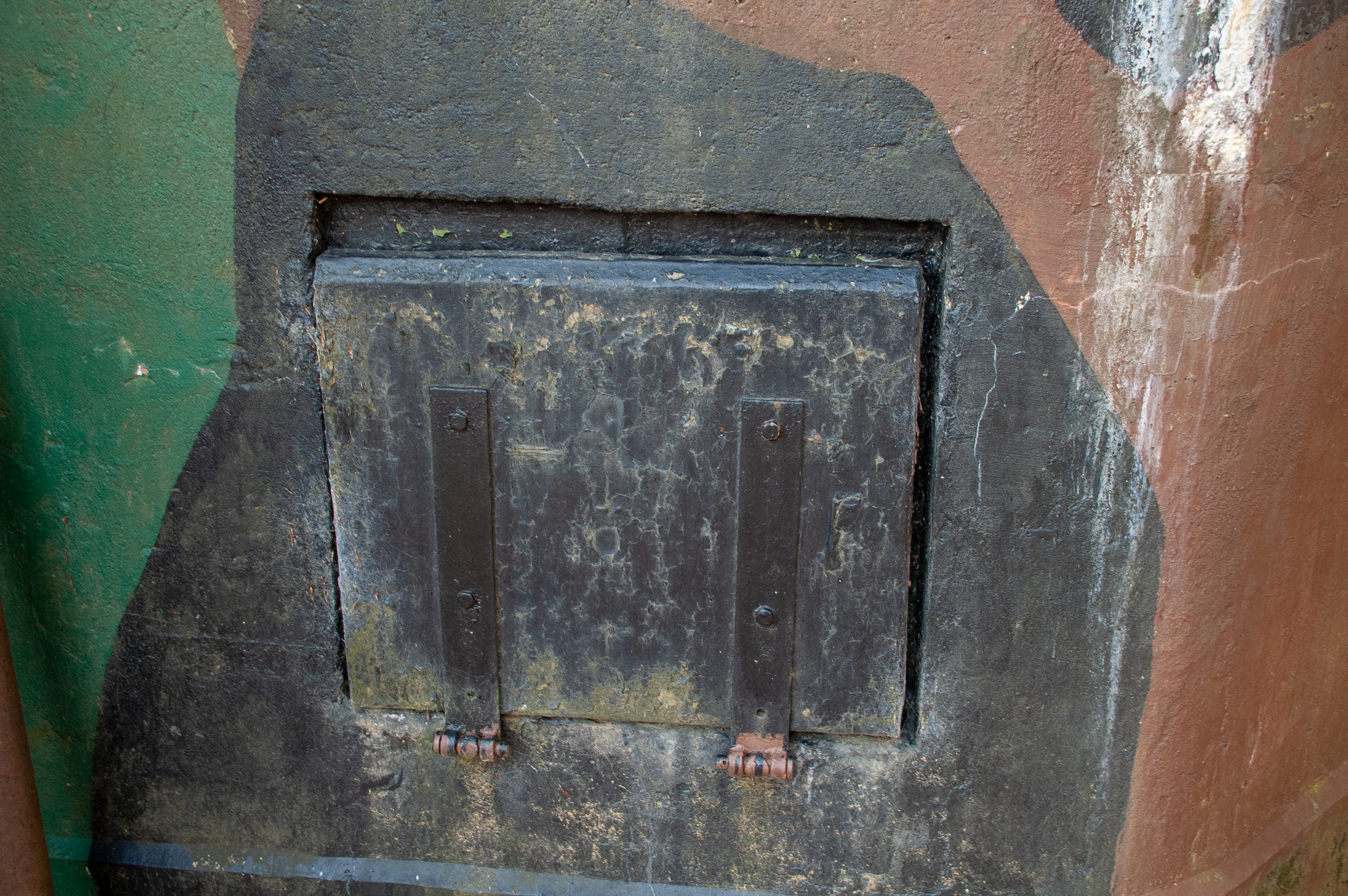
Pohledy na detail opraveného H-33/21/B2-100 – zakrytá střílna
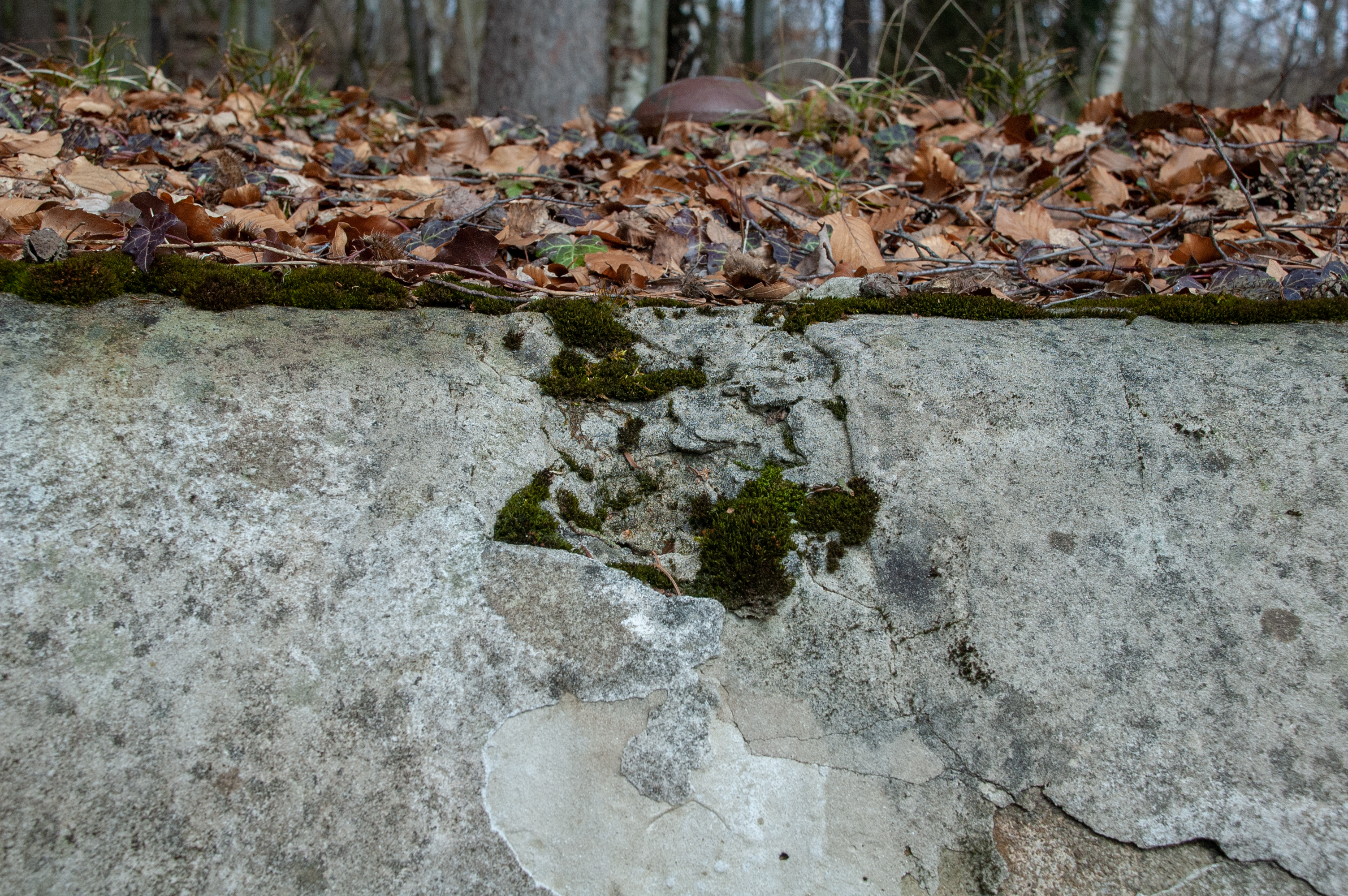
Detail střechy
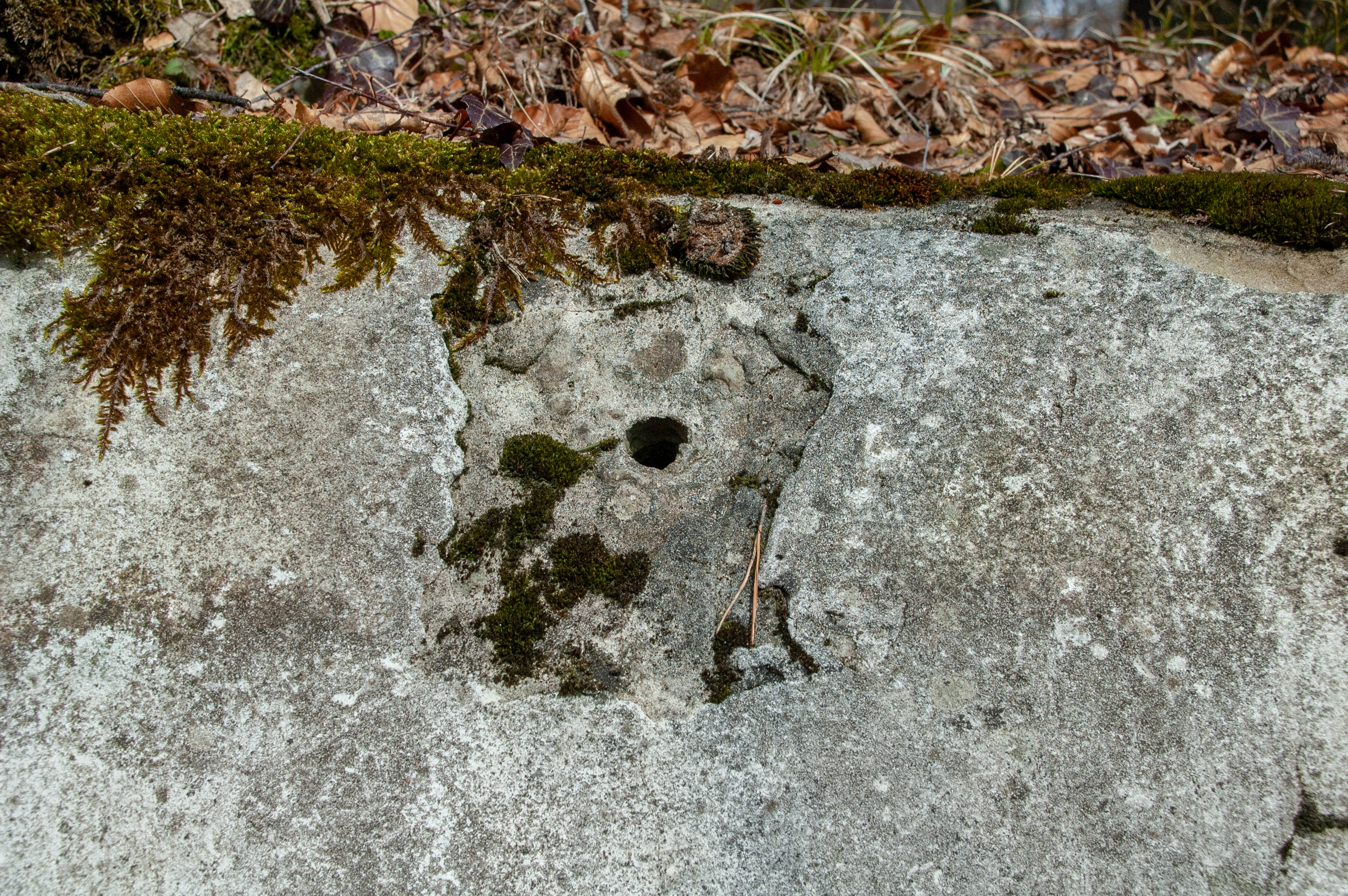
Detail střechy
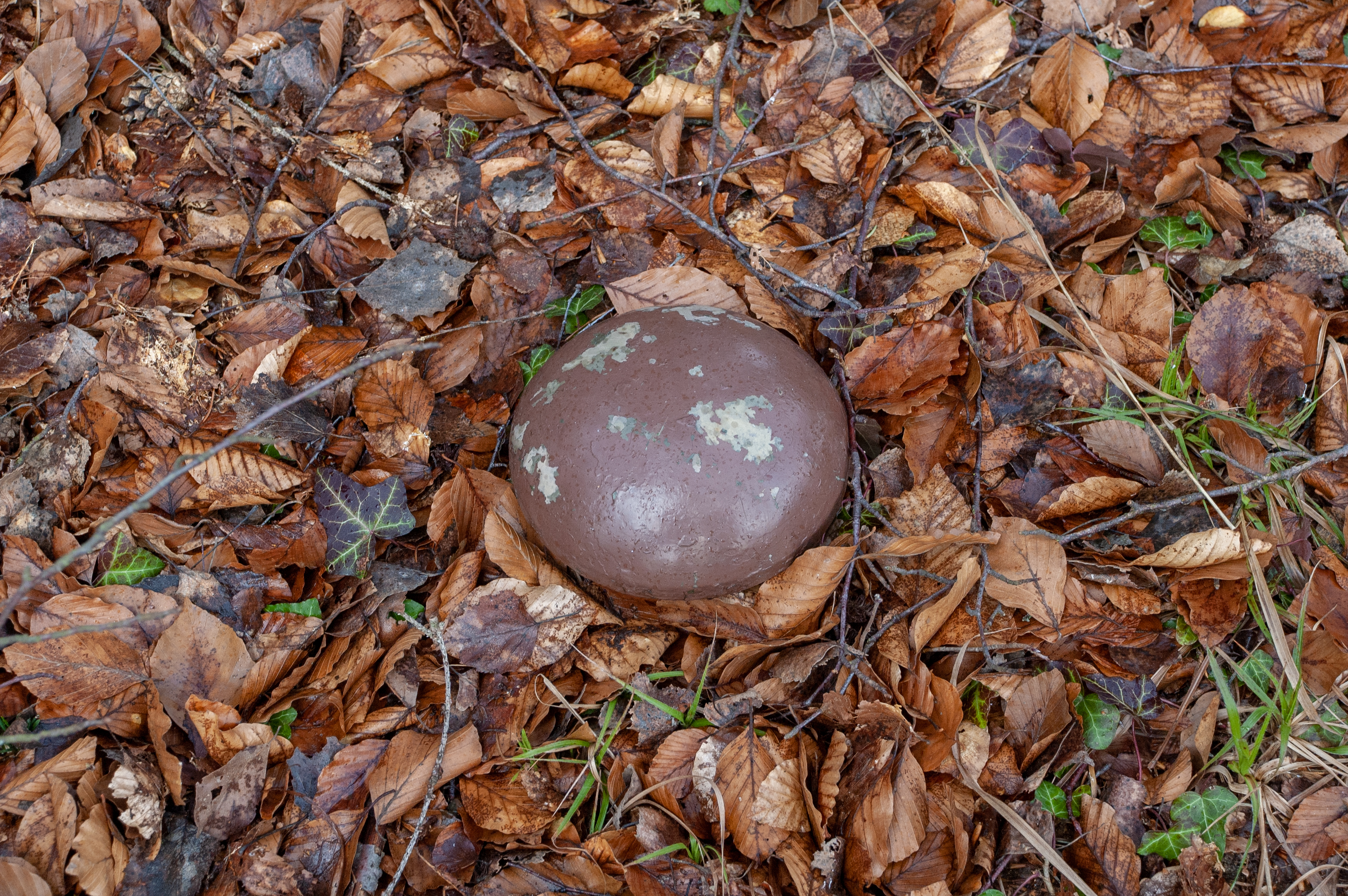
Pohled na periskop ze střechy H-33/21/B2-100
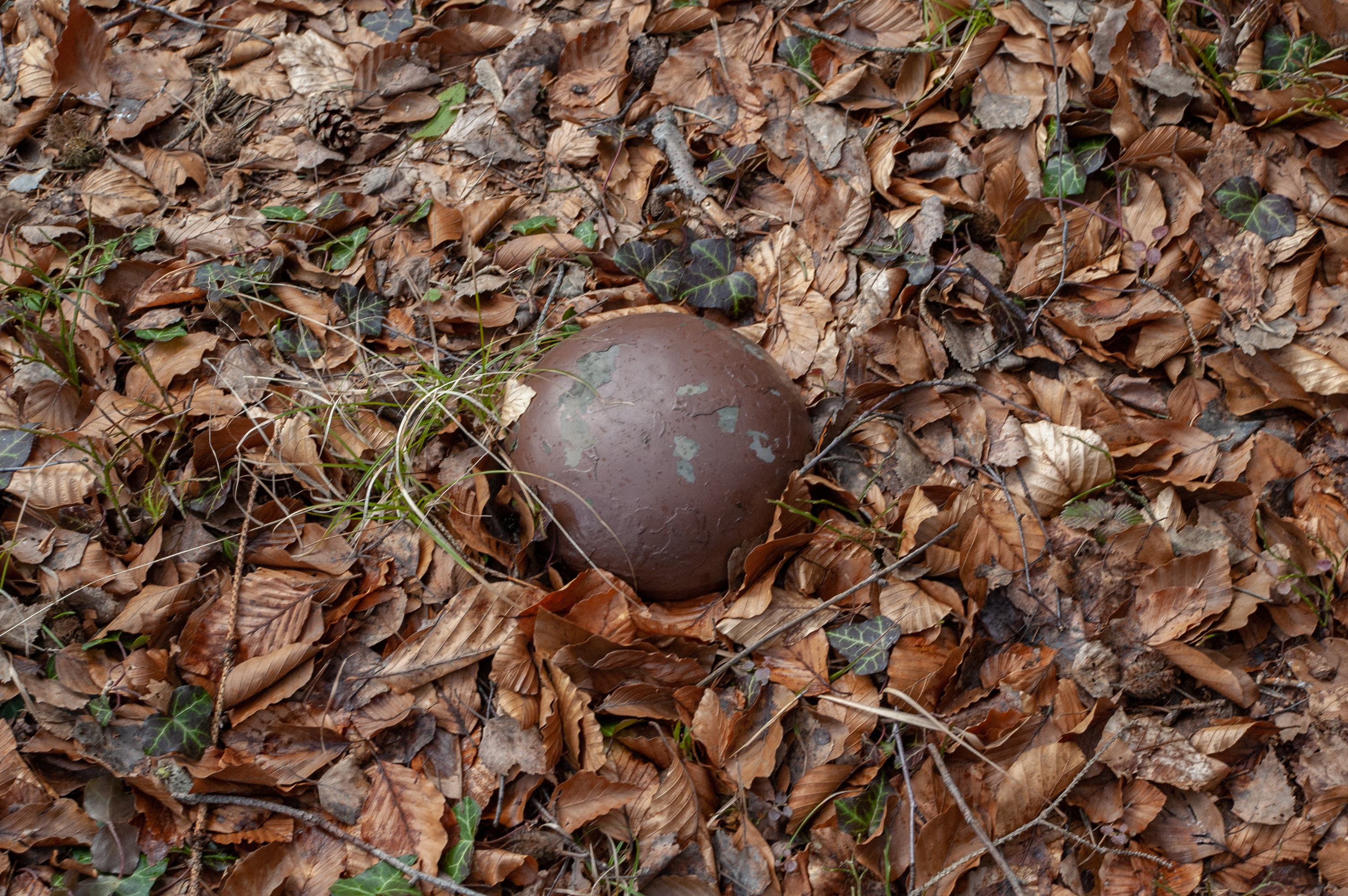
Pohled na periskop ze střechy H-33/21/B2-100
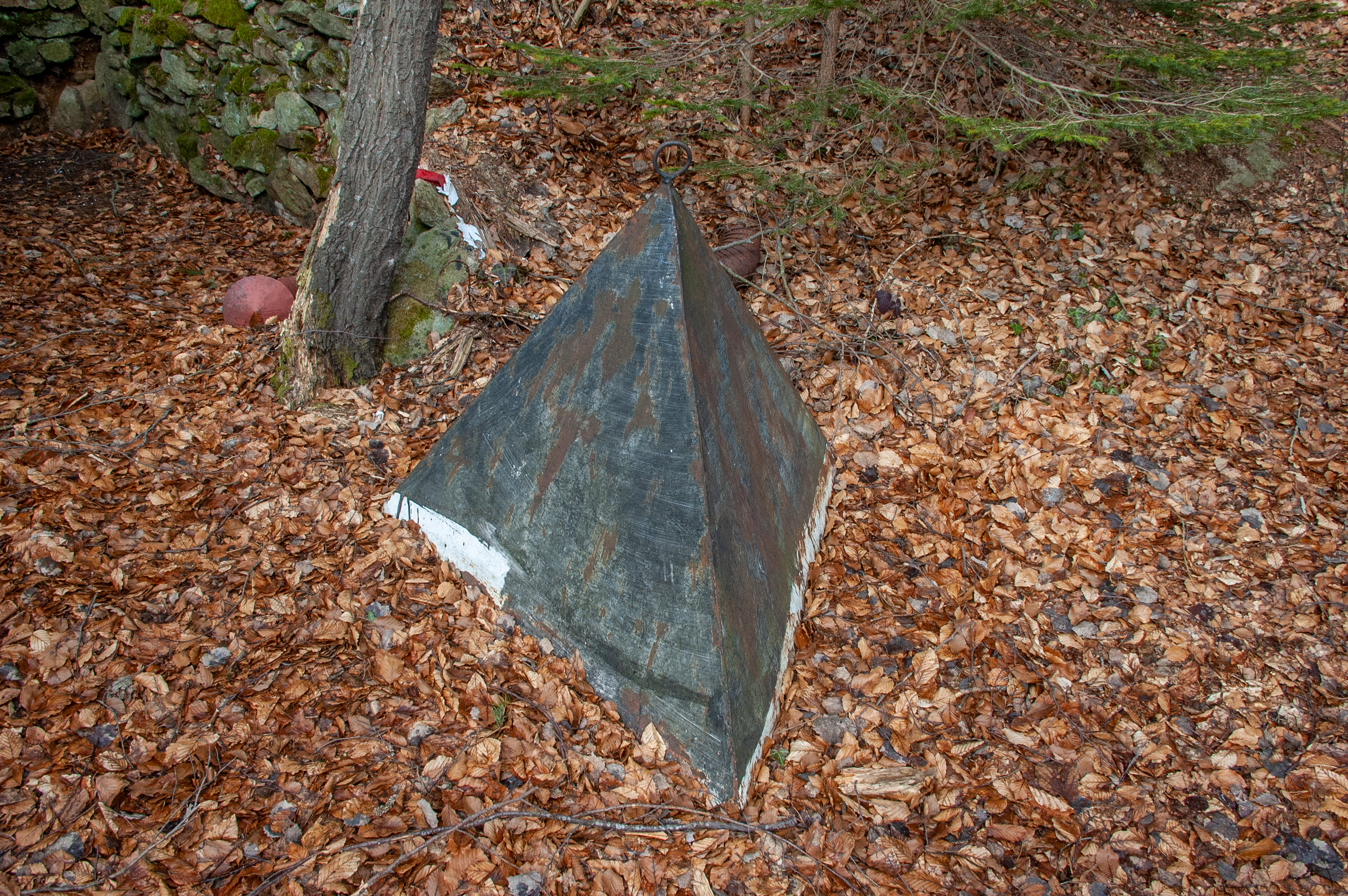
Zátaras